# 2016-os Eurovíziós Dalfesztivál
A 2016-os Eurovíziós Dalfesztivál (angolul és svédül: Eurovision Song Contest 2016, franciául: Concours Eurovision de la chanson 2016) volt a hatvanegyedik Eurovíziós Dalfesztivál. Svédországban rendezték meg, mivel a 2015-ös Eurovíziós Dalfesztivált a svéd Måns Zelmerlöw Heroes című dala nyerte. Svédország az első ország, amely másodszorra rendezhette a versenyt a 2010-es években, mivel 2012-ben is ők nyertek. Az első elődöntőre 2016. május 10-én, a második elődöntőre május 12-én, a döntőre pedig május 14-én került sor.
2015. július 8-án jelentették be, hogy Stockholm fog otthont adni a fesztiválnak.
Eredetileg 43 ország erősítette meg részvételét a dalfesztiválra, beleértve Bosznia-Hercegovinát, Bulgáriát, Horvátországot és Ukrajnát is, melyek három, kettő, kettő, illetve egy kihagyott év után vettek részt újból. Portugália viszont 2013 után ismételten nem vesz részt, illetve Romániát 2016. április 22-én kizárták a versenyből a TVR köztelevízió EBU felé való tartozásai miatt. Így végül 42 ország vett részt a 2016-os Eurovíziós Dalfesztiválon.

## A helyszín és a verseny témája
A svéd műsorsugárzó, az SVT 2015. május 24-én bejelentette, hogy az első számú lehetséges helyszín a stockholmi Tele2 Arena, de egyidejűleg jelezték, hogy lehetővé teszik más városok és arénák jelentkezését is.
A végső döntést július 8-án jelentették be, ennek értelmében a versenynek a 16 000 férőhelyes stockholmi Ericsson Globe ad otthont. A 2000-es Eurovíziós Dalfesztivált is ugyanebben az arénában rendezték meg.
Eredetileg az 1985-ös Eurovíziós Dalfesztivál helyszíne, a göteborgi Scandinavium, az ugyanebben a városban található Ullevi Stadium, a linköpingi Saab Arena, az örnsköldsviki Fjällräven Center és a 2013-as helyszín, a Malmö Aréna is pályázott, ahogy a fővárosi Annexet, a Hovet és a Friends Arena is. Utóbbi a dalfesztivál svéd válogatóműsorának, a Melodifestivalennek ad otthont 2013 óta. Sandviken és Gävle pedig közös pályázatot nyújtottak be: a sandvikeni Göransson Arena rendezte volna az elődöntőket és a döntőt, Gävle pedig egyéb programokat és koncerteket.
A dalfesztivál hivatalos mottója Come Together lett, azaz Jöjjünk össze, a logó pedig a pongyola pitypangot ábrázolja.
| Svédország Stockholm |

## A résztvevők

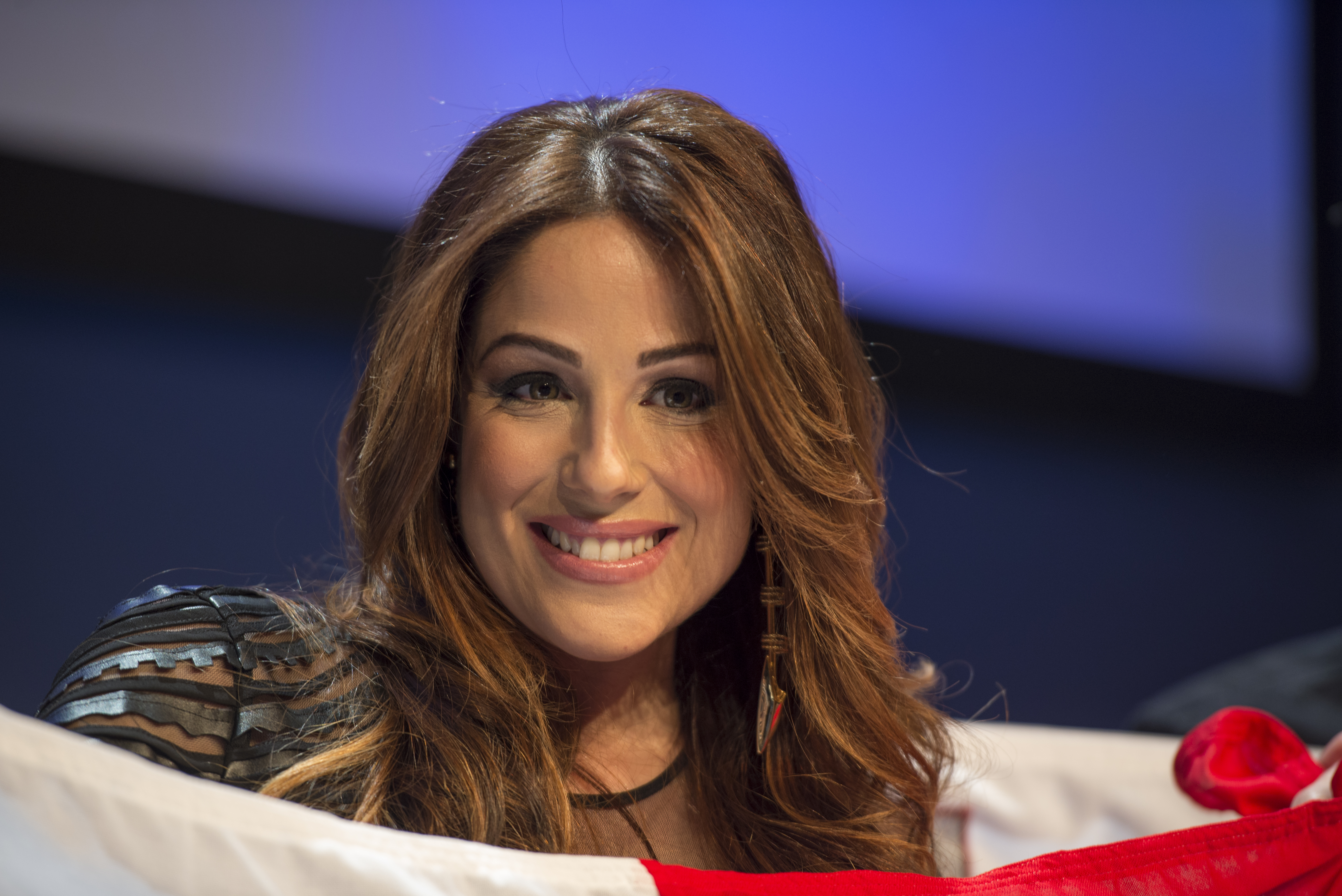
A máltai Ira Losco az első próba utáni sajtótájékoztatón, 2016. május 3-án, Stockholmban

Az ukrán műsorsugárzó, az NTU 2015. május 23-án jelentette be, hogy egy kihagyott év után újból küld indulót a dalversenyre.
Bosznia-Hercegovina eredetileg szeptember 15-én jelentette be visszatérését három kihagyott év után, azonban október 9-én visszavonta előzetes jelentkezési szándékát. Az ország a hónap végéig kapott haladékot a döntésre, amit végül november 24-én jelentettek be: a balkáni ország három év kihagyás után küld versenyzőt Stockholmba. Bulgária és Horvátország is visszatért két év szünet után a versenybe, így végül 43 állam vett volna részt a 2016-os Eurovíziós Dalfesztiválon, mely megegyezett volna a 2008-as és a 2011-es rekord létszámmal, azonban 2016. április 22-én az EBU törölte a tagjai közül a romániai TVR-t, így nem vehetnek részt a versenyen. A kizárás oka az, hogy a romániai közszolgálati televízió 2007 óta adósságokat halmozott fel, összesen 16 millió svájci frank értékben, amelyet többszöri felszólítás és határidő-kitolás után sem fizettek ki. A tagság elvesztésének további következménye, hogy a TVR nem közvetítheti az Eurovíziós Dalfesztivált sem. A műsorszolgáltató unió a román államot tekinti kötelesnek a TVR által felhalmozott adósság törlesztésére.
Ausztrália vendégként vett részt a 2015-ös Eurovíziós Dalfesztiválon, és csak akkor vehetett volna részt 2016-ban is, ha a 2015-ös versenyt megnyeri. Mivel az ország a 2015-ös versenyen az ötödik helyen végzett, így valószínű volt, hogy visszalépni kényszerül. 2015. november 17-én bejelentették, hogy a nagy sikerre való tekintettel versenyben maradhattak, de ezúttal az egyik elődöntő résztvevőjeként. Versenyzőjük, Dami Im az első dél-koreai származású előadó volt, aki részt vett a dalfesztiválon.
Portugália viszont a 2013-as Eurovíziós Dalfesztivál után ismételten nem vett részt a versenyben. Érdekesség, hogy akkor is, és ezúttal is Svédország adott otthont a versenynek. Nem vett részt a versenyen Luxemburg sem. A nagyhercegség utoljára 1993-ban küldött képviselőt a dalfesztiválra, így sorozatban 2016 volt a huszonharmadik év az ország nélkül. Andorra, mely utoljára 2009-ben vett részt, szintén távol maradt a versenytől. Hasonlóan döntött Monaco is 2015. július 21-én: a törpeállam utoljára 2006-ban képviseltette magát a dalfesztiválon. A szlovák műsorsugárzó szeptember 28-án jelezte távolmaradását. Törökország pedig a 2015. február 6-án bejelentett visszatérési szándéka ellenére november 3-án ellenkezőleg döntött.
A verseny történetében először Spanyolország versenydala nem tartalmazott spanyol nyelvű részt, teljes egészében angolul hangzott el. Továbbá szintén először fordult elő, hogy Ausztria nem angol vagy német nyelvű dalt küld a fesztiválra és az is, hogy egy dal (a görög) tartalmaz részleteket egy görög dialektusban, a pontoszi görög nyelven. Ukrajna versenydala pedig az első volt a dalfesztivál történetében, mely tartalmaz részleteket krími tatár nyelven.
| Ország              | Műsorsugárzó       | Előadó                                 | Dal                              | Nyelv              | Dalszerző(k)                                                                                      |
| ------------------- | ------------------ | -------------------------------------- | -------------------------------- | ------------------ | ------------------------------------------------------------------------------------------------- |
| Albánia             | RTSH               | Eneda Tarifa                           | Fairytale                        | angol              | Olsa Toqi                                                                                         |
| Ausztrália          | SBS                | Dami Im                                | Sound of Silence                 | angol              | Anthony Egizii David Musumeci                                                                     |
| Ausztria            | ORF                | Zoë                                    | Loin d’ici                       | francia            | Christof Straub Zoë Straub                                                                        |
| Azerbajdzsán        | İTV                | Samra                                  | Miracle                          | angol              | Amir Aly Jakke "T.I Jakke" Erixson Henrik Wikström                                                |
| Belgium             | VRT                | Laura Tesoro                           | What’s the Pressure              | angol              | Louis Favre Sanne Putseys Birsen Uçar Yannick Werther                                             |
| Bosznia-Hercegovina | BHRT               | Dalal & Deen feat. Ana Rucner és Jala  | Ljubav je                        | bosnyák            | Almir Ajanović Jasmin Fazlić Jala                                                                 |
| Bulgária            | BNT                | Poli Genova                            | If Love Was a Crime              | angol              | Sebastian Arman Poli Genova Borislav Milanov Johnny K. Palmer Joacim Persson                      |
| Ciprus              | CyBC               | Minus One                              | Alter Ego                        | angol              | Thomas G:son Minus One                                                                            |
| Csehország          | ČT                 | Gabriela Gunčíková                     | I Stand                          | angol              | Sara Biglert Aidan O'Connor Christian Schneider                                                   |
| Dánia               | DR                 | Lighthouse X                           | Soldiers of Love                 | angol              | Søren Bregendal Daniel Durn Katrine Klith Andersen Johannes Nymark Sebastian Owens Martin Skriver |
| Egyesült Királyság  | BBC                | Joe & Jake                             | You’re Not Alone                 | angol              | Justin J. Benson S. Kanes Matt Schwartz                                                           |
| Észtország          | ERR                | Jüri Pootsmann                         | Play                             | angol              | Vallo Kikas Fred Krieger Stig Rästa                                                               |
| Fehéroroszország    | BTRC               | Ivan                                   | Help You Fly                     | angol              | Mary Susane Applegate Viktor Drobis Aljakszandr Ivanov Tyimofej Leontyijev                        |
| Finnország          | Yle                | Sandhja                                | Sing It Away                     | angol              | Heikki Korhonen Sandhja Kuivalainen Petri Matara Milos Rosas Markus Savijoki                      |
| Franciaország       | France Télévisions | Amir                                   | J’ai cherché                     | francia, angol     | Johan Errami Amir Haddad Nazim Khaled                                                             |
| Görögország         | ERT                | Argo                                   | Utopian Land                     | görög, angol       | Vladimírosz Szofianídesz                                                                          |
| Grúzia              | GPB                | Nika Kocharov & Young Georgian Lolitaz | Midnight Gold                    | angol              | Thomas G:son Kote Kalandadze                                                                      |
| Hollandia           | AVROTROS           | Douwe Bob                              | Slow Down                        | angol              | Matthijs van Duijvenbode Jan-Peter Hoekstra Jeroen Overman Douwe Bob Posthuma                     |
| Horvátország        | HRT                | Nina Kraljić                           | Lighthouse                       | angol              | Andreas Grass Nikola Paryla                                                                       |
| Írország            | RTÉ                | Nicky Byrne                            | Sunlight                         | angol              | Nicky Byrne Ronan Hardiman Wayne Hector                                                           |
| Izland              | RÚV                | Greta Salóme                           | Hear Them Calling                | angol              | Gréta Salóme Stefánsdóttir                                                                        |
| Izrael              | IBA                | Hovi Star                              | Made of Stars                    | angol              | Doron Medalie                                                                                     |
| Lengyelország       | TVP                | Michał Szpak                           | Color of Your Life               | angol              | Andy Palmer Kamil Varen                                                                           |
| Lettország          | LTV                | Justs                                  | Heartbeat                        | angol              | Aminata Savadogo                                                                                  |
| Litvánia            | LRT                | Donny Montell                          | I’ve Been Waiting for This Night | angol              | Beatrice Robertsson Jonas Thander                                                                 |
| Macedónia           | MRT                | Kaliopi                                | Dona                             | macedón            | Romeo Grill Kaliopi Bukle                                                                         |
| Magyarország        | MTVA               | Freddie                                | Pioneer                          | angol              | Csarnai Borbála Szabó Zé                                                                          |
| Málta               | PBS                | Ira Losco                              | Walk on Water                    | angol              | Lisa Desmond Tim Larsson Ira Losco Tobias Lundgren Molly Pettersson Hammar                        |
| Moldova             | TRM                | Lidia Isac                             | Falling Stars                    | angol              | Gabriel Alares Ellen Berg Leonid Gutkin Sebastian Lestapier                                       |
| Montenegró          | RTCG               | Highway                                | The Real Thing                   | angol              | Maro Market Srđan Sekulović "Skansi" Luka Vojvodić                                                |
| Németország         | NDR                | Jamie-Lee                              | Ghost                            | angol              | Thomas Burchia Conrad Hensel Anna Leyne                                                           |
| Norvégia            | NRK                | Agnete                                 | Icebreaker                       | angol              | Gabriel Alares Ian Curnow Agnete K. Johnsen                                                       |
| Olaszország         | RAI                | Francesca Michielin                    | No Degree of Separation          | olasz, angol       | Federica Abbate Cheope Fabio Gargiulo Norma Jean Martine Francesca Michielin                      |
| Oroszország         | Rosszija 1         | Sergey Lazarev                         | You Are the Only One             | angol              | John Ballard Ralph Charlie Dimítrisz Kondópulosz Philipp Kirkorov                                 |
| Örményország        | AMPTV              | Iveta Mukuchyan                        | LoveWave                         | angol              | Stephanie Crutchfield Iveta Mukucsján Levon Navaszardján Lilit Navaszardján                       |
| San Marino          | SMRTV              | Serhat                                 | I Didn’t Know                    | angol              | Olcayto Ahmet Tuğsuz Nektarios Tyrakis                                                            |
| Spanyolország       | RTVE               | Barei                                  | Say Yay!                         | angol              | Barei Víctor Púa Rubén Villanueva                                                                 |
| Svájc               | SRG SSR            | Rykka                                  | The Last of Our Kind             | angol              | Jeff Dawson Mike James Warne Livesey Christina Maria Rieder                                       |
| Svédország          | SVT                | Frans                                  | If I Were Sorry                  | angol              | Fredrik Andersson Oscar Fogelström Frans Jeppsson Wall Michael Saxell                             |
| Szerbia             | RTS                | Sanja Vučić Zaa                        | Goodbye (Shelter)                | angol              | Ivana Peters                                                                                      |
| Szlovénia           | RTVSLO             | ManuElla                               | Blue and Red                     | angol              | Manuella Brečko Marjan Hvala Leon Oblak                                                           |
| Ukrajna             | UA:PBC             | Jamala                                 | 1944                             | angol, krími tatár | Jamala                                                                                            |

### Visszatérő előadók

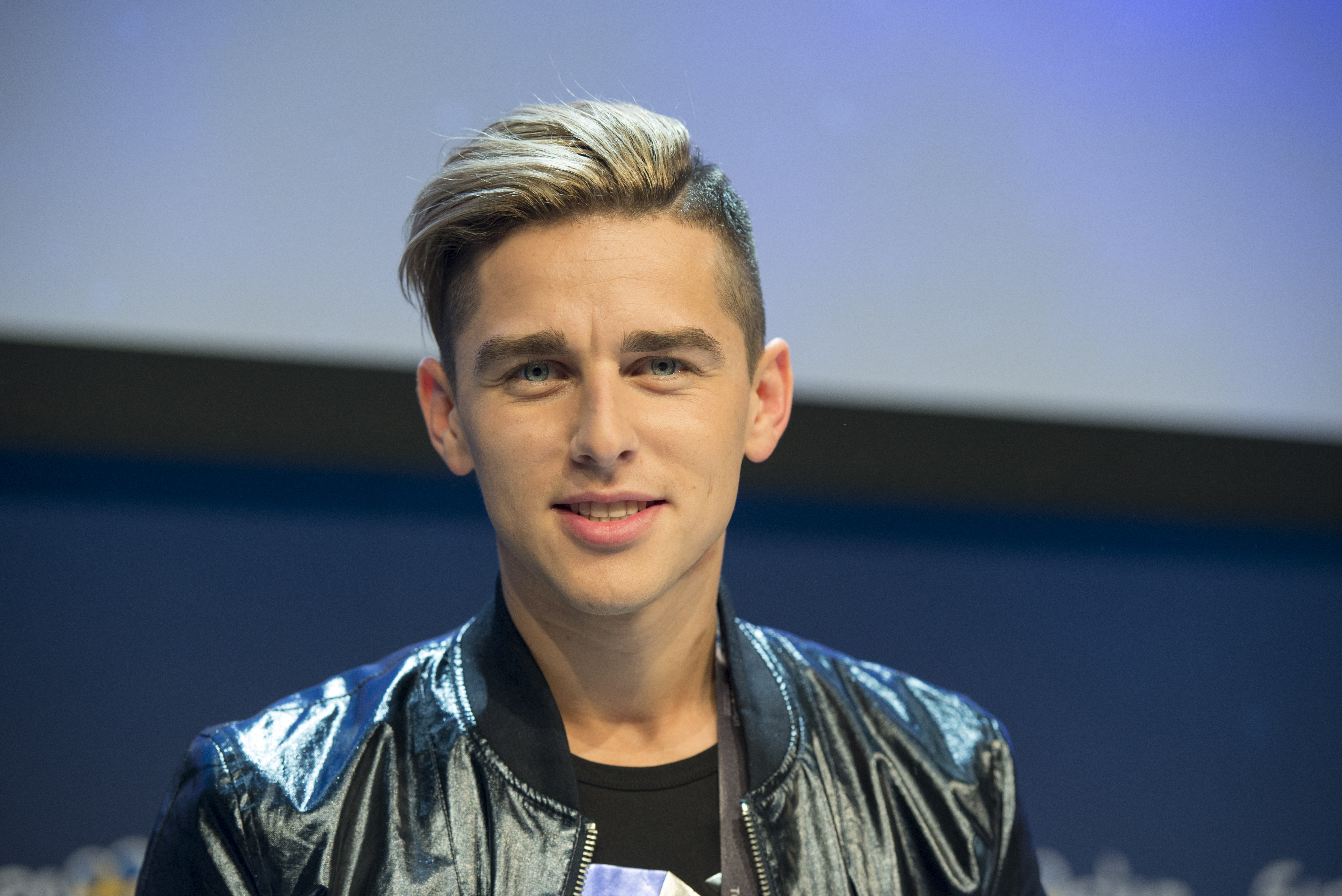
A litván Donny Montell az első próba utáni sajtótájékoztatón, 2016. május 4-én, Stockholmban

2004 után másodszor vett részt a bosnyák Deen, ezúttal Dalal, Ana Rucner és Jala közreműködésében. Ugyancsak másodjára állt színpadra a montenegrói Bojan Jovović, aki 2005-ben a No Name együttes tagjaként képviselte Szerbia és Montenegrót, és eredetileg egy évvel később is szerepelt volna ugyanebben a formációban. Másodszor versenyzett a máltai Ira Losco is, aki 2002-ben a második helyen végzett, ahogy másodjára szerepelt a bolgár Poli Genova is, aki 2011-ben tizenkettedik helyen kiesett a második elődöntőből, a 2015-ös Junior Eurovíziós Dalfesztiválon pedig műsorvezetői feladatokat látott el. Ugyancsak másodjára versenyezett az izlandi Greta Salóme, aki 2012-ben Jónsival duettben a döntő huszadik helyét érte el, ezúttal azonban szólóban állt színpadra. Ugyanebből az évből a litván Donny Montell és a macedón Kaliopi is visszatért, előbbi 2012-ben a döntőben a tizennegyedik, utóbbi a tizenharmadik helyen végzett. Kaliopi ezenkívül már 1996-ban is részt vett volna, akkor azonban kiesett a selejtezőben, így nem léphetett fel az oslói színpadon. A horvát Martina Majerle ezúttal háttérénekesként vett részt. Korábban 2009-ben képviselte Szlovéniát a Quartissimo közreműködésében, továbbá hat alkalommal háttérénekesként is szerepelt, utoljára 2014-ben a montenegrói Sergej Ćetković mögött. A svéd Anna Sahlene is háttérénekesként tért vissza a versenybe. Először 1999-ben vett részt a versenyen a későbbi győztes Charlotte Perrelli egyik vokalistájaként, majd 2002-ben ő énekelt a tallinni dalfesztiválon Észtország színeiben, ahol a harmadik helyen végzett. Ezúttal az Ausztráliát képviselő Dami Im egyik háttérénekese volt. A bosnyák Pamela Ramljak, aki 2005-ben Bosznia-Hercegovinát, 2010-ben pedig Horvátországot képviselte a dalfesztiválon a Feminnem tagjaként, ezúttal a horvát szakmai zsűriben foglalt helyet. A lett Aminata pedig a 2015-ös Eurovíziós Dalfesztiválon való szereplése után ezúttal a lett dal szerzőjeként tért vissza, akárcsak a szintén egy évvel korábban versenyző Stig Rästa is, aki Elina Bornnal képviselte Észtországot Bécsben: ezúttal mint Jüri Pootsmann dalának az egyik társszerzője.
| Előadó                                            | Ország              | Előző év(ek)                                                |
| ------------------------------------------------- | ------------------- | ----------------------------------------------------------- |
| Deen (Dalal, Ana Rucner és Jala közreműködésében) | Bosznia-Hercegovina | 2004                                                        |
| Poli Genova                                       | Bulgária            | 2011                                                        |
| Greta Salóme                                      | Izland              | 2012 (Jónsi közreműködésében)                               |
| Donny Montell                                     | Litvánia            | 2012                                                        |
| Kaliopi                                           | Macedónia           | 2012                                                        |
| Ira Losco                                         | Málta               | 2002                                                        |
| Bojan Jovović (a Highway tagjaként)               | Montenegró          | 2005 (Szerbia és Montenegró színeiben; a No Name tagjaként) |

### A magyar résztvevő

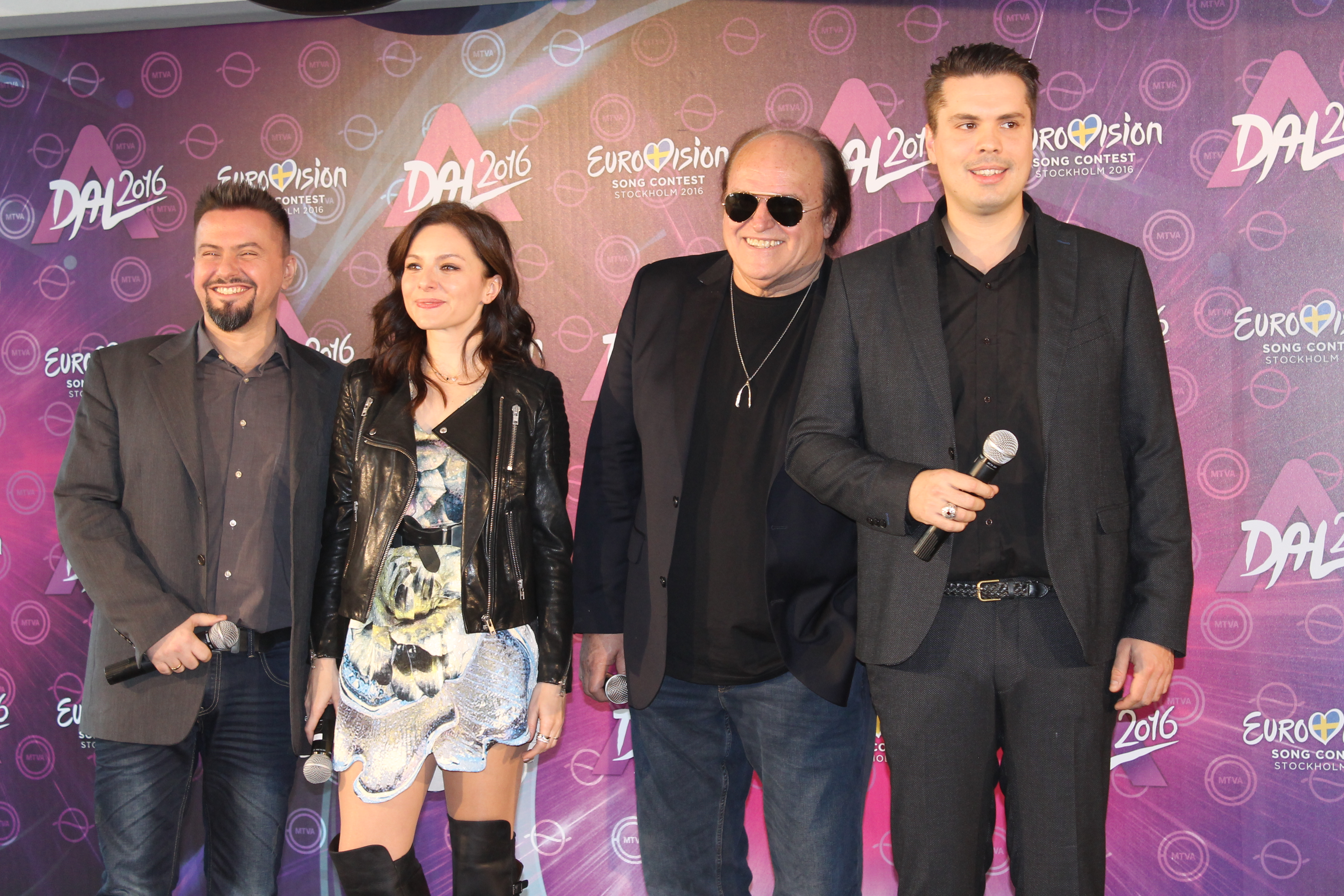
A Dal 2016 zsűrije: Pierrot, Zséda, Frenreisz Károly és Both Miklós a 2015. december 15-i sajtótájékoztatón, az A38 Hajón

2015. február 28-án este A Dal 2015 döntője utáni sajtótájékoztatón dr. Szabó László Zsolt, az MTVA vezérigazgatója jelentette be, hogy az ország részt kíván venni a soron következő dalversenyen és nyílt pályázatot írnak ki, akárcsak az előző négy évben. A vezérigazgató hozzátette, hogy egy jubileumi műsor lesz a 2016-os, mivel ötödik alkalommal fogják kiválasztani az ország dalát ennek a produkciónak a segítségével.  Az MTVA október 19-én tette közzé a pályázati feltételeket és a hivatalos versenyszabályzatot. A dalok leadásának határideje 2015. november 25-e volt.
A beérkezett 372 dal közül egy tíz tagú előzsűri választotta ki a magyar válogató résztvevőit. 2015. december 15-én egy az A38 Hajón rendezett sajtótájékoztató keretein belül a zsűritagokkal és a műsor koncepciójával együtt ismertették a közönséggel, hogy melyik az a harminc dal, amelyik bejutott az élő műsorba. A nemzeti döntő zsűrije ismét négyfős volt, és a tagjai Zséda, többszörös Fonogram–, EMeRTon– és Artisjus-díjas énekesnő; Pierrot, EMeRTon-díjas zeneszerző, előadó, dalszövegíró és producer; Frenreisz Károly, a Nagy Generáció kiemelkedő zenész-zeneszerzője, a Metro, az LGT és a Skorpió zenekar tagja és Both Miklós, kétszeres Fonogram díjas előadóművész, zeneszerző voltak. A műsor háziasszonya ezúttal is Tatár Csilla volt, akinek a munkáját a Backstage-ből Harsányi Levente segítette, akárcsak 2015-ben. Az első elődöntőt 2016. január 23-án rendezték, a döntő pedig 2016. február 27-én került képernyőre. A műsorsorozat Freddie győzelmével zárult, aki Pioneer című dalával képviseli Magyarországot a svéd fővárosban.

#### A Dal 2016 – Döntő
A döntőt február 27-én tartotta az MTVA nyolc előadó részvételével. A végeredmény a nézői szavazás illetve a szakmai zsűri szavazatai alapján alakult ki. A zsűri a dalok elhangzása után csak szóban értékelte a produkciókat. Az összes dal elhangzása után, az Eurovíziós Dalfesztivál gyakorlatához hasonlóan pontozta a produkciókat a zsűri. Az első helyezett 10 pontot kapott, a második 8-at, a harmadik 6-ot, míg a negyedik 4 pontot. A pontozás során a négy legtöbb pontot szerzett dal közül a nézők A Dal 2016 applikációján keresztül, a műsor hivatalos honlapján vagy SMS-ben küldött szavazatokkal választották ki a verseny győztesét. A műsort élőben közvetítette a Duna és a Duna World, illetve interneten a mediaklikk.hu/dal és a eurovision.tv. A versenyprodukciók mellett extra fellépő volt a 2009-es Eurovíziós Dalfesztivál norvég győztese, Alexander Rybak, aki a Fairytale-t adta elő, illetve Boggie, A Dal 2015 győztese, aki a Camouflage című dalával lépett fel.
| #  | Kép | Előadó                    | Dal (zene / szöveg)                                                                  | Zsűri (Összesen) | Eredmény (Zsűri) | Eredmény (Közönség) |
| -- | --- | ------------------------- | ------------------------------------------------------------------------------------ | ---------------- | ---------------- | ------------------- |
| 01 |     | Mushu                     | Uncle Tom (Palmer Izsák, Kozák Örs, Kert Antal / Palmer Izsák)                       | 0                | 8.               | —                   |
| 02 |     | Parno Graszt              | Már nem szédülök (Oláh József)                                                       | 4                | 6.               | —                   |
| 03 |     | Berkes Olivér & Tóth Andi | Seven Seas (Kovacsics Ádám, Johnny K. Palmer / Johnny K. Palmer)                     | 4                | 6.               | —                   |
| 04 |     | Petruska                  | Trouble in My Mind (Petruska András)                                                 | 14               | 4.               |                     |
| 05 |     | Oláh Gergő                | Győz a jó (Lotfi Begi, Oláh Gergő, Szepesi Zsolt / Molnár Tamás)                     | 28               | 2.               |                     |
| 06 |     | Freddie                   | Pioneer (Szabó Zé / Csarnai Borbála)                                                 | 34               | 1.               | 1.                  |
| 07 |     | Kállay Saunders Band[a]   | Who We Are (Kállay-Saunders András, Pacsai Márk, Tóth Ádám / Kállay-Saunders András) | 18               | 3.               |                     |
| 08 |     | Vásáry André              | Why (Harmath Szabolcs / Johnny K. Palmer)                                            | 10               | 5.               | —                   |

1.↑ a: A Kállay Saunders Band produkciója közben az énekes, Kállay-Saunders András fülmonitorja különböző technikai okok miatt nem működött megfelelően, így a műsor készítői lehetőséget adtak az együttesnek arra, hogy újból előadhassák a versenydalukat.

## A versenyszabályok változása

Az első elődöntő résztvevői
Az első elődöntőben szavazó döntősök
A második elődöntő résztvevői
A második elődöntőben szavazó döntősök

A szavazás radikálisan megváltozott 2016-tól. A korábbi években a szakmai zsűrik és a tévénézők szavazatait összesítve hirdettek eredményt országonként, míg 2016-tól mind a zsűrik, mind a telefonos szavazatok külön-külön számítottak bele a végeredménybe. A pontok kihirdetésénél először a részt vevő országok pontbejelentői jelentkeztek be, akik ismertették a zsűri pontjait. 2006 óta csak az első három helyen végzett ország pontjait, tehát a 8, 10 és 12 pontot elérteket mondták el élőben, míg 2016-tól csak a 12 ponttal jutalmazott ország neve hangozik el. A zsűri pontok kihirdetése után a műsorvezetők ismertették a 42 részt vevő ország telefonos szavazatainak az eredményét, kezdve a legkevesebb pontot kapott országgal, míg a végén a legtöbb ponttal jutalmazottat mondták el.
Továbbá az automatikusan döntős Öt Nagy – az Egyesült Királyság, Franciaország, Olaszország, Németország és Spanyolország – és a házigazda Svédország döntős produkcióinak részleteit is láthatták a nézők az elődöntők során. A korábbi években videóklip-részletek alkotta videó-összeállításokat ezúttal felváltották az előző esti főpróba felvételeiből készült 55 másodperces videó-összeállítások. A változtatás célja ezen országok esélyeinek növelése volt, mivel a rajongók korábban a döntőben szembesültek először az érintettek előadásaival, szemben az elődöntőből továbbjutott országokkal, melyek versenyzői a döntőben már másodszor léptek fel. Az automatikusan döntős országok elődöntős produkciója az elődöntők után teljes hosszában felkerültek a dalfesztivál hivatalos YouTube-csatornájára.
Felmerült korábban az is, hogy a dalversenyt a megszokottól eltérően, egy órával korábban, közép-európai idő szerint 20 órakor kezdjék, figyelembe véve Európa legkeletibb részein és a kaukázusi régióban élő rajongókat is, akik az eltérő időzónák miatt rendszerint éjféli kezdéssel látják az elődöntőket és a döntőt. A 2015. október 28-án közzétett hivatalos versenyszabályzat azonban nem tartalmazta ezt az újítást, így a dalfesztivál változatlanul, közép-európai idő szerint 21 órakor kezdődik.
A dalversenyt szervező Európai Műsorsugárzók Uniója (EBU-UER) a 2014-es év során több alkalommal is tárgyalásokat folytatott az Ázsia-csendes-óceáni Műsorsugárzók Uniójával (ABU) – mely szervezet többek között az ABU TV-s Dalfesztivál és az ABU Rádiós Dalfesztivál néven futó zenei rendezvények lebonyolításáért is felelős – különböző ázsiai és a csendes-óceáni térségből származó előadók Eurovíziós Dalfesztiválra való esetleges meghívásával kapcsolatban. A téma az ABU 2014-es Közgyűlésén is szóba került, de a 2016-os versenyen még nem vezetett eredményre.

## Az elődöntők felosztása
A harminchét elődöntős országot hat kalapba osztották földrajzi elhelyezkedésük és szavazási szokásaik alapján, a 2008-ban bevezetett módon. A felosztást január 21-én hozta nyilvánosságra az EBU.
Január 25-én tartották a sorsolást a stockholmi városházán, ahol a kalapok egyik fele az első elődöntőbe, a másik a második elődöntőbe került. Ennek célja a szavazás igazságosabbá tétele. A sorsolás során azt is eldöntötték, hogy az egyes országok az adott elődöntő első vagy második felében fognak fellépni, valamint azt, hogy az automatikusan döntős Öt Nagy és a rendező ország melyik elődöntőben fog szavazni. Így a delegációk előre tudják, mikor kell megérkezniük a próbákra. A sorsolás két házigazdája a 2005-ös Melodifestivalen első elődöntőjének egyik műsorvezetője és ugyanebben az évben Görögország kommentátora, Alexándra Paszkalídu és Svédország 2004-es és 2006-os pontbejelentője, Jovan Radomir voltak. Érdekesség, hogy Oroszország nyolcadik alkalommal került az első elődöntőbe. A 2008-ban bevezetett két elődöntős rendszer óta mindig az első elődöntőben vettek részt az orosz versenyzők.
2013-ban és 2014-ben, amikor ugyancsak skandináv országok – 2013-ban Svédország, 2014-ben pedig Dánia – voltak a házigazdák, a másik két skandináv résztvevőt a szervezők automatikusan külön elődöntőbe osztották a rendező országba érkező rajongók száma és a jegyeladások arányossága miatt. Ez 2016-ban nem történt meg, Dánia és Norvégia elődöntős szereplését egyaránt sorsolással döntötték el.
Habár Izrael szerepel a  6. kalapban, az országot az izraeli műsorsugárzó kérésére már korábban a második elődöntőbe osztották, mivel az első elődöntő időpontja egybeesett a Jóm Hazikarónnal, az Izraelben nemzeti ünnepnek számító Megemlékezés Napjával. Az automatikusan döntős, de az elődöntőkben szavazó országok közül a német műsorsugárzó kérésére Németországot a második elődöntőbe, míg a szervezők kérésére a házigazda Svédországot az első elődöntőbe osztották.
| 1. kalap                                                                                      | 2. kalap                                                           | 3. kalap                                                                          | 4. kalap                                                             | 5. kalap                                                                | 6. kalap                                                                  |
| --------------------------------------------------------------------------------------------- | ------------------------------------------------------------------ | --------------------------------------------------------------------------------- | -------------------------------------------------------------------- | ----------------------------------------------------------------------- | ------------------------------------------------------------------------- |
| - Albánia - Bosznia-Hercegovina - Macedónia - Horvátország - Montenegró - Szerbia - Szlovénia | - Dánia - Észtország - Finnország - Izland - Lettország - Norvégia | - Azerbajdzsán - Fehéroroszország - Grúzia - Oroszország - Örményország - Ukrajna | - Ausztrália - Belgium - Bulgária - Ciprus - Görögország - Hollandia | - Csehország - Írország - Lengyelország - Litvánia - Málta - San Marino | - Ausztria - Izrael - Magyarország - Moldova - Románia (kizárták) - Svájc |

Az előző évekhez hasonlóan a részt vevő országok rajtsorrendjét a műsor producerei határozták meg. Egyedül a rendező Svédország helyzetét bízták a véletlenre a döntőben. A rendezők a március közepén megtartott delegációvezetők találkozója után, 2016. április 8-án jelentették be az elődöntők rajtsorrendjét.

## A versenyt megelőző időszak
Magyarországon az MTVA több csatornája, így a Duna és az M2 Petőfi is többször foglalkozott a dalfesztivállal. A Duna és a Duna World 2016. április 15-től minden hétköznap műsorra tűzött több videóklipet a résztvevők közül, hogy a tévénéző közönség jobban megismerje a többi ország indulóját. Nem csak Magyarországon, de külföldön is több ország bemutatta a versenydalokat.
2016. május 13-án az M2 Petőfi Én vagyok itt! című műsora speciális eurovíziós kiadással jelentkezett, melyben a meghívott vendégekkel beszélgettek a műsorvezetők a dalfesztiválról.

### Jegyértékesítés
2015. november 26-án kezdték meg a jegyek árusítását a dalfesztivál kilenc nyilvános előadására. A jegyeket kizárólag az Eurovíziós Dalfesztivál ez évi hivatalos jegyértékesítő partnerén keresztül, a svéd AXS.com oldalon lehetett megvásárolni.

### Nemzeti válogatók
A versenyre eredetileg nevező 43 ország közül 19 belső kiválasztással, 24 nemzeti döntő keretein belül választotta ki képviselőjét.
| Ország              | Választás módszere                           | Válogató / Bemutató műsor                                           | Közvetítő csatorna                    | Kiválasztás / Bemutatás dátuma | Kiválasztás / Bemutatás dátuma |
| Ország              | Választás módszere                           | Válogató / Bemutató műsor                                           | Közvetítő csatorna                    | Előadó                         | Dal                            |
| ------------------- | -------------------------------------------- | ------------------------------------------------------------------- | ------------------------------------- | ------------------------------ | ------------------------------ |
| Albánia             | nemzeti döntő                                | 54. Festivali i Këngës                                              | TVSH, RTSH HD, RTSH Muzikë            | 2015. december 27.             | 2015. december 27.             |
| Ausztrália          | belső kiválasztás                            | Nem rendeztek válogatóműsort                                        | Nem rendeztek válogatóműsort          | 2016. március 3.               | 2016. március 11.              |
| Ausztria            | nemzeti döntő                                | Wer singt für Österreich?                                           | ORF eins                              | 2016. február 12.              | 2016. február 12.              |
| Azerbajdzsán        | belső kiválasztás                            | Nem rendeztek válogatóműsort                                        | Nem rendeztek válogatóműsort          | 2016. március 10.              | 2016. március 13.              |
| Belgium             | nemzeti döntő                                | Eurosong                                                            | Eén                                   | 2016. január 17.               | 2016. január 17.               |
| Bosznia-Hercegovina | belső kiválasztás                            | BH Eurosong                                                         | BHT 1                                 | 2015. november 25.             | 2016. február 19.              |
| Bulgária            | belső kiválasztás                            | Nem rendeztek válogatóműsort                                        | Nem rendeztek válogatóműsort          | 2016. február 19.              | 2016. március 21.              |
| Ciprus              | belső kiválasztás                            | Híradó                                                              | RIK 1                                 | 2015. november 4.              | 2016. február 22.              |
| Csehország          | belső kiválasztás                            | Nem rendeztek válogatóműsort                                        | Nem rendeztek válogatóműsort          | 2016. március 10.              | 2016. március 12.              |
| Dánia               | nemzeti döntő                                | Dansk Melodi Grand Prix                                             | DR1                                   | 2016. február 13.              | 2016. február 13.              |
| Egyesült Királyság  | nemzeti döntő                                | Eurovision: You Decide                                              | BBC Four                              | 2016. február 26.              | 2016. február 26.              |
| Macedónia           | belső kiválasztás                            | Kaliopi za Makedonija                                               | MRT 1                                 | 2015. november 24.             | 2016. március 7.               |
| Észtország          | nemzeti döntő                                | Eesti Laul                                                          | ETV                                   | 2016. március 5.               | 2016. március 5.               |
| Fehéroroszország    | nemzeti döntő                                | Nem volt külön elnevezése a válogatóműsornak                        | Belarusz-1, Belarusz-24               | 2016. január 22.               | 2016. január 22.               |
| Finnország          | nemzeti döntő                                | Uuden Musiikin Kilpailu                                             | Yle TV2                               | 2016. február 27.              | 2016. február 27.              |
| Franciaország       | belső kiválasztás                            | Nem rendeztek válogatóműsort                                        | Nem rendeztek válogatóműsort          | 2016. február 29.              | 2016. február 29.              |
| Görögország         | belső kiválasztás                            | Studio 3                                                            | ERT 1                                 | 2016. február 9.               | 2016. március 10.              |
| Grúzia              | előadó: belső kiválasztás dal: nemzeti döntő | Komunikatori                                                        | 1TV                                   | 2015. december 15.             | 2016. február 15.              |
| Hollandia           | belső kiválasztás                            | Nem rendeztek válogatóműsort                                        | Nem rendeztek válogatóműsort          | 2015. szeptember 22.           | 2016. március 4.               |
| Horvátország        | belső kiválasztás                            | Drugi dio dana                                                      | HR 2                                  | 2016. február 24.              | 2016. március 9.               |
| Írország            | belső kiválasztás                            | Nem rendeztek válogatóműsort                                        | Nem rendeztek válogatóműsort          | 2016. január 13.               | 2016. január 13.               |
| Izland              | nemzeti döntő                                | Söngvakeppnin                                                       | RÚV                                   | 2016. február 20.              | 2016. február 20.              |
| Izrael              | nemzeti döntő                                | Rising Star                                                         | Channel 2                             | 2016. március 3.               | 2016. március 3.               |
| Lengyelország       | nemzeti döntő                                | Eliminacje Krajowe                                                  | TVP1                                  | 2016. március 5.               | 2016. március 5.               |
| Lettország          | nemzeti döntő                                | Supernova                                                           | LTV1                                  | 2016. február 28.              | 2016. február 28.              |
| Litvánia            | nemzeti döntő                                | Eurovizijos                                                         | LRT televizija, LRT Lituanica, LRT HD | 2016. március 12.              | 2016. március 12.              |
| Magyarország        | nemzeti döntő                                | A Dal                                                               | Duna, Duna World                      | 2016. február 27.              | 2016. február 27.              |
| Málta               | előadó: nemzeti döntő dal: belső kiválasztás | előadó: Malta Eurovision Song Contest dal: Híradó                   | TVM                                   | 2016. január 23.               | 2016. március 17.              |
| Moldova             | nemzeti döntő                                | O melodie pentru Europa                                             | Moldova 1                             | 2016. február 27.              | 2016. február 27.              |
| Montenegró          | belső kiválasztás                            | Dalbemutató műsort rendeztek                                        | TVCG 1                                | 2015. október 2.               | 2016. március 4.               |
| Németország         | nemzeti döntő                                | Unser Lied für Stockholm                                            | Das Erste, Phoenix                    | 2016. február 25.              | 2016. február 25.              |
| Norvégia            | nemzeti döntő                                | Melodi Grand Prix                                                   | NRK1                                  | 2016. február 27.              | 2016. február 27.              |
| Olaszország         | belső kiválasztás                            | Rendeztek válogatóműsort, de a győztes nem vállalta el a szereplést | Rai 1                                 | 2016. február 14.              | 2016. március 4.               |
| Oroszország         | belső kiválasztás                            | Vesztyii v szobotu                                                  | Rosszija 1                            | 2015. december 10.             | 2016. március 5.               |
| Örményország        | belső kiválasztás                            | Nem rendeztek válogatóműsort                                        | Nem rendeztek válogatóműsort          | 2015. október 13.              | 2016. március 2.               |
| Románia (kizárták)  | nemzeti döntő                                | Selecția Națională                                                  | TVR1, TVR HD                          | 2016. március 6.               | 2016. március 6.               |
| San Marino          | belső kiválasztás                            | Nem rendeztek válogatóműsort                                        | Nem rendeztek válogatóműsort          | 2016. január 12.               | 2016. március 9.               |
| Spanyolország       | nemzeti döntő                                | Objetivo Eurovisión                                                 | La 1, La 1 HD, TVE Internacional      | 2016. február 1.               | 2016. február 1.               |
| Svájc               | nemzeti döntő                                | ESC 2016 – Die Entscheidungsshow                                    | SRF 1, RTS Deux, RSI La 2             | 2016. február 13.              | 2016. február 13.              |
| Svédország          | nemzeti döntő                                | Melodifestivalen                                                    | SVT1                                  | 2016. március 12.              | 2016. március 12.              |
| Szerbia             | belső kiválasztás                            | Pesma Srbije za Evropu                                              | RTS 1                                 | 2016. március 10.              | 2016. március 10.              |
| Szlovénia           | nemzeti döntő                                | EMA 2016                                                            | TV Slovenija 1                        | 2016. február 27.              | 2016. február 27.              |
| Ukrajna             | nemzeti döntő                                | Nem volt külön elnevezése a válogatóműsornak                        | Persij Nacionalnij, STB               | 2016. február 21.              | 2016. február 21.              |

### Próbák és sajtókonferenciák
A próbák május 2-án kezdődtek a verseny helyszínén, az Ericsson Globe Arénáben. Első körben minden ország elpróbálhatta a produkcióját többször is egymás után, valamint beállították a fényeket és a mikrofonokat. Ezután a delegációk a videószobába vonultak, ahol megnézhették, hogy a rendező csatorna hogyan képzeli el a produkció lefilmezését. Innen a sajtótájékoztatóra mentek az előadók, ahol egy műsorvezetővel – felváltva Catarina Rolfsdotter-Janssonnal és Jovan Radomirral – beszélgettek a versenyről, a próbákról, valamint a sajtó akkreditált tagjai is tehettek fel kérdéseket. A próbák és a sajtótájékoztatók egyszerre zajlottak: míg az egyik ország sajtótájékoztatót tartott, addig a következő már próbált az arénában. Az első napon Finnország, Görögország, Moldova, Magyarország, Horvátország, Hollandia, Örményország, San Marino és Oroszország képviselője tartotta próbáját. A második napon következett Csehország, Ciprus, Ausztria, Észtország, Azerbajdzsán, Montenegró, Izland, Bosznia-Hercegovina, Málta és a házigazda Svédország versenyzőjének első próbája. A harmadik napon Lettország, Lengyelország, Svájc, Izrael, Fehéroroszország, Szerbia, Írország, Macedónia, Litvánia és Ausztrália; a negyedik napon Szlovénia, Bulgária, Dánia, Ukrajna, Norvégia, Grúzia, Albánia és Belgium előadója próbált. Az ötödik és hatodik napon az elődöntősök második próbáit rendezték. Az automatikusan döntős országok – Spanyolország, Franciaország, Németország, Olaszország, az Egyesült Királyság – és Svédország képviselője május 8-án próbált másodjára.
| Dátum                      | Ország              | Próba       | Sajtótájékoztató |
| -------------------------- | ------------------- | ----------- | ---------------- |
| 2016. május 2. (hétfő)     | Finnország          | 10:00–10:30 | 12:10–12:30      |
| 2016. május 2. (hétfő)     | Görögország         | 10:40–11:10 | 12:50–13:10      |
| 2016. május 2. (hétfő)     | Moldova             | 11:20–11:50 | 13:30–13:50      |
| 2016. május 2. (hétfő)     | Magyarország        | 12:00–12:30 | 14:10–14:30      |
| 2016. május 2. (hétfő)     | Horvátország        | 13:40–14:10 | 15:50–16:10      |
| 2016. május 2. (hétfő)     | Hollandia           | 14:20–14:50 | 16:30–16:50      |
| 2016. május 2. (hétfő)     | Örményország        | 15:00–15:30 | 17:20–17:40      |
| 2016. május 2. (hétfő)     | San Marino          | 16:00–16:30 | 18:10–18:30      |
| 2016. május 2. (hétfő)     | Oroszország         | 16:40–17:10 | 18:55–19:15      |
| 2016. május 3. (kedd)      | Csehország          | 10:00–10:30 | 12:10–12:30      |
| 2016. május 3. (kedd)      | Ciprus              | 10:40–11:10 | 12:50–13:10      |
| 2016. május 3. (kedd)      | Ausztria            | 11:20–11:50 | 13:30–13:50      |
| 2016. május 3. (kedd)      | Észtország          | 12:00–12:30 | 14:10–14:30      |
| 2016. május 3. (kedd)      | Azerbajdzsán        | 13:40–14:10 | 15:50–16:10      |
| 2016. május 3. (kedd)      | Montenegró          | 14:20–14:50 | 16:30–16:50      |
| 2016. május 3. (kedd)      | Izland              | 15:00–15:30 | 17:20–17:40      |
| 2016. május 3. (kedd)      | Bosznia-Hercegovina | 16:00–16:30 | 18:10–18:30      |
| 2016. május 3. (kedd)      | Málta               | 16:40–17:10 | 18:55–19:15      |
| 2016. május 3. (kedd)      | Svédország          | 17:20–17:50 | 19:40–20:00      |
| 2016. május 4. (szerda)    | Lettország          | 10:00–10:30 | 12:10–12:30      |
| 2016. május 4. (szerda)    | Lengyelország       | 10:40–11:10 | 12:50–13:10      |
| 2016. május 4. (szerda)    | Svájc               | 11:20–11:50 | 13:30–13:50      |
| 2016. május 4. (szerda)    | Izrael              | 12:00–12:30 | 14:10–14:30      |
| 2016. május 4. (szerda)    | Fehéroroszország    | 13:40–14:10 | 15:50–16:10      |
| 2016. május 4. (szerda)    | Szerbia             | 14:20–14:50 | 16:30–16:50      |
| 2016. május 4. (szerda)    | Írország            | 15:00–15:30 | 17:20–17:40      |
| 2016. május 4. (szerda)    | Macedónia           | 16:00–16:30 | 18:10–18:30      |
| 2016. május 4. (szerda)    | Litvánia            | 16:40–17:10 | 18:55–19:15      |
| 2016. május 4. (szerda)    | Ausztrália          | 17:20–17:50 | 19:40–20:00      |
| 2016. május 5. (csütörtök) | Szlovénia           | 10:00–10:30 | 12:10–12:30      |
| 2016. május 5. (csütörtök) | Bulgária            | 10:40–11:10 | 12:50–13:10      |
| 2016. május 5. (csütörtök) | Dánia               | 11:20–11:50 | 13:30–13:50      |
| 2016. május 5. (csütörtök) | Ukrajna             | 12:00–12:30 | 14:10–14:30      |
| 2016. május 5. (csütörtök) | Norvégia            | 13:40–14:10 | 15:50–16:10      |
| 2016. május 5. (csütörtök) | Grúzia              | 14:20–14:50 | 16:30–16:50      |
| 2016. május 5. (csütörtök) | Albánia             | 15:00–15:30 | 17:20–17:40      |
| 2016. május 5. (csütörtök) | Belgium             | 15:40–16:10 | 17:50–18:10      |

| Dátum                     | Ország              | Próba       | Sajtótájékoztató |
| ------------------------- | ------------------- | ----------- | ---------------- |
| 2016. május 6. (péntek)   | Finnország          | 09:00–09:20 | 10:05–10:25      |
| 2016. május 6. (péntek)   | Görögország         | 09:25–09:45 | 10:30–10:50      |
| 2016. május 6. (péntek)   | Moldova             | 09:50–10:10 | 10:55–11:25      |
| 2016. május 6. (péntek)   | Magyarország        | 10:15–10:35 | 11:20–11:40      |
| 2016. május 6. (péntek)   | Horvátország        | 10:40–11:00 | 11:45–12:05      |
| 2016. május 6. (péntek)   | Hollandia           | 11:05–11:25 | 12:10–12:30      |
| 2016. május 6. (péntek)   | Örményország        | 12:30–12:50 | 13:35–13:55      |
| 2016. május 6. (péntek)   | San Marino          | 12:55–13:15 | 14:00–14:20      |
| 2016. május 6. (péntek)   | Oroszország         | 13:20–13:40 | 14:25–14:45      |
| 2016. május 6. (péntek)   | Csehország          | 13:45–14:05 | 14:50–15:10      |
| 2016. május 6. (péntek)   | Ciprus              | 14:10–14:30 | 15.15–15:35      |
| 2016. május 6. (péntek)   | Ausztria            | 14:35–14:55 | 15:40–16:00      |
| 2016. május 6. (péntek)   | Észtország          | 15:20–15:40 | 16:25–16:45      |
| 2016. május 6. (péntek)   | Azerbajdzsán        | 15:45–16:05 | 16:50–17:10      |
| 2016. május 6. (péntek)   | Montenegró          | 16:10–16:30 | 17:15–17:25      |
| 2016. május 6. (péntek)   | Izland              | 16:35–16:55 | 17:40–18:00      |
| 2016. május 6. (péntek)   | Bosznia-Hercegovina | 17:00–17:20 | 18:05–18:25      |
| 2016. május 6. (péntek)   | Málta               | 17:25–17:45 | 18:30–18:50      |
| 2016. május 6. (péntek)   | Franciaország       | 18:55–19:25 | 20:35–20:55      |
| 2016. május 6. (péntek)   | Spanyolország       | 19:35–20:05 | 21:45–22:05      |
| 2016. május 7. (szombat)  | Németország         | 09:50–10:20 | 12:00–12:20      |
| 2016. május 7. (szombat)  | Olaszország         | 10:30–11:00 | 12:40–13:00      |
| 2016. május 7. (szombat)  | Egyesült Királyság  | 11:10–11:40 | 13:20–13:40      |
| 2016. május 7. (szombat)  | Lettország          | 12:45–13:05 | 13:50–14:10      |
| 2016. május 7. (szombat)  | Lengyelország       | 13:10–13:30 | 14:15–14:35      |
| 2016. május 7. (szombat)  | Svájc               | 13:35–13:55 | 14:40–15:00      |
| 2016. május 7. (szombat)  | Izrael              | 14:00–14:20 | 15:05–15:25      |
| 2016. május 7. (szombat)  | Fehéroroszország    | 14:25–14:45 | 15:30–15:50      |
| 2016. május 7. (szombat)  | Szerbia             | 14:50–15:10 | 15:55–16:15      |
| 2016. május 7. (szombat)  | Írország            | 15:25–15:45 | 16:30–16:50      |
| 2016. május 7. (szombat)  | Macedónia           | 15:50–16:10 | 16:55–17:15      |
| 2016. május 7. (szombat)  | Litvánia            | 16:15–16:35 | 17:20–17:40      |
| 2016. május 7. (szombat)  | Ausztrália          | 16:40–17:00 | 17:45–18:05      |
| 2016. május 7. (szombat)  | Szlovénia           | 17:05–17:25 | 18:10-18:30      |
| 2016. május 7. (szombat)  | Bulgária            | 17:30–17:50 | 18:35–18:55      |
| 2016. május 7. (szombat)  | Dánia               | 18:55–19:15 | 20:00–20:20      |
| 2016. május 7. (szombat)  | Ukrajna             | 19:20–19:40 | 20:25–20:45      |
| 2016. május 7. (szombat)  | Norvégia            | 19:45–20:05 | 20:50–21:10      |
| 2016. május 7. (szombat)  | Grúzia              | 20:10–20:30 | 21:15–21:35      |
| 2016. május 7. (szombat)  | Albánia             | 20:35–20:55 | 21:40–22:00      |
| 2016. május 7. (szombat)  | Belgium             | 21:00–21:20 | 22:05–22:25      |
| 2016. május 8. (vasárnap) | Svédország          | 12:30–12:50 | 13:35–13:55      |
| 2016. május 8. (vasárnap) | Franciaország       | 12:55–13:15 | 14:00–14:20      |
| 2016. május 8. (vasárnap) | Spanyolország       | 13:20–13:40 | 14:25–14:45      |
| 2016. május 8. (vasárnap) | Németország         | 14:05–14:25 | 15:10–15:30      |
| 2016. május 8. (vasárnap) | Olaszország         | 14:30–14:50 | 15:35–15:55      |
| 2016. május 8. (vasárnap) | Egyesült Királyság  | 14:55–15:15 | 16:00–16:20      |

Forrás:

#### Főpróbák és élő közvetítések
A kezdési időpontok helyi idő szerint vannak feltüntetve. (UTC+01:00)
| Adás                                  | Első elődöntő                     | Második elődöntő                       | Döntő                                |
| ------------------------------------- | --------------------------------- | -------------------------------------- | ------------------------------------ |
| 1. főpróba                            | 2016. május 9., hétfő 17:00–19:05 | 2016. május 11., szerda 17:00–19:05    | 2016. május 13., péntek 14:30–17:30  |
| 2. főpróba – Zsűri show (nyilvános)   | 2016. május 9., hétfő 21:00–23:05 | 2016. május 11., szerda 21:00–23:05    | 2016. május 13., péntek 21:00–00:40  |
| 3. főpróba – Családi show (nyilvános) | 2016. május 10., kedd 15:00–17:00 | 2016. május 12., csütörtök 15:00–17:00 | 2016. május 14., szombat 13:00–16:40 |
| Élő televíziós közvetítés (nyilvános) | 2016. május 10., kedd 21:00–23:05 | 2016. május 12., csütörtök 21:00–23:05 | 2016. május 14., szombat 21:00–00:40 |

### Eurovíziós Hét
A dalfesztivál hivatalos megnyitó ceremóniáját május 8-án tartották a stockholmi városházánál, ahol a részt vevő negyvenkettő országból negyvenegy képviselője egy vörös szőnyeges bevonuláson vett részt. A norvég versenyző, Agnete egészségügyi okokból nem jelent meg a rendezvényen.

## A verseny

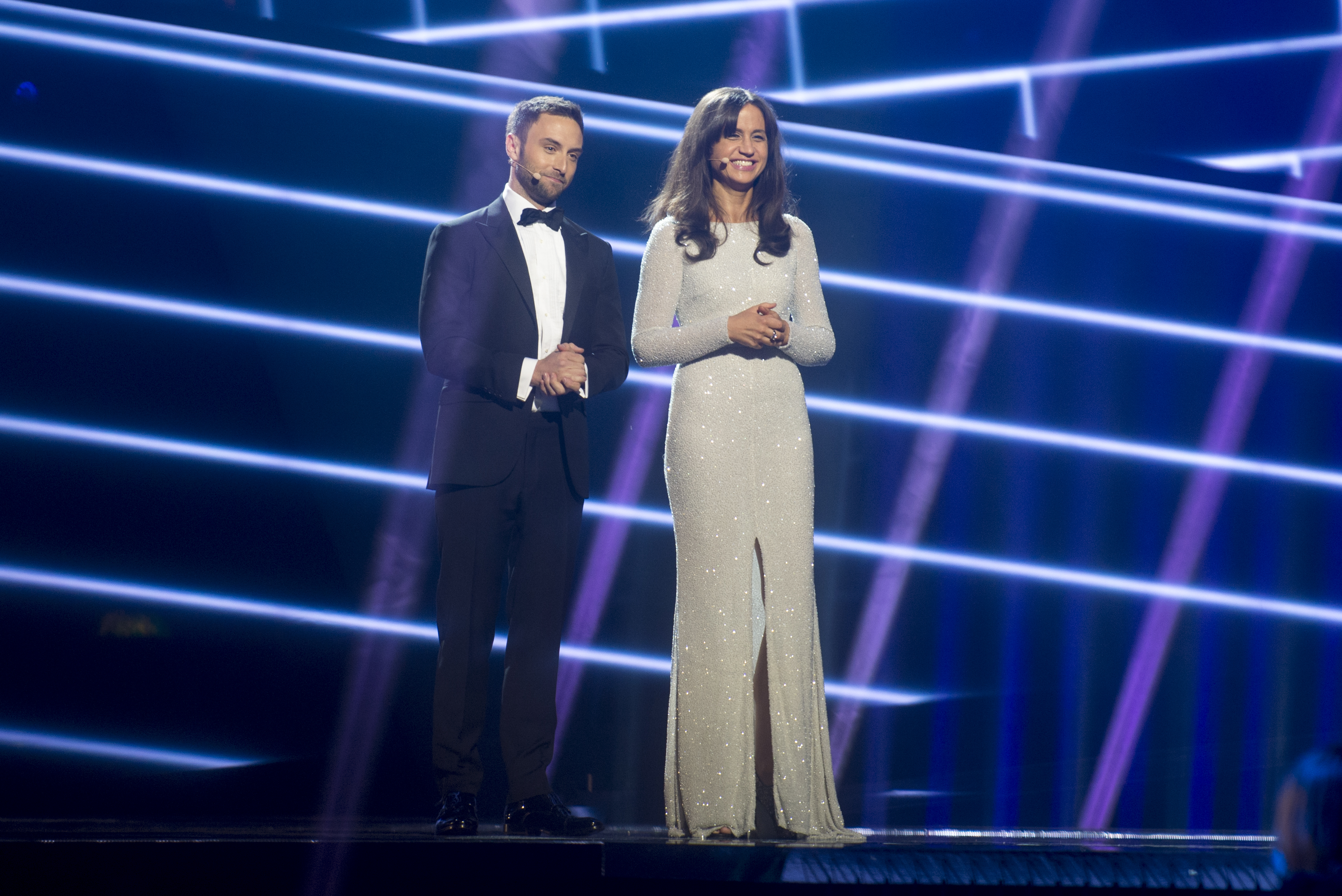
A verseny műsorvezetői:
Måns Zelmerlöw és Petra Mede

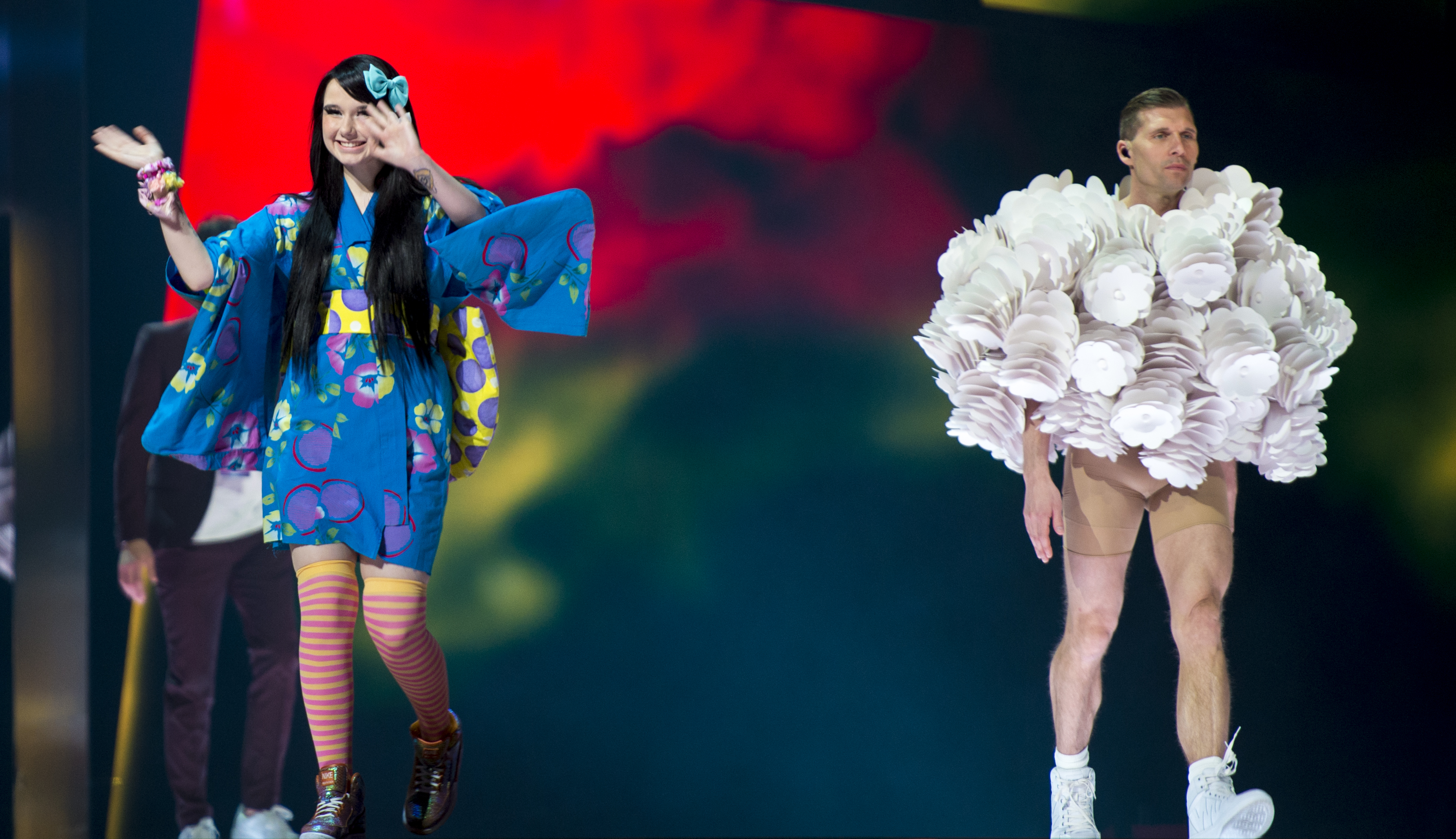
A német Jamie-Lee a döntő bevonulásán

A három adásból álló műsorfolyamot élőben, HD minőségben közvetítette a Duna. Az első elődöntőt és döntőt megelőzően 20:30-tól Tatár Csilla műsorvezetésével, az Elővízió című műsorban tudhattunk meg kulisszatitkokat, érdekességeket a versenyről. A második elődöntő előtt Válogatás az Eurovíziós Dalfesztivál indulóiból címmel vetítettek felvezető műsort. A dalfesztivál magyarországi kommentátora Gundel Takács Gábor volt. A műsorfolyamot 2016. augusztus 16-án (második elődöntő), 17-én (első elődöntő) és 18-án (döntő) az M2 Petőfi ismételte meg 22:40-es kezdéssel.
2015. december 14-én jelentették be a verseny házigazdáit. A 2015-ös Eurovíziós Dalfesztivál győztese, Måns Zelmerlöw és a Petra Mede vezényelte le a 2016. évi dalfesztivált. Utóbbi korábban, 2013-ban volt a verseny műsorvezetője, de akkor egyedül látta el ezt a pozíciót.
A dalok közötti képeslapok az adott versenyzővel készült kisfilmek voltak, melyeket a rendező műsorsugárzó, az SVT forgatott márciustól április végig a részt vevő 42 országban. A magyar Freddie kisfilmje nemcsak az előadót, hanem Budapest legszebb részeit is bemutatta. A képeslap egyik fő helyszíne az énekes kedvenc olasz éttermének konyhája volt.
Az első elődöntő kezdetén Måns Zelmerlöw adta elő előző évi győztes dalának átdolgozását negyvennégy gyermek kíséretében, akik egy svéd tánciskolából érkeztek. A második elődöntő nyitóprodukciójaként a két műsorvezető a That’s Eurovision (magyarul: Ez az Eurovízió) című dalt adta elő. A szavazatszámlálás alatt az első elődöntőben a The Grey People (magyarul: A szürke emberek) című modern tánckoreográfia került a színpadra, amit az európai migrációs válság ihletett. A második elődöntőben a Man meets machine (magyarul: Az ember és a gép találkozása) című táncos előadást mutatták be. Mindkét produkciót Fredrik Rydman rendezte. Az első elődöntő negyedik dala, a Magyarországot képviselő Freddie által előadott Pioneer volt az Eurovíziós Dalfesztiválok történetének ezernégyszázadik dala.
Az előző évekhez hasonlóan a döntő a részt vevő országok versenyzőinek bevonulásával kezdődött. A bevonulás egy divatbemutatóhoz hasonló volt, minden versenyzőt egy modell kísért, akinek a ruhájára az adott nemzet zászlaját vetítették, miközben a svéd elektronikus zeneipar legismertebb alakjainak – a Swedish House Mafia, Avicii, Alesso és Galantis – dalait játszották. A szavazás közben Justin Timberlake adta elő Rock Your Body és a Can’t Stop the Feeling! című dalát, utóbbinak e fellépés volt a világpremierje. Ezután a műsorvezetők szórakoztatták a közönséget Love Love Peace Peace című produkciójukkal, melyben feltűnt a 2006-os Eurovíziós Dalfesztivál győztese, a Lordi illetve a 2009-es verseny nyertese, Alexander Rybak is. A szavazatok számlálása alatti szünetben Måns Zelmerlöw előadta a Fire in the Rain és a Heroes című dalát.
Érdekesség, hogy Csehország kommentátora, Libor Bouček korábban a 2015-ös Fiatal Táncosok Eurovíziójának a házigazdája volt Plzeňben.

## A szavazás

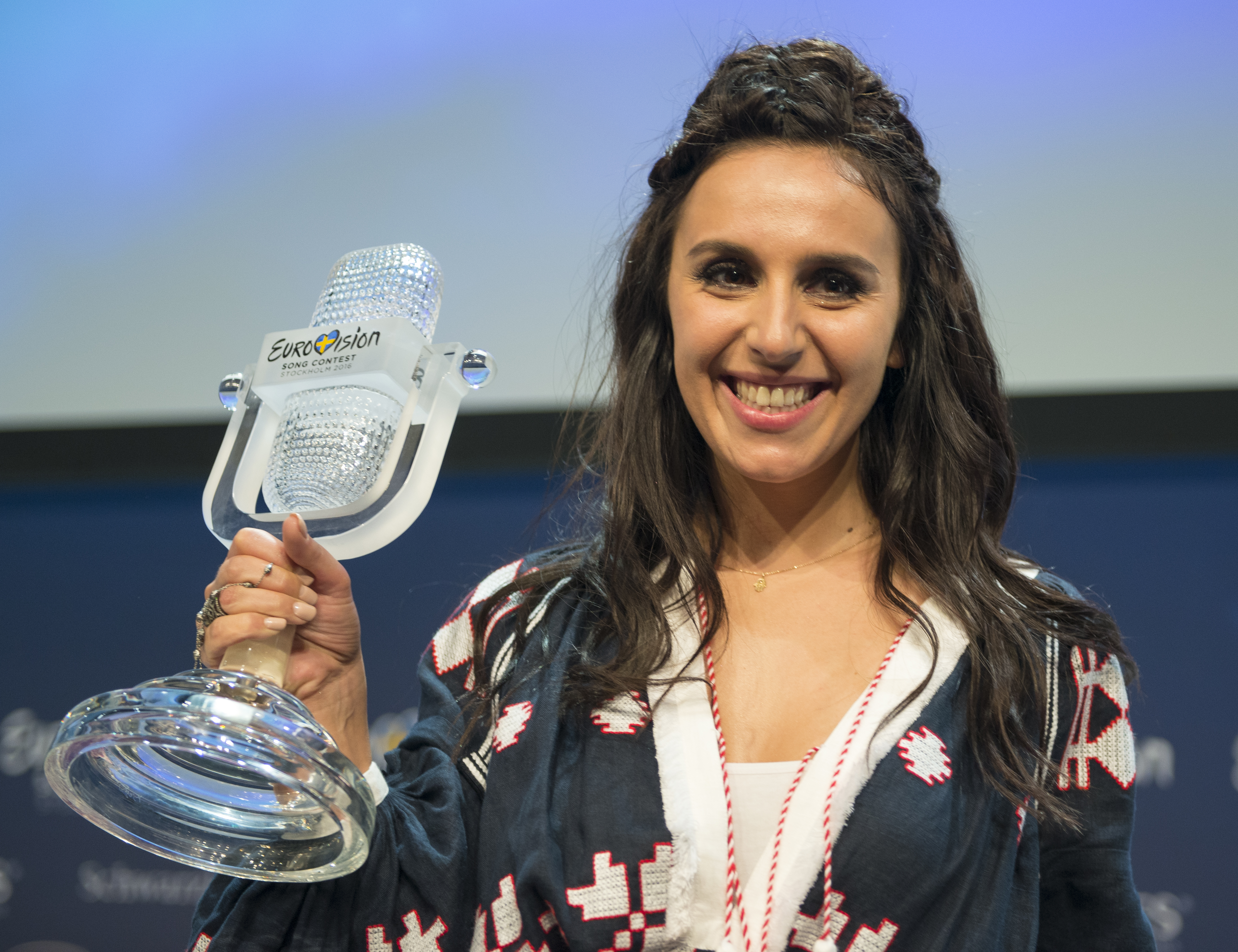
Jamala, a győztesnek járó trófeával

A verseny előtt a legesélyesebbnek Oroszországot, Ausztráliát, Ukrajnát, Franciaországot és Svédországot tartották, végül az ukrán versenyző tudott győzni.
A szavazás az elődöntőkben és a döntőben is azonos módon történt: mindegyik ország rendelkezett egy ötfős szakmai zsűrivel, és az ő pontjaik, valamint a nézők telefonos szavazatai alakították ki az országonkénti eredményeket. Az elődöntők eredményeit a döntő után hozták nyilvánosságra. Az első elődöntőben Észtország végzett az utolsó helyen, történetük során először, míg a második elődöntőben Svájc zárt a tabella legalján, történetük során kilencedszer, zsinórban másodjára.
A döntőben a zsűri szavazás során szinte végig Ausztrália állt az élen, de a közönségszavazatok hozzáadásával Ukrajna történetének második győzelmét aratta. Az elődöntők 2004-es bevezetése, ezáltal a résztvevők számának megemelkedése óta, illetve az új pontozási rendszer bevezetése miatt az 534 pont a legmagasabb, amivel nyerni lehetett. A győztes dal mind a zsűrinél, mind a telefonos szavazáson a második helyen végzett, de összesítésben megnyerte a versenyt. A zsűri szavazás végén Ausztrália állt az élen, míg a közönségszavazatok ismertetése alatt nyilvánvalóvá vált, hogy Ukrajna nyeri a versenyt. A telefonos szavazásnál az első helyen Oroszország végzett, akik végül a harmadik helyig jutottak. A második helyezett a zsűri szavazás és a második elődöntő győztese, Ausztrália lett. A döntőben az utolsó helyet Németország szerezte meg, akárcsak egy évvel ezelőtt.
Magyarország pontjait Tatár Csilla hirdette ki, a magyar szóvivők bejelentkezéseinek történetében először élőben, rajongók társaságában, egy kültéri helyszínről, a Március 15. térről.
Magyarország szakmai zsűrijének tagjai Rakonczai Viktor, Lotfi Begi, Wolf Kati, Frenreisz Károly és Novák Péter voltak. A magyar zsűri tizenkét pontját az elődöntőben Málta, míg a döntőben Ausztrália kapta.

## Első elődöntő

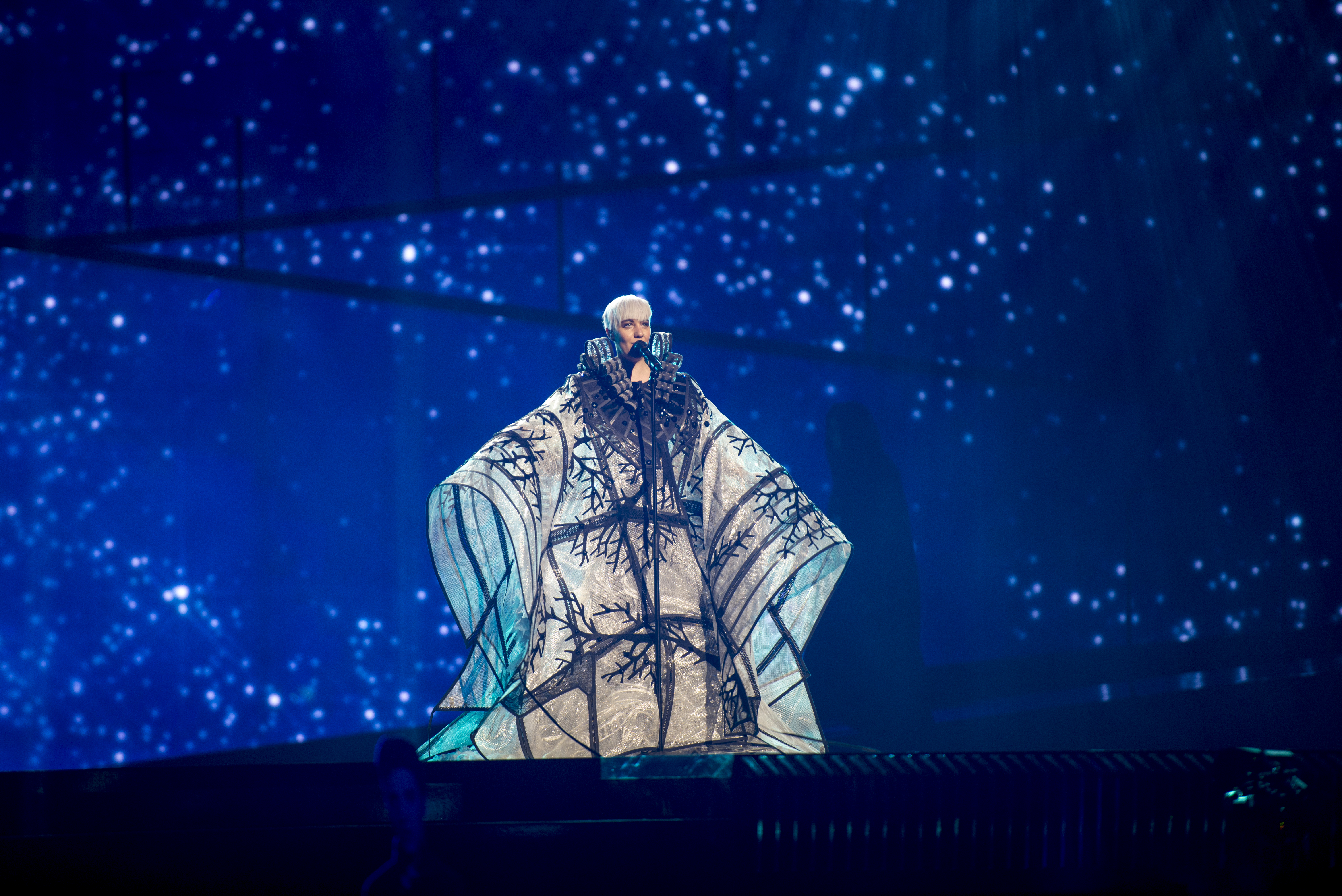
Nina Kraljić

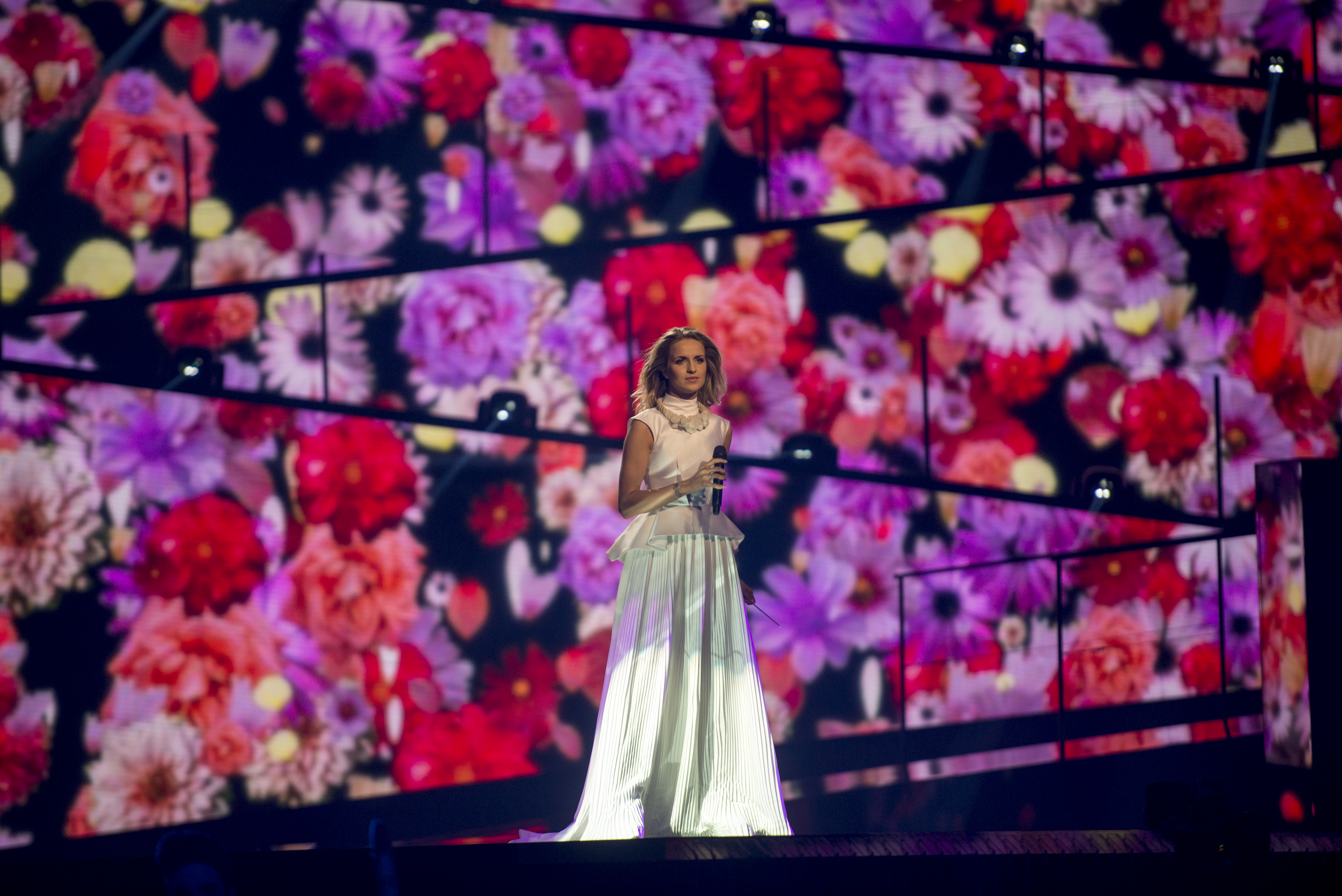
Gabriela Gunčíková

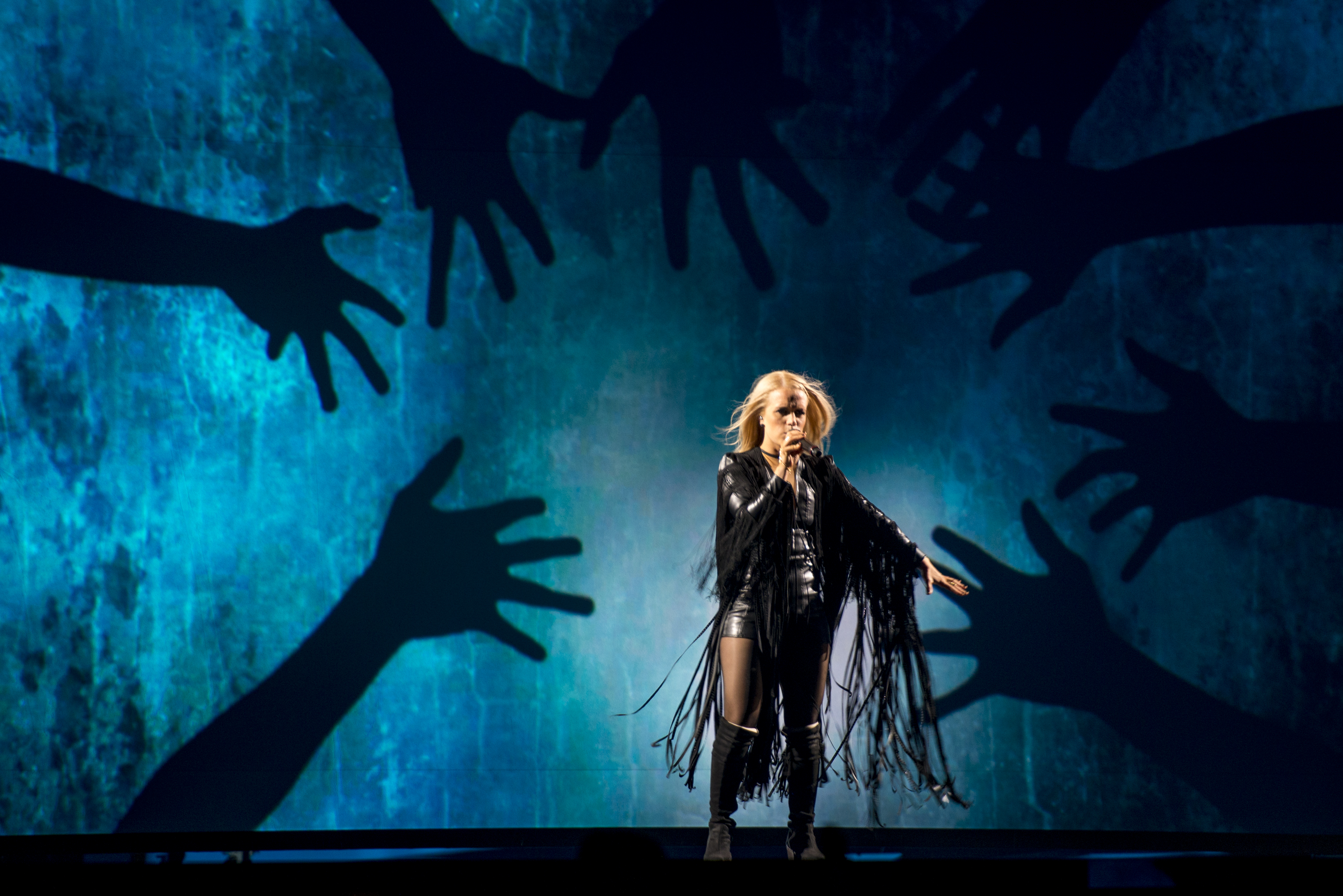
Greta Salóme

Az első elődöntőt május 10-én rendezték meg tizennyolc ország részvételével. Az egyes országok által kiosztott pontok telefonos szavazás, illetve szakmai zsűrik szavazatai alapján alakultak ki, mely alapján az első tíz helyezett jutott tovább a döntőbe. A részt vevő országokon kívül három automatikusan döntős ország –  Franciaország,  Spanyolország és  Svédország – is szavazott az első elődöntőben, valamint a május 9-én tartott főpróbákon versenydalukat is előadták.
| #  | Ország              | Előadó                                | Dal                  | Helyezés | Pontszám |
| -- | ------------------- | ------------------------------------- | -------------------- | -------- | -------- |
| 01 | Finnország          | Sandhja                               | Sing It Away         | 15.      | 51       |
| 02 | Görögország         | Argo                                  | Utopian Land         | 16.      | 44       |
| 03 | Moldova             | Lidia Isac                            | Falling Stars        | 17.      | 33       |
| 04 | Magyarország        | Freddie                               | Pioneer              | 4.       | 197      |
| 05 | Horvátország        | Nina Kraljić                          | Lighthouse           | 10.      | 133      |
| 06 | Hollandia           | Douwe Bob                             | Slow Down            | 5.       | 197      |
| 07 | Örményország        | Iveta Mukuchyan                       | LoveWave             | 2.       | 243      |
| 08 | San Marino          | Serhat                                | I Didn’t Know        | 12.      | 68       |
| 09 | Oroszország         | Sergey Lazarev                        | You Are the Only One | 1.       | 342      |
| 10 | Csehország          | Gabriela Gunčíková                    | I Stand              | 9.       | 161      |
| 11 | Ciprus              | Minus One                             | Alter Ego            | 8.       | 164      |
| 12 | Ausztria            | Zoë                                   | Loin d’ici           | 7.       | 170      |
| 13 | Észtország          | Jüri Pootsmann                        | Play                 | 18.      | 24       |
| 14 | Azerbajdzsán        | Samra                                 | Miracle              | 6.       | 185      |
| 15 | Montenegró          | Highway                               | The Real Thing       | 13.      | 60       |
| 16 | Izland              | Greta Salóme                          | Hear Them Calling    | 14.      | 51       |
| 17 | Bosznia-Hercegovina | Dalal & Deen feat. Ana Rucner és Jala | Ljubav je            | 11.      | 104      |
| 18 | Málta               | Ira Losco                             | Walk on Water        | 3.       | 209      |

### Ponttáblázat

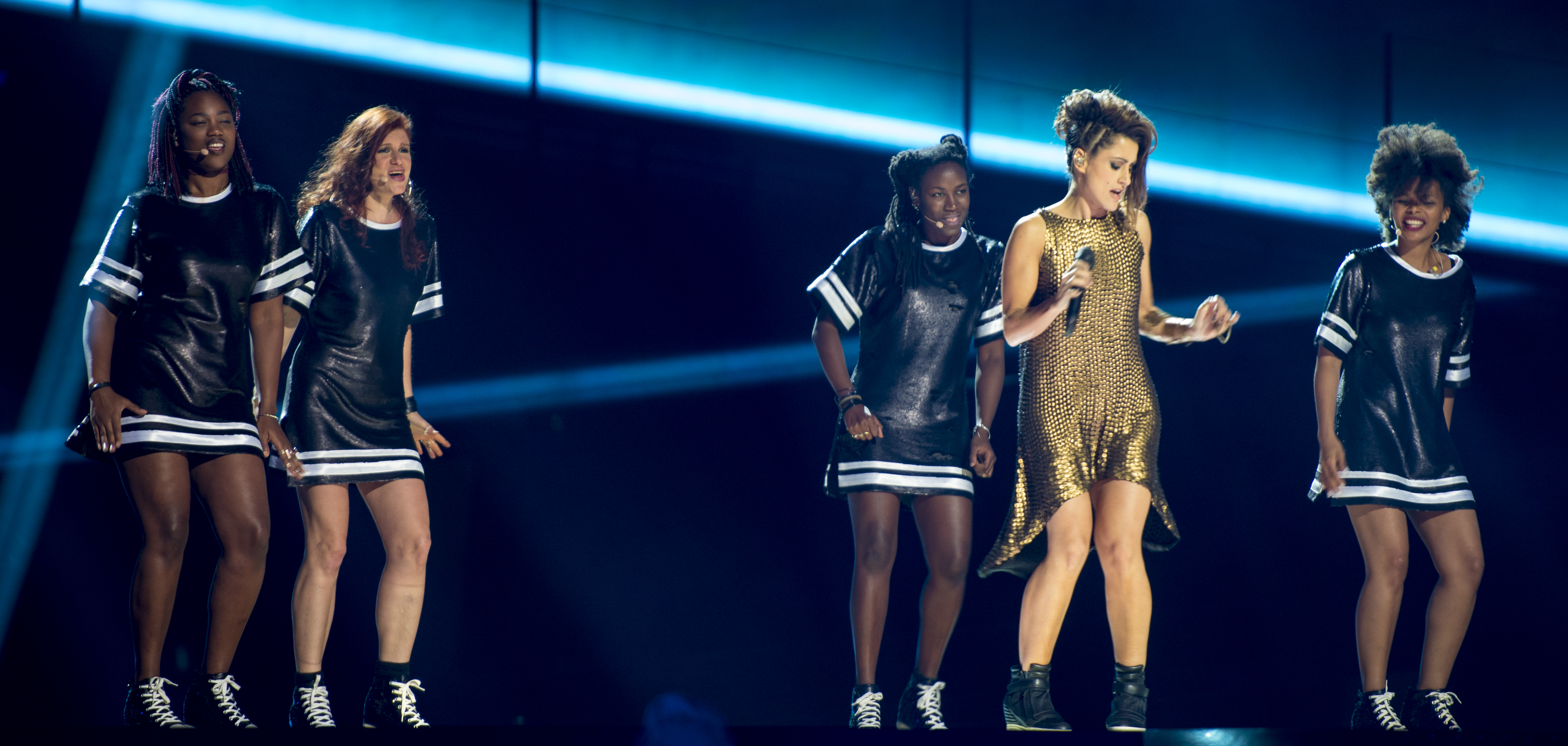
Barei

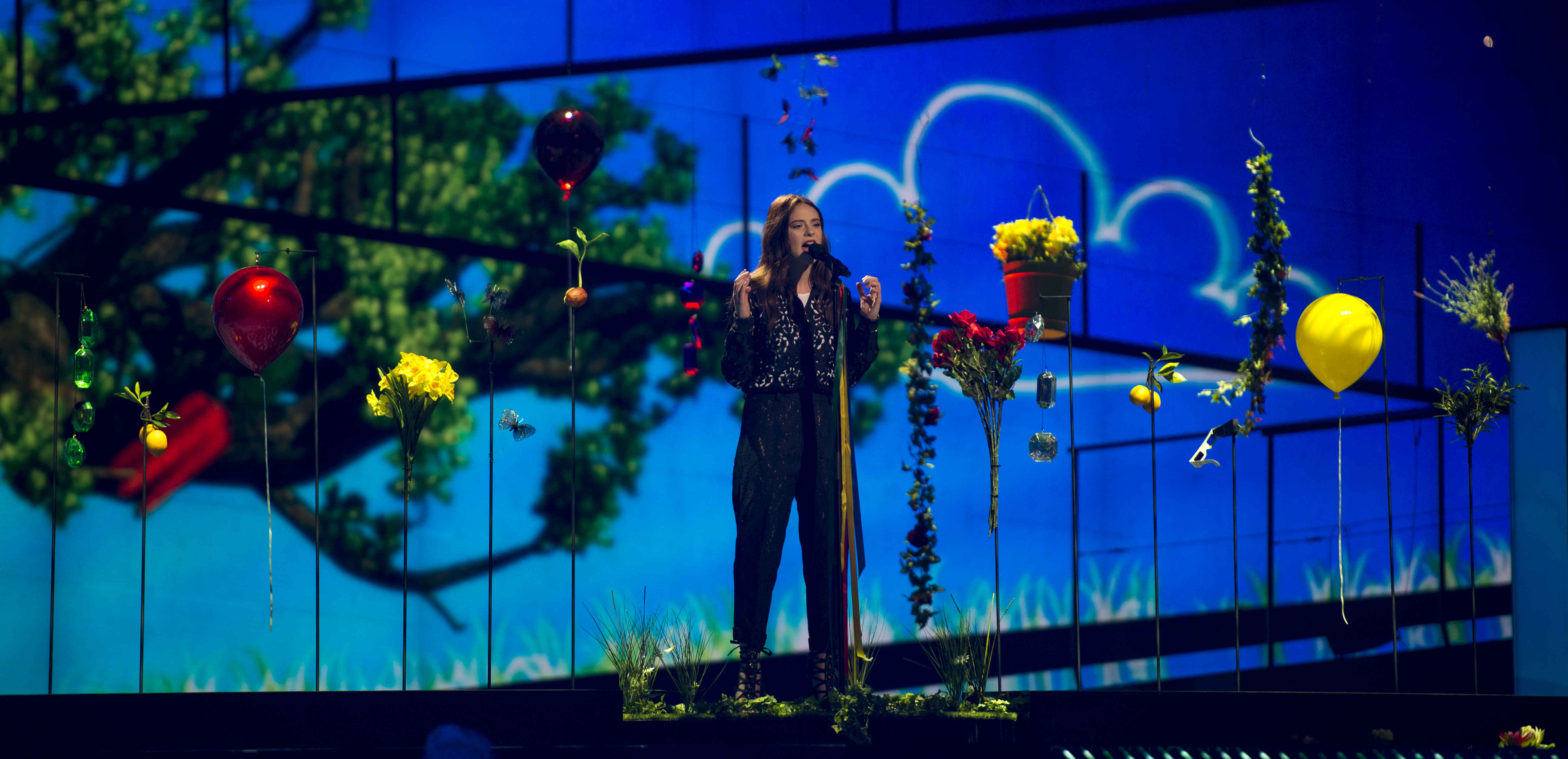
Francesca Michielin

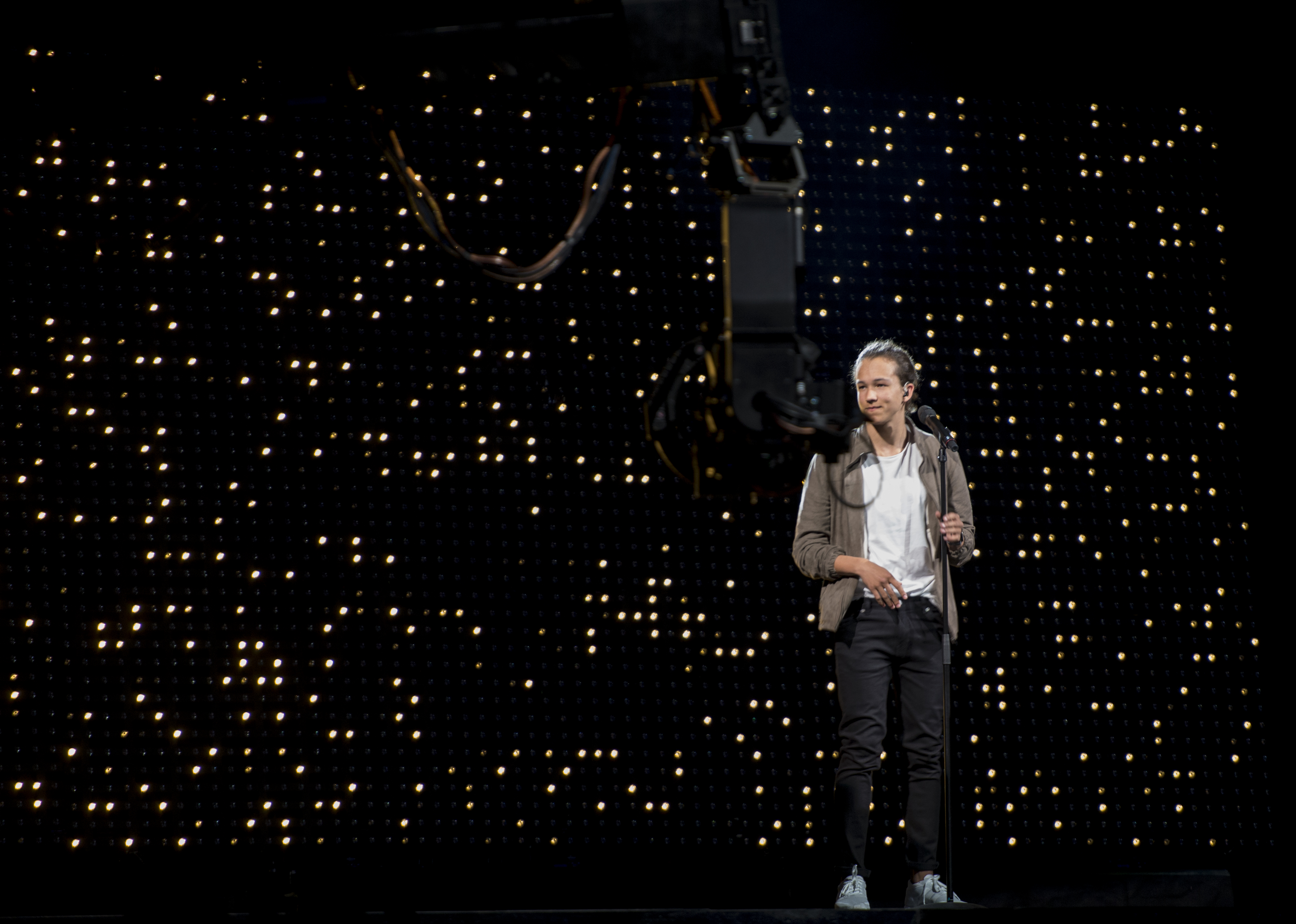
Frans

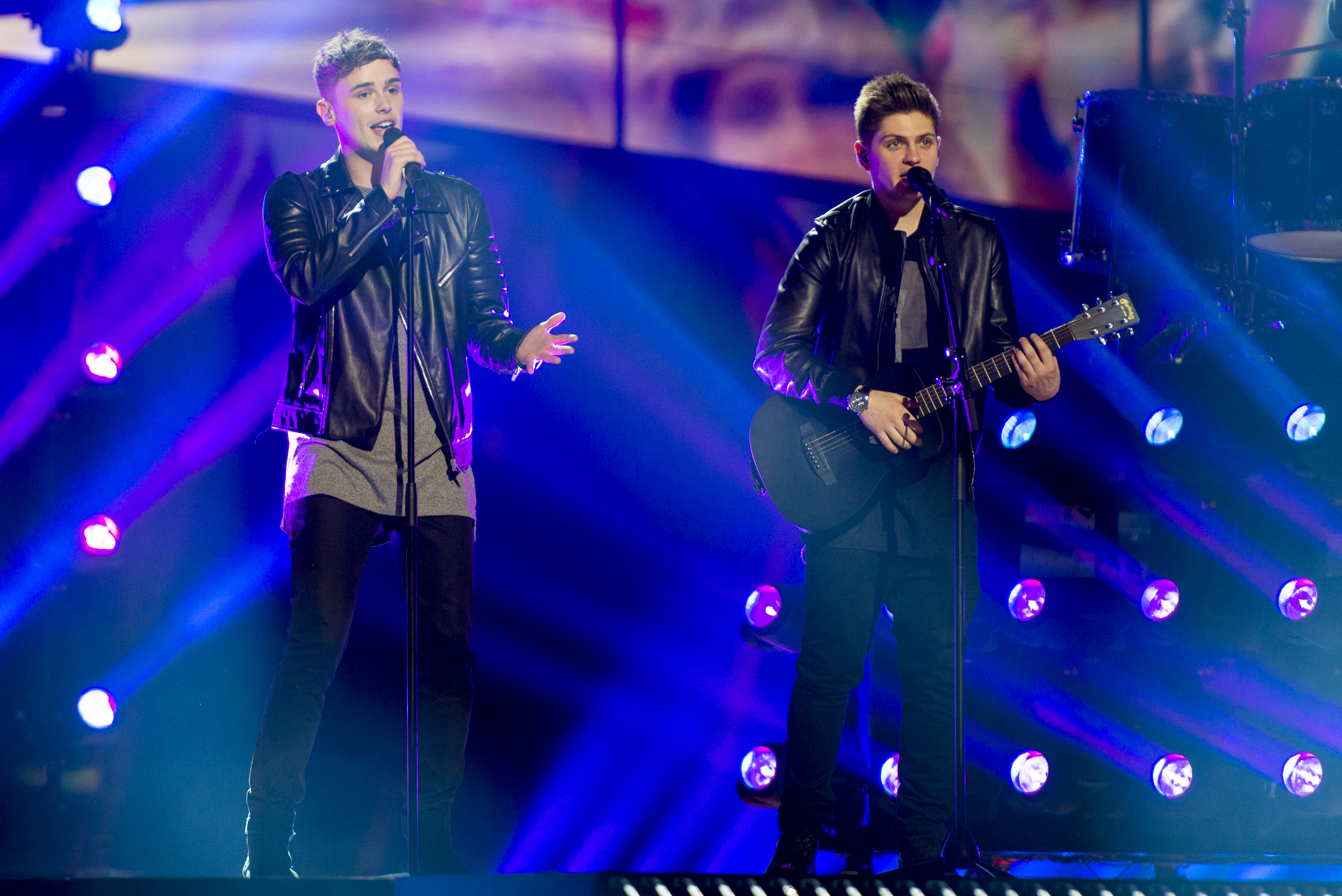
Joe & Jake

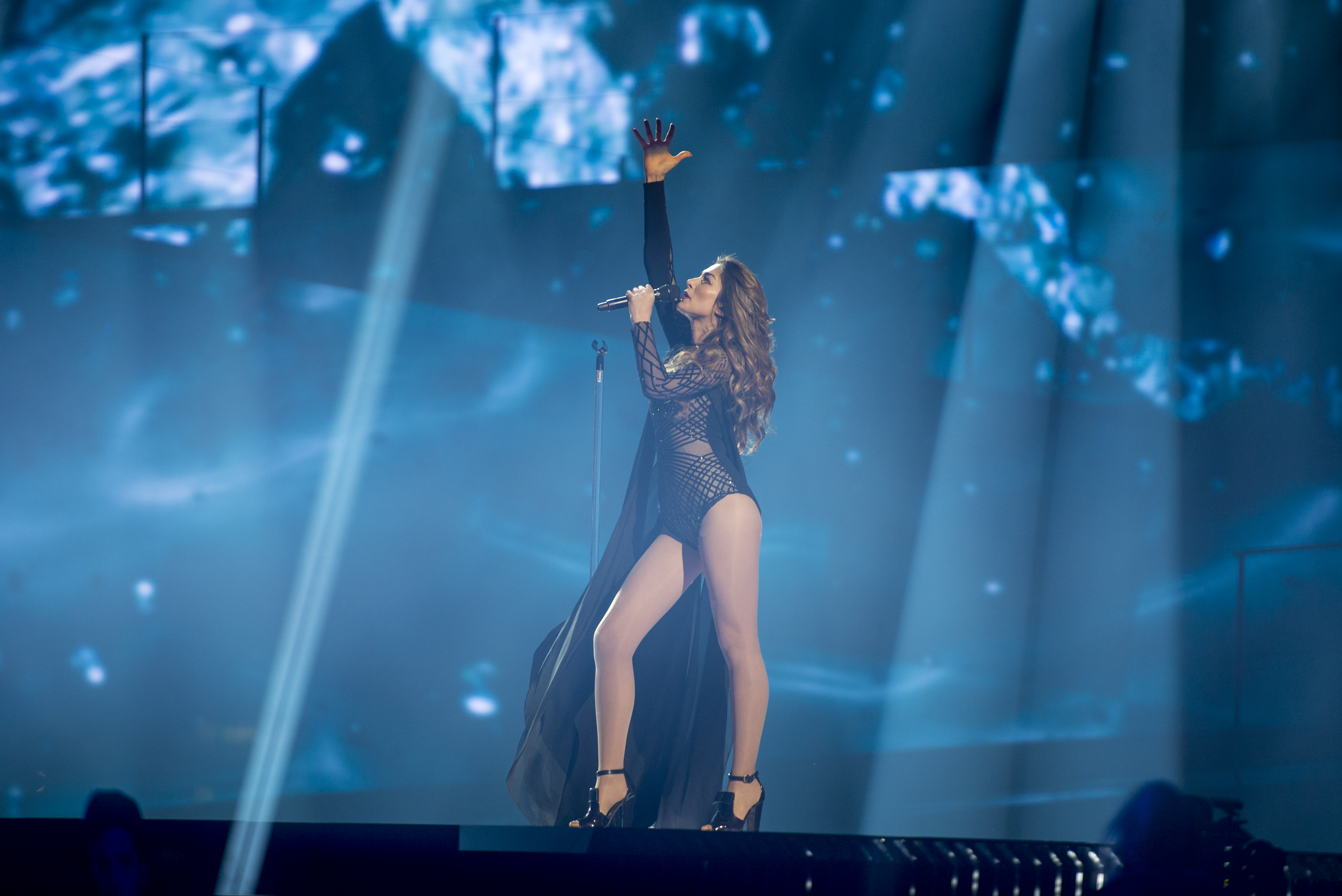
Iveta Mukuchyan

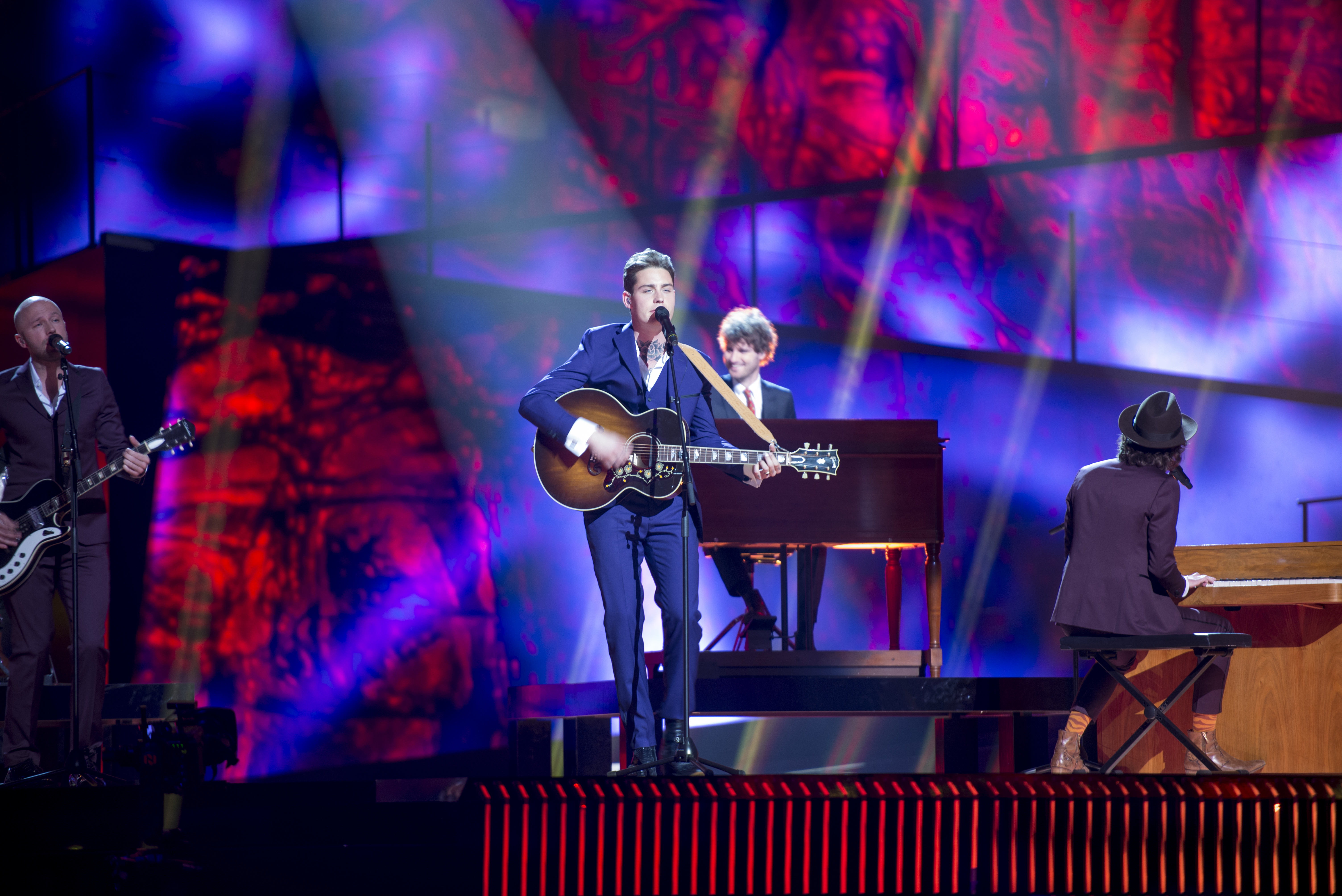
Douwe Bob

| Ország              | Össz. | Szavazók   | Szavazók    | Szavazók | Szavazók     | Szavazók     | Szavazók  | Szavazók     | Szavazók   | Szavazók    | Szavazók   | Szavazók | Szavazók | Szavazók   | Szavazók     | Szavazók   | Szavazók | Szavazók            | Szavazók | Szavazók      | Szavazók      | Szavazók   |
| Ország              | Össz. | Finnország | Görögország | Moldova  | Magyarország | Horvátország | Hollandia | Örményország | San Marino | Oroszország | Csehország | Ciprus   | Ausztria | Észtország | Azerbajdzsán | Montenegró | Izland   | Bosznia-Hercegovina | Málta    | Franciaország | Spanyolország | Svédország |
| ------------------- | ----- | ---------- | ----------- | -------- | ------------ | ------------ | --------- | ------------ | ---------- | ----------- | ---------- | -------- | -------- | ---------- | ------------ | ---------- | -------- | ------------------- | -------- | ------------- | ------------- | ---------- |
| Finnország          | 35    |            |             |          | 4            |              | 2         | 8            |            |             | 7          |          | 2        |            |              |            |          |                     | 5        |               | 3             | 4          |
| Görögország         | 22    |            |             |          |              |              |           | 3            |            | 7           |            | 3        |          |            | 6            | 3          |          |                     |          |               |               |            |
| Moldova             | 24    |            | 3           |          |              |              |           | 6            |            | 6           |            |          |          |            | 5            |            |          |                     | 4        |               |               |            |
| Magyarország        | 78    |            | 7           | 3        |              | 8            | 3         |              |            | 4           | 12         | 6        |          | 5          | 8            | 1          | 2        | 4                   |          | 5             | 10            |            |
| Horvátország        | 80    | 5          |             | 5        | 3            |              | 12        | 2            | 1          | 1           | 6          | 7        | 7        | 3          |              | 7          | 7        | 5                   |          | 6             |               | 3          |
| Hollandia           | 102   | 12         | 1           | 4        | 6            | 2            |           | 4            | 12         |             | 10         |          | 6        | 12         |              | 2          | 12       | 1                   |          | 8             | 4             | 6          |
| Örményország        | 127   | 7          | 10          | 10       | 5            | 5            | 5         |              |            | 12          |            | 10       | 5        | 2          |              | 12         | 5        | 7                   | 12       | 3             | 12            | 5          |
| San Marino          | 19    |            |             |          |              |              |           |              |            |             |            |          |          |            | 3            |            |          | 10                  | 6        |               |               |            |
| Oroszország         | 148   | 6          | 12          | 12       | 10           | 6            | 1         | 7            | 3          |             |            | 12       | 8        | 1          | 12           | 8          | 10       | 8                   | 10       | 2             | 8             | 12         |
| Csehország          | 120   | 10         |             | 8        | 8            | 12           | 4         | 5            | 4          | 5           |            | 5        | 10       | 6          | 2            | 4          | 8        | 12                  | 3        | 1             | 6             | 7          |
| Ciprus              | 71    |            | 8           | 7        | 2            | 10           | 10        |              | 8          |             | 1          |          |          | 10         |              |            | 1        |                     | 8        | 4             | 1             | 1          |
| Ausztria            | 37    | 3          | 2           |          |              |              | 6         |              |            |             | 5          | 2        |          |            |              |            | 4        |                     | 1        | 12            |               | 2          |
| Észtország          | 9     | 1          |             | 2        |              |              |           |              |            | 2           |            |          | 1        |            | 1            |            |          |                     | 2        |               |               |            |
| Azerbajdzsán        | 92    | 2          | 5           |          | 7            | 3            | 7         |              | 6          | 10          | 3          | 4        | 4        | 7          |              | 5          | 3        | 6                   |          | 7             | 5             | 8          |
| Montenegró          | 46    |            | 6           |          |              |              |           | 10           | 10         | 3           |            |          |          |            | 7            |            |          | 3                   | 7        |               |               |            |
| Izland              | 27    | 4          |             |          | 1            | 1            |           |              | 7          |             | 4          | 1        | 3        | 4          |              |            |          |                     |          |               | 2             |            |
| Bosznia-Hercegovina | 26    |            |             | 1        |              | 4            |           | 1            | 2          |             | 2          |          |          |            | 10           | 6          |          |                     |          |               |               |            |
| Málta               | 155   | 8          | 4           | 6        | 12           | 7            | 8         | 12           | 5          | 8           | 8          | 8        | 12       | 8          | 4            | 10         | 6        | 2                   |          | 10            | 7             | 10         |

| Ország              | Össz. | Szavazók   | Szavazók    | Szavazók | Szavazók     | Szavazók     | Szavazók  | Szavazók     | Szavazók   | Szavazók    | Szavazók   | Szavazók | Szavazók | Szavazók   | Szavazók     | Szavazók   | Szavazók | Szavazók            | Szavazók | Szavazók      | Szavazók      | Szavazók   |
| Ország              | Össz. | Finnország | Görögország | Moldova  | Magyarország | Horvátország | Hollandia | Örményország | San Marino | Oroszország | Csehország | Ciprus   | Ausztria | Észtország | Azerbajdzsán | Montenegró | Izland   | Bosznia-Hercegovina | Málta    | Franciaország | Spanyolország | Svédország |
| ------------------- | ----- | ---------- | ----------- | -------- | ------------ | ------------ | --------- | ------------ | ---------- | ----------- | ---------- | -------- | -------- | ---------- | ------------ | ---------- | -------- | ------------------- | -------- | ------------- | ------------- | ---------- |
| Finnország          | 16    |            |             |          | 1            |              |           |              |            |             |            |          |          | 7          |              |            | 2        |                     |          |               |               | 6          |
| Görögország         | 22    |            |             |          |              |              |           | 7            |            | 3           |            | 12       |          |            |              |            |          |                     |          |               |               |            |
| Moldova             | 9     |            |             |          |              |              |           |              |            | 5           |            | 2        |          |            |              |            |          |                     |          | 2             |               |            |
| Magyarország        | 119   | 4          | 7           | 6        |              | 8            | 6         | 6            | 7          | 6           | 6          | 6        | 8        | 5          | 7            | 6          | 6        | 1                   | 8        | 7             | 5             | 4          |
| Horvátország        | 53    | 2          | 4           | 2        |              |              | 5         | 3            |            | 4           | 2          | 1        | 6        |            |              | 8          |          | 12                  |          | 1             | 2             | 1          |
| Hollandia           | 95    | 6          | 2           |          | 6            | 5            |           | 4            | 6          |             | 3          | 4        | 10       | 8          | 4            |            | 10       |                     | 7        | 4             | 6             | 10         |
| Örményország        | 116   | 1          | 8           | 8        | 2            | 3            | 12        |              | 8          | 12          | 12         | 7        | 4        | 1          |              | 3          | 3        | 3                   | 4        | 12            | 10            | 3          |
| San Marino          | 49    | 3          | 6           | 4        | 5            |              | 4         |              |            |             |            |          | 5        | 4          | 10           | 2          | 1        |                     | 5        |               |               |            |
| Oroszország         | 194   | 8          | 10          | 10       | 10           | 10           | 8         | 12           | 12         |             | 8          | 10       | 7        | 12         | 12           | 10         | 12       | 7                   | 12       | 8             | 8             | 8          |
| Csehország          | 41    |            | 3           | 3        | 3            | 4            | 2         | 2            | 2          | 1           |            |          | 1        |            | 3            | 1          |          | 4                   | 2        | 3             | 7             |            |
| Ciprus              | 93    | 7          | 12          |          | 7            | 2            | 3         | 8            | 5          | 8           | 4          |          | 2        | 6          | 1            | 5          | 5        | 2                   | 6        | 5             | 3             | 2          |
| Ausztria            | 133   | 10         | 5           | 7        | 8            | 7            | 10        | 5            | 3          | 10          | 5          | 3        |          | 10         | 6            |            | 8        | 6                   | 1        | 10            | 12            | 7          |
| Észtország          | 15    | 12         |             | 1        |              |              |           |              |            |             |            |          |          |            | 2            |            |          |                     |          |               |               |            |
| Azerbajdzsán        | 93    |            |             | 12       | 12           |              |           |              | 10         | 7           | 10         | 8        |          |            |              | 7          | 7        | 10                  | 10       |               |               |            |
| Montenegró          | 14    |            |             |          |              | 6            |           |              |            |             |            |          |          |            |              |            |          | 8                   |          |               |               |            |
| Izland              | 24    | 5          |             |          |              |              |           |              | 1          |             |            |          | 3        | 3          |              |            |          |                     | 3        |               | 4             | 5          |
| Bosznia-Hercegovina | 78    |            |             |          |              | 12           | 7         | 1            | 4          |             | 7          |          | 12       |            | 5            | 12         |          |                     |          | 6             |               | 12         |
| Málta               | 54    |            | 1           | 5        | 4            | 1            | 1         | 10           |            | 2           | 1          | 5        |          | 2          | 8            | 4          | 4        | 5                   |          |               | 1             |            |

A sorok és az oszlopok a fellépés sorrendjében vannak rendezve. Az utolsó három oszlopban az első elődöntőben szavazó automatikus döntősök találhatók meg.

### 12 pontos országok
| Darab | Jutalmazott ország | Szavazó ország                                         |
| ----- | ------------------ | ------------------------------------------------------ |
| 5     | Oroszország        | Azerbajdzsán, Ciprus, Görögország, Moldova, Svédország |
| 4     | Örményország       | Málta, Montenegró, Oroszország, Spanyolország          |
| 4     | Hollandia          | Észtország, Finnország, Izland, San Marino             |
| 3     | Málta              | Örményország, Ausztria, Magyarország                   |
| 2     | Csehország         | Bosznia-Hercegovina, Horvátország                      |
| 1     | Ausztria           | Franciaország                                          |
| 1     | Horvátország       | Hollandia                                              |
| 1     | Magyarország       | Csehország                                             |

| Darab | Jutalmazott ország  | Szavazó ország                                                    |
| ----- | ------------------- | ----------------------------------------------------------------- |
| 6     | Oroszország         | Örményország, Azerbajdzsán, Észtország, Izland, Málta, San Marino |
| 4     | Örményország        | Csehország, Franciaország, Hollandia, Oroszország                 |
| 4     | Bosznia-Hercegovina | Ausztria, Horvátország, Montenegró, Svédország                    |
| 2     | Azerbajdzsán        | Magyarország, Moldova                                             |
| 1     | Ausztria            | Spanyolország                                                     |
| 1     | Horvátország        | Bosznia-Hercegovina                                               |
| 1     | Ciprus              | Görögország                                                       |
| 1     | Észtország          | Finnország                                                        |
| 1     | Görögország         | Ciprus                                                            |

### Zsűri és nézői szavazás külön

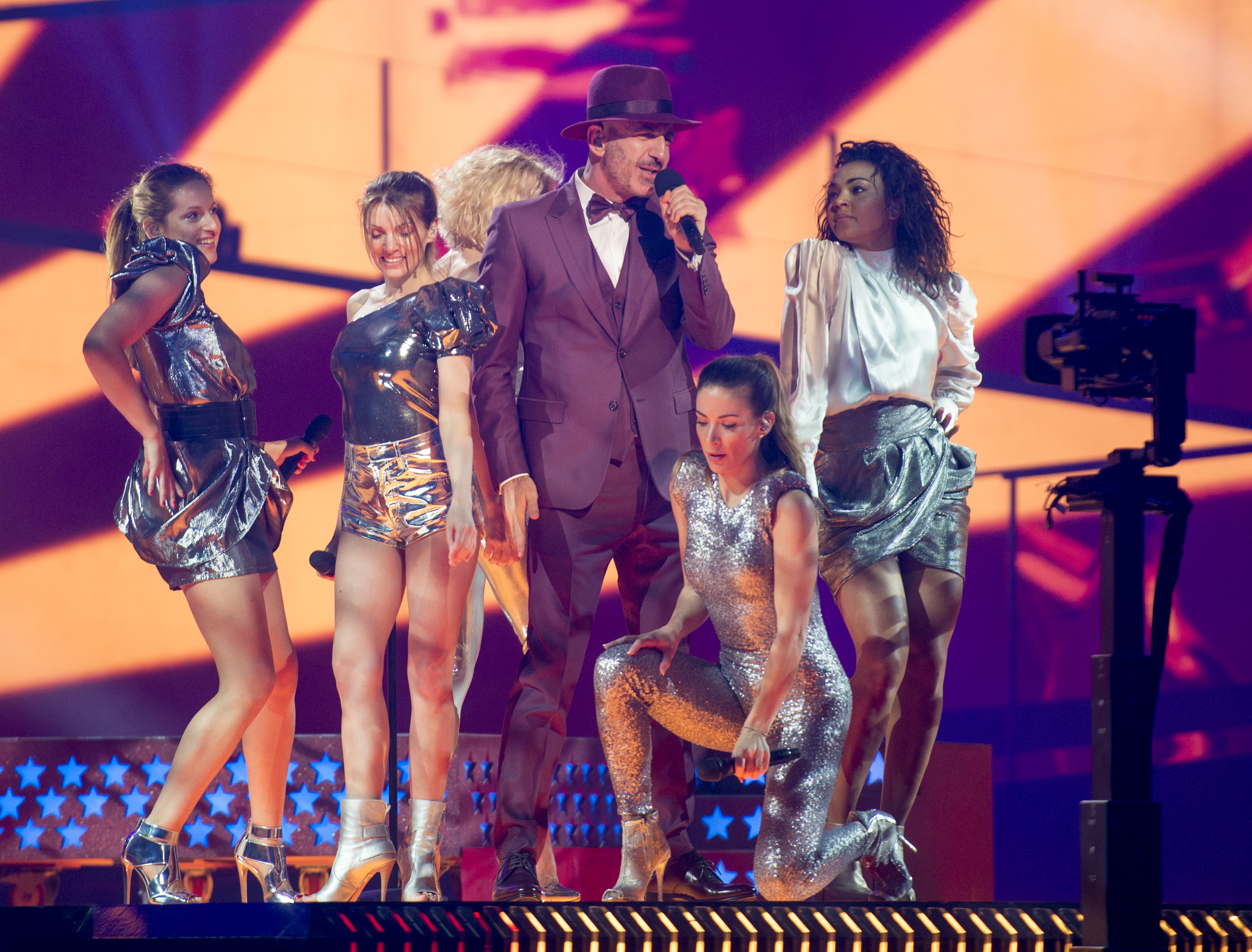
Serhat

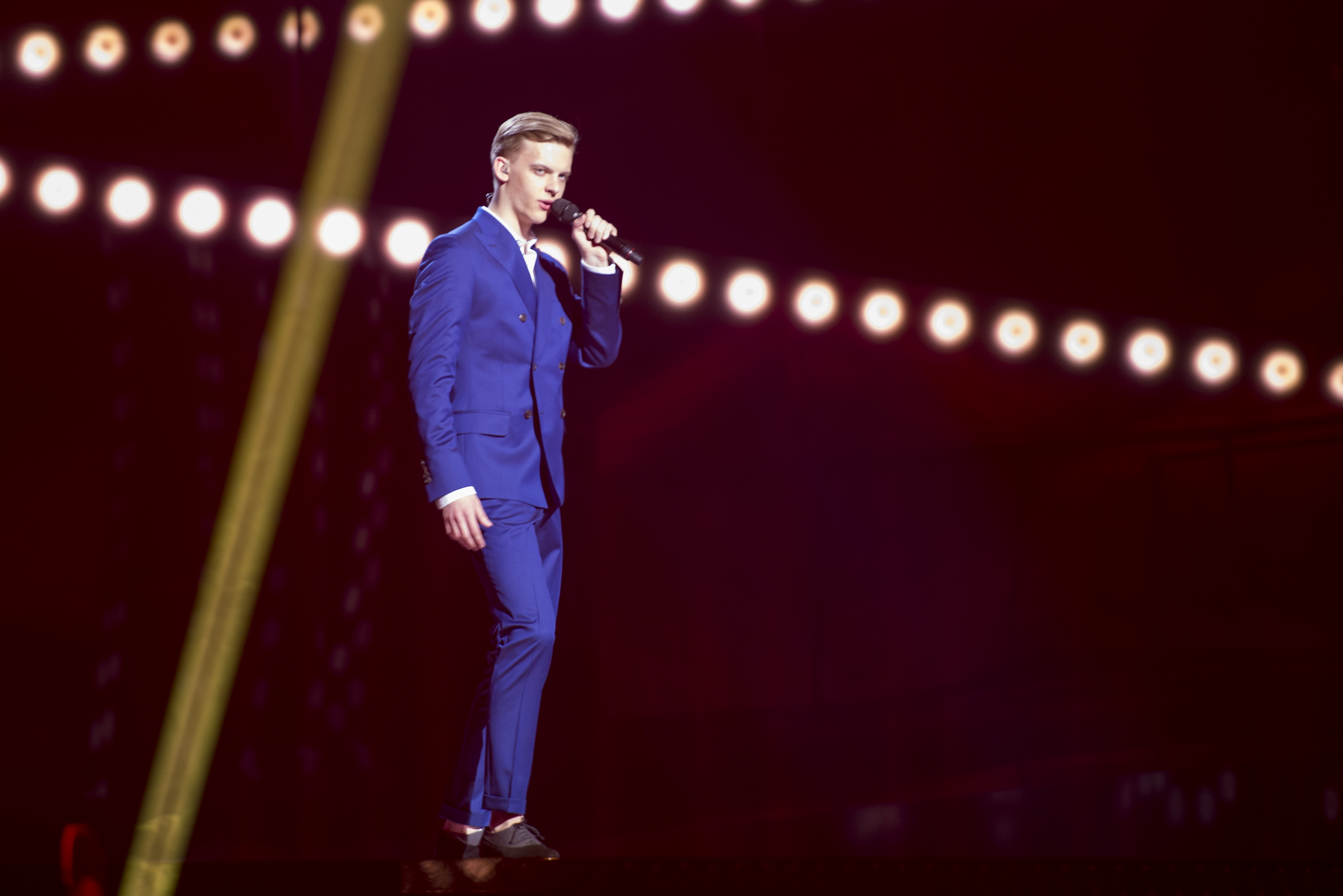
Jüri Pootsmann

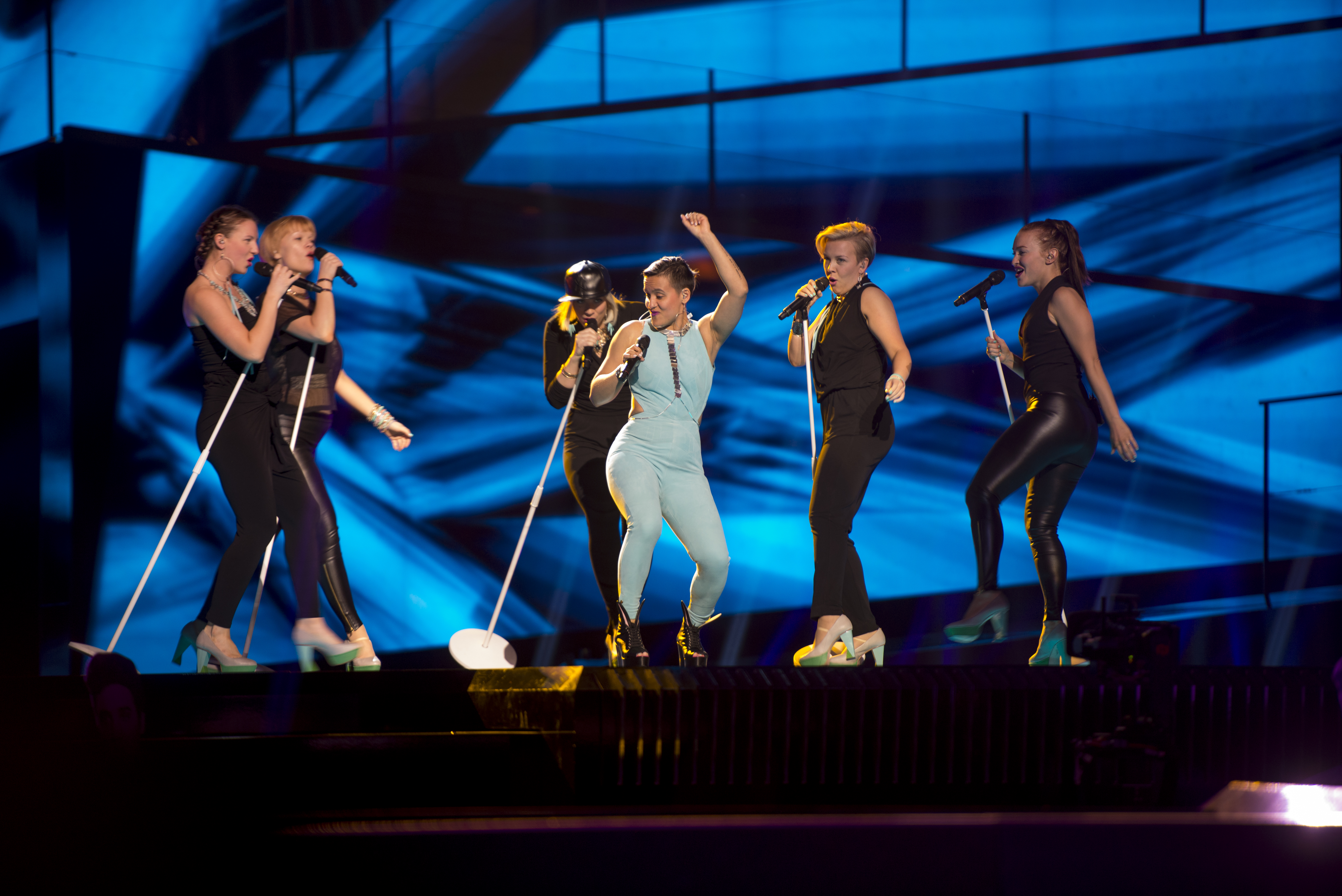
Sandhja

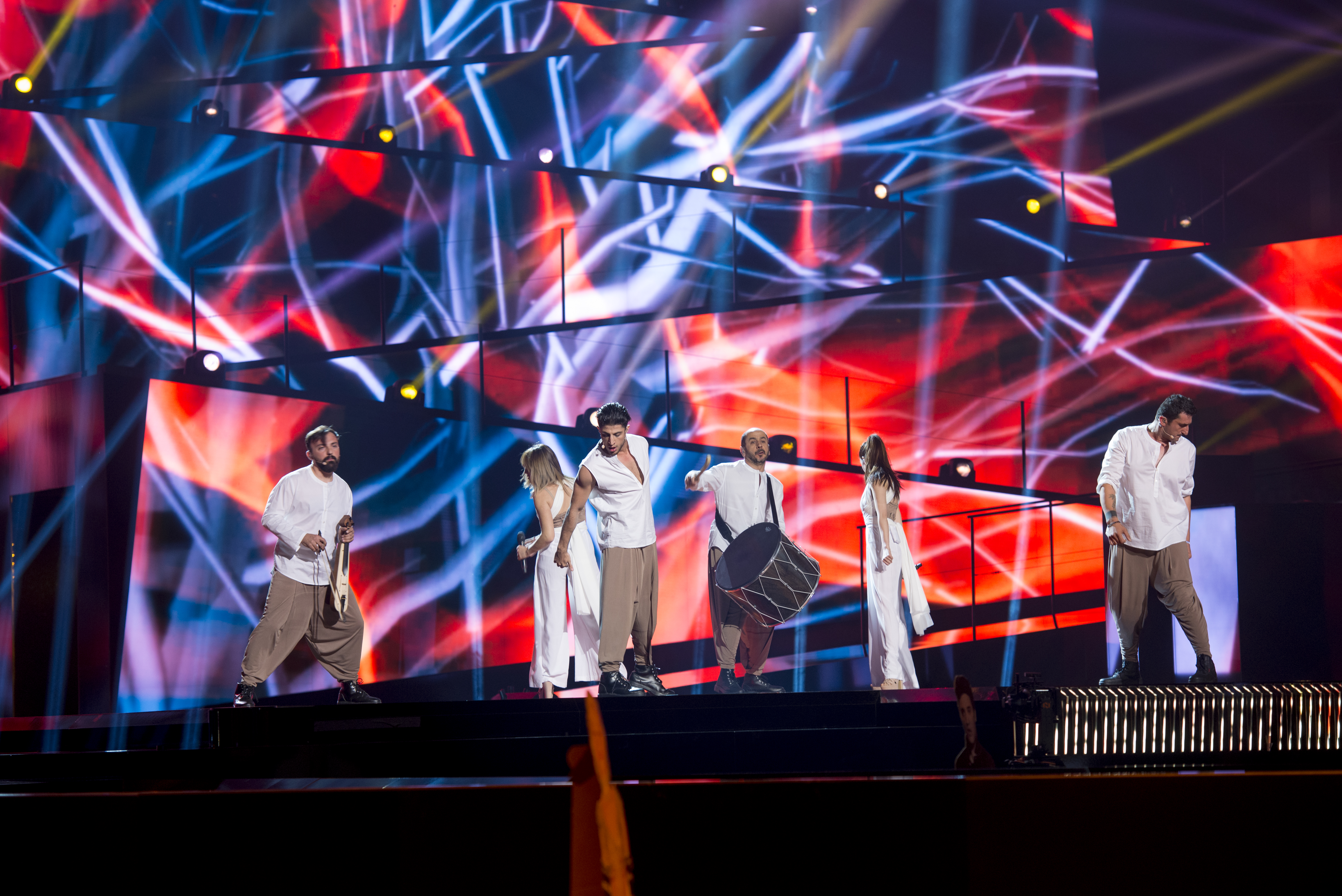
Argo

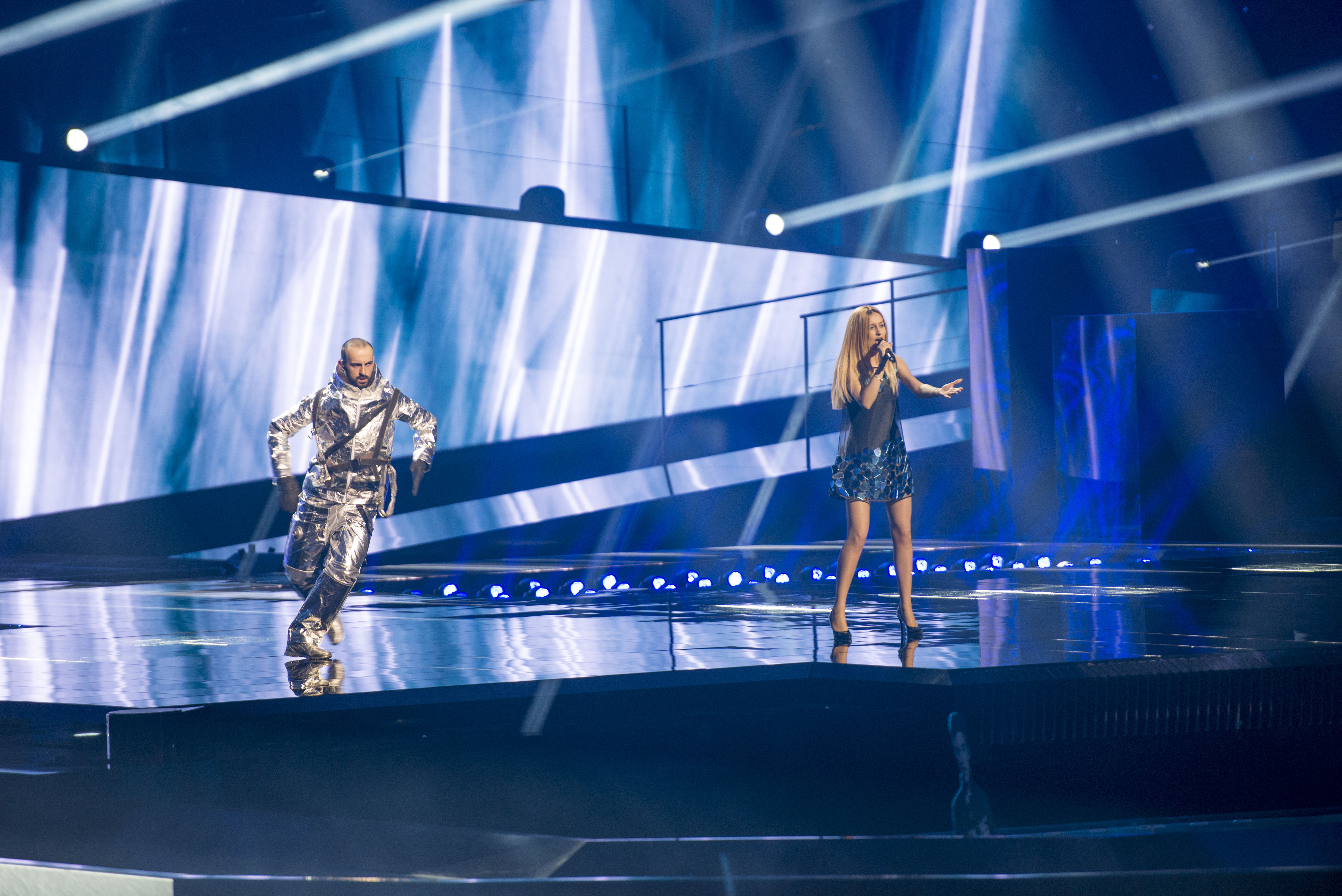
Lidia Isac

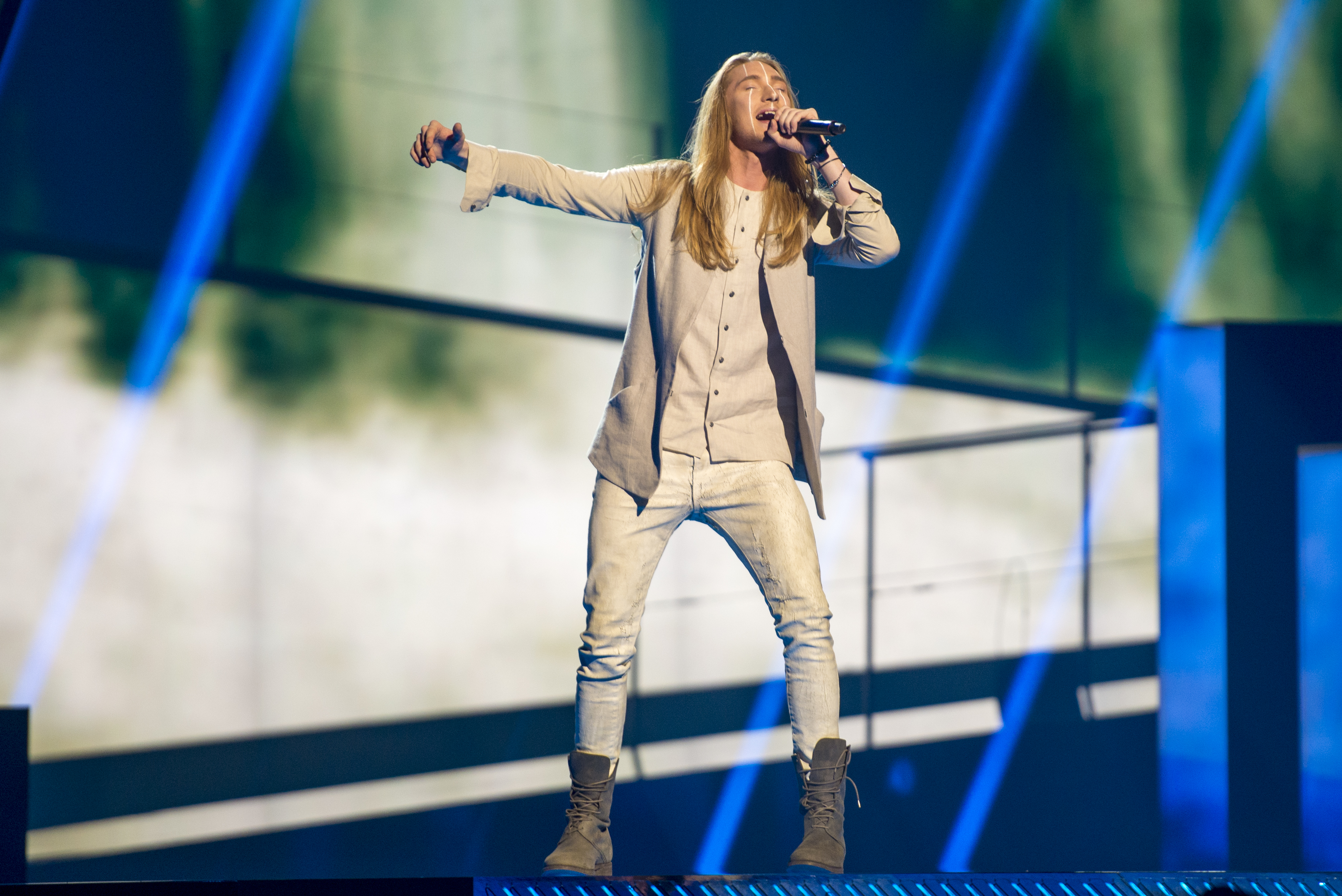
IVAN

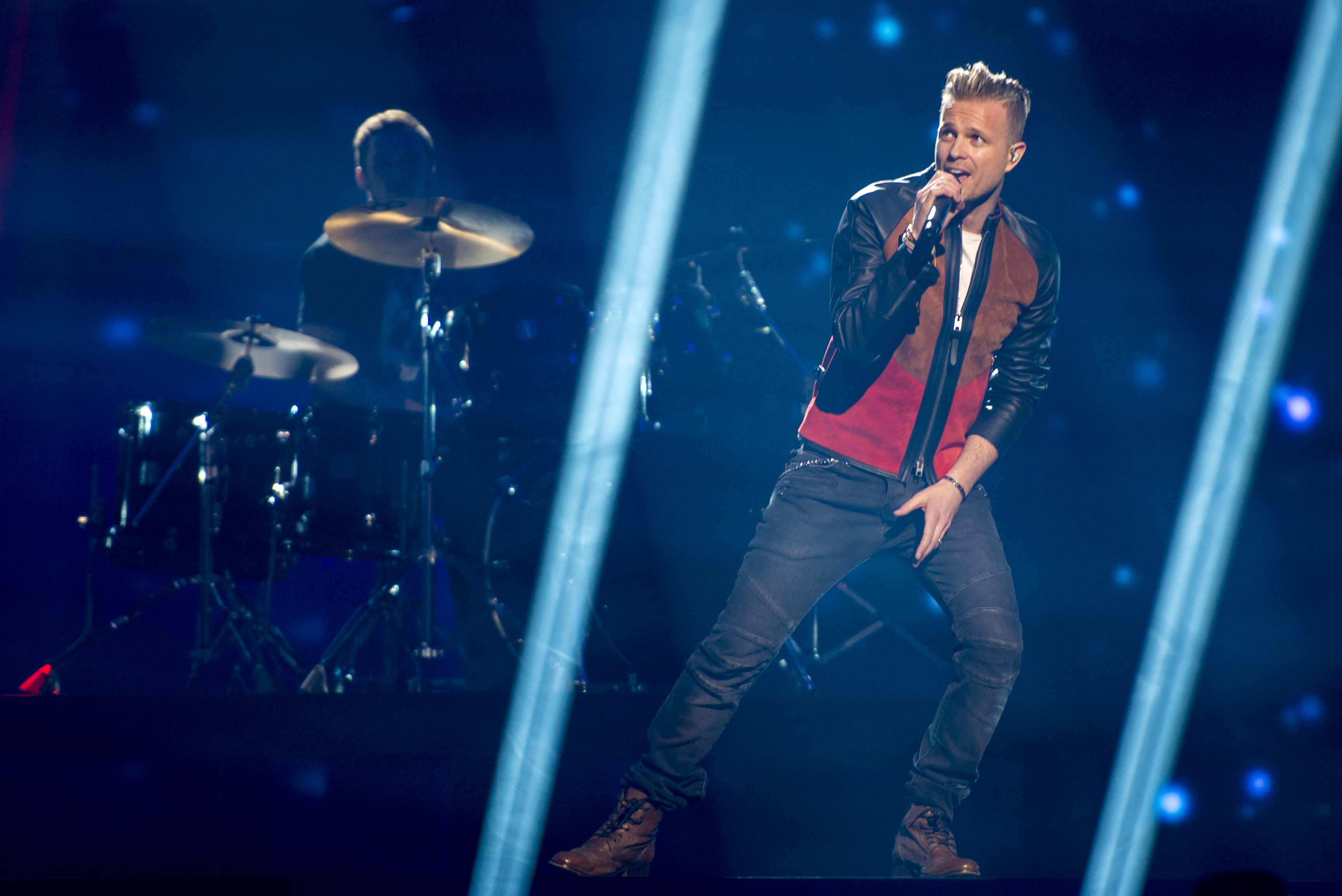
Nicky Byrne

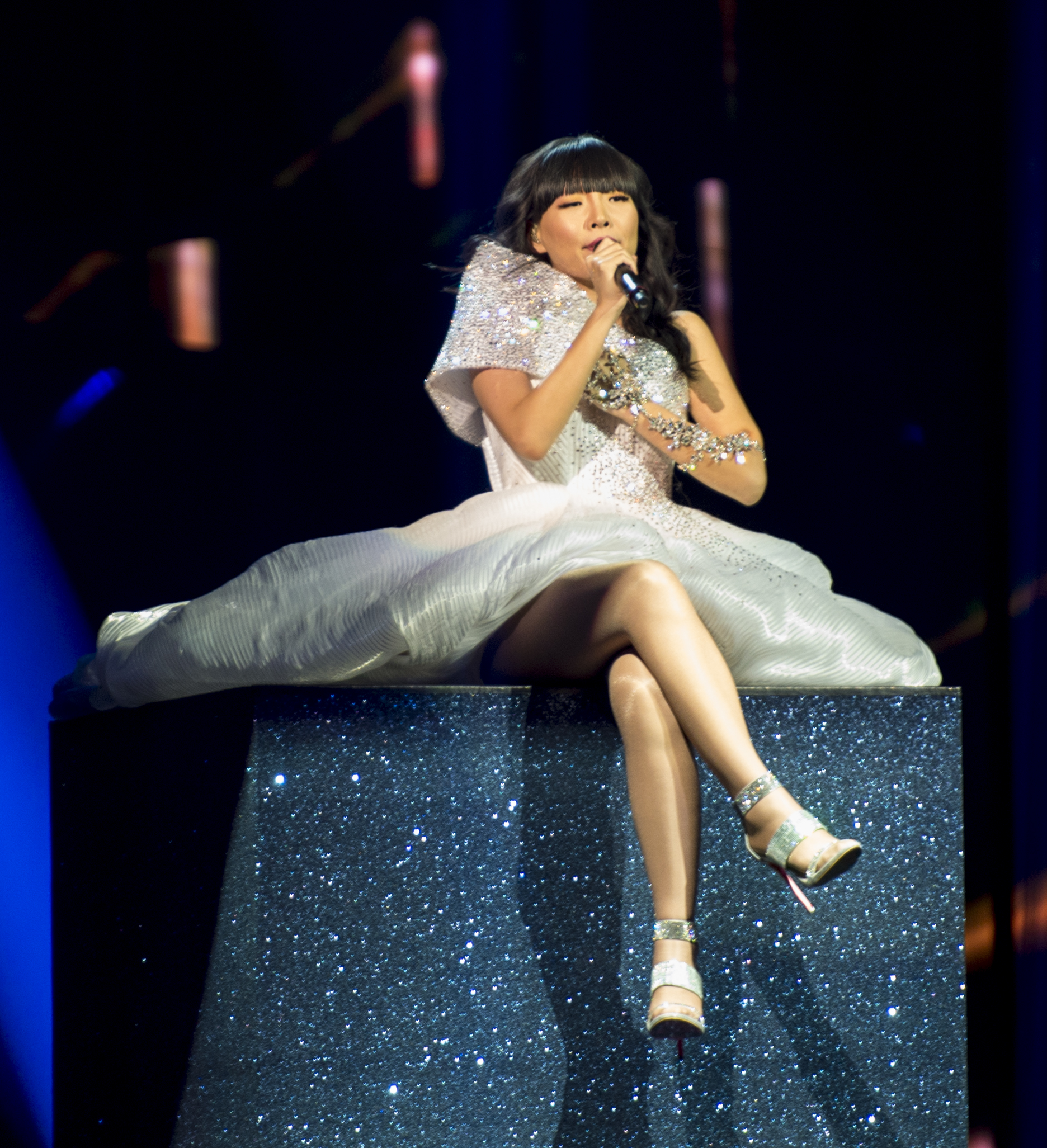
Dami Im

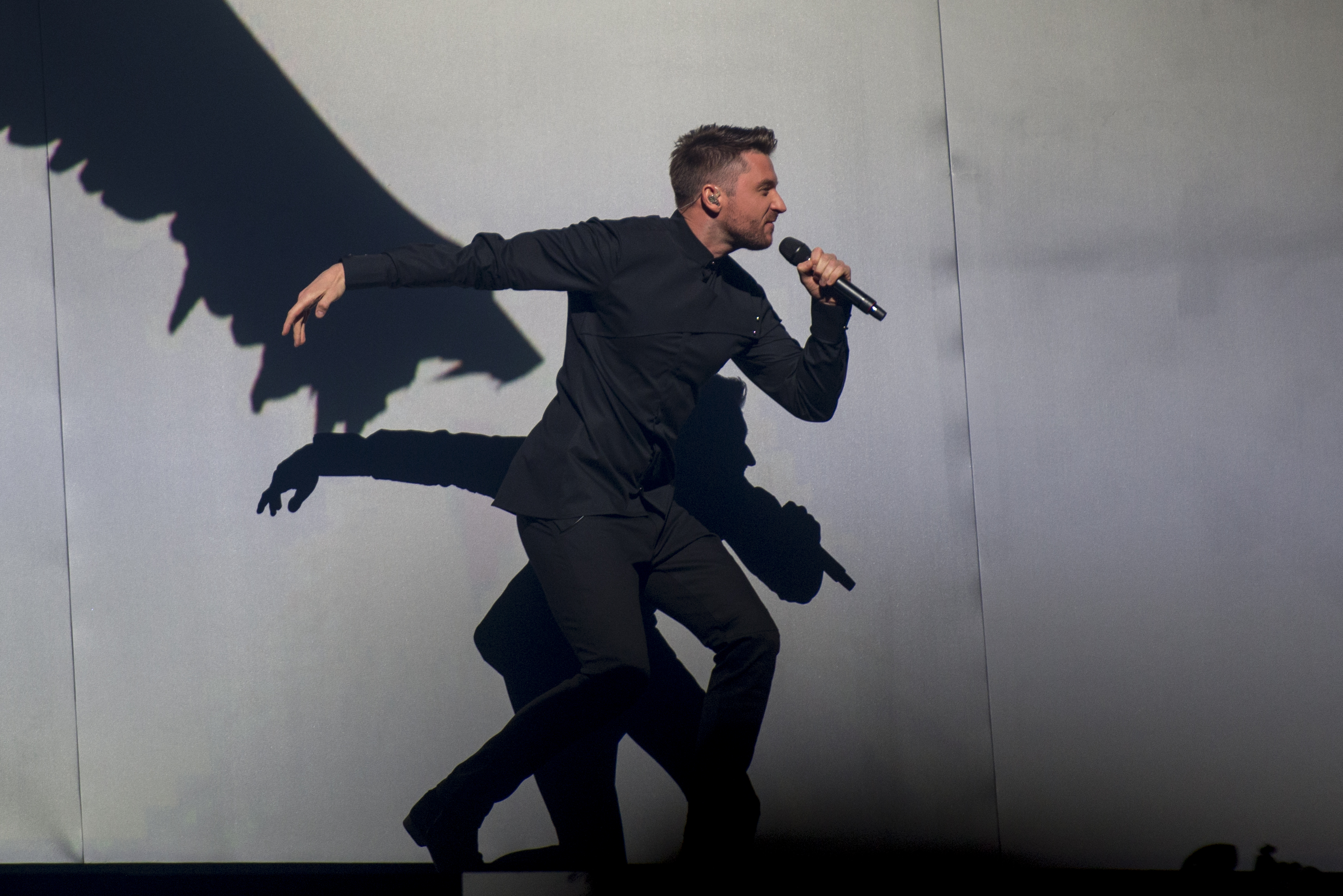
Sergey Lazarev

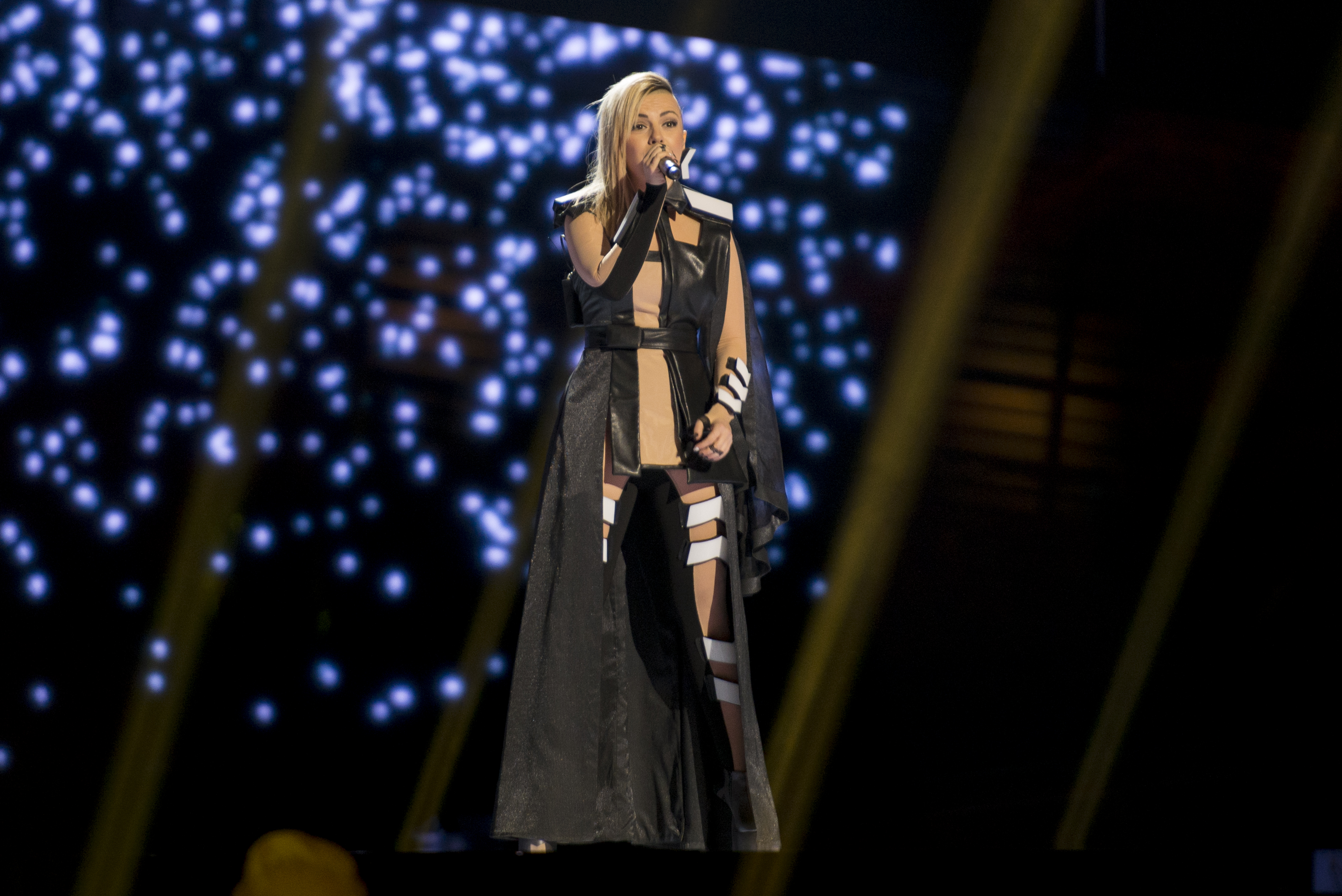
Poli Genova

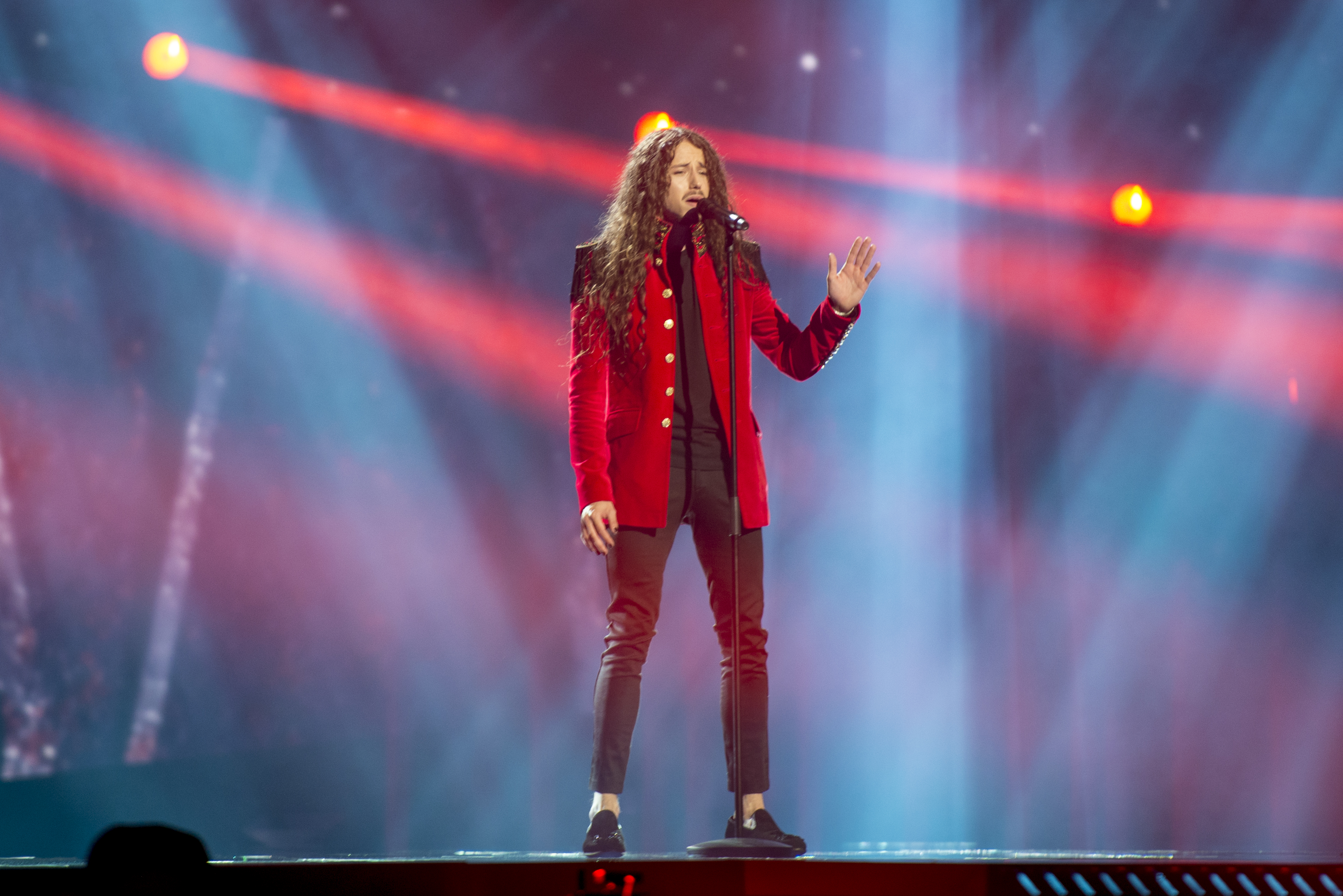
Michał Szpak

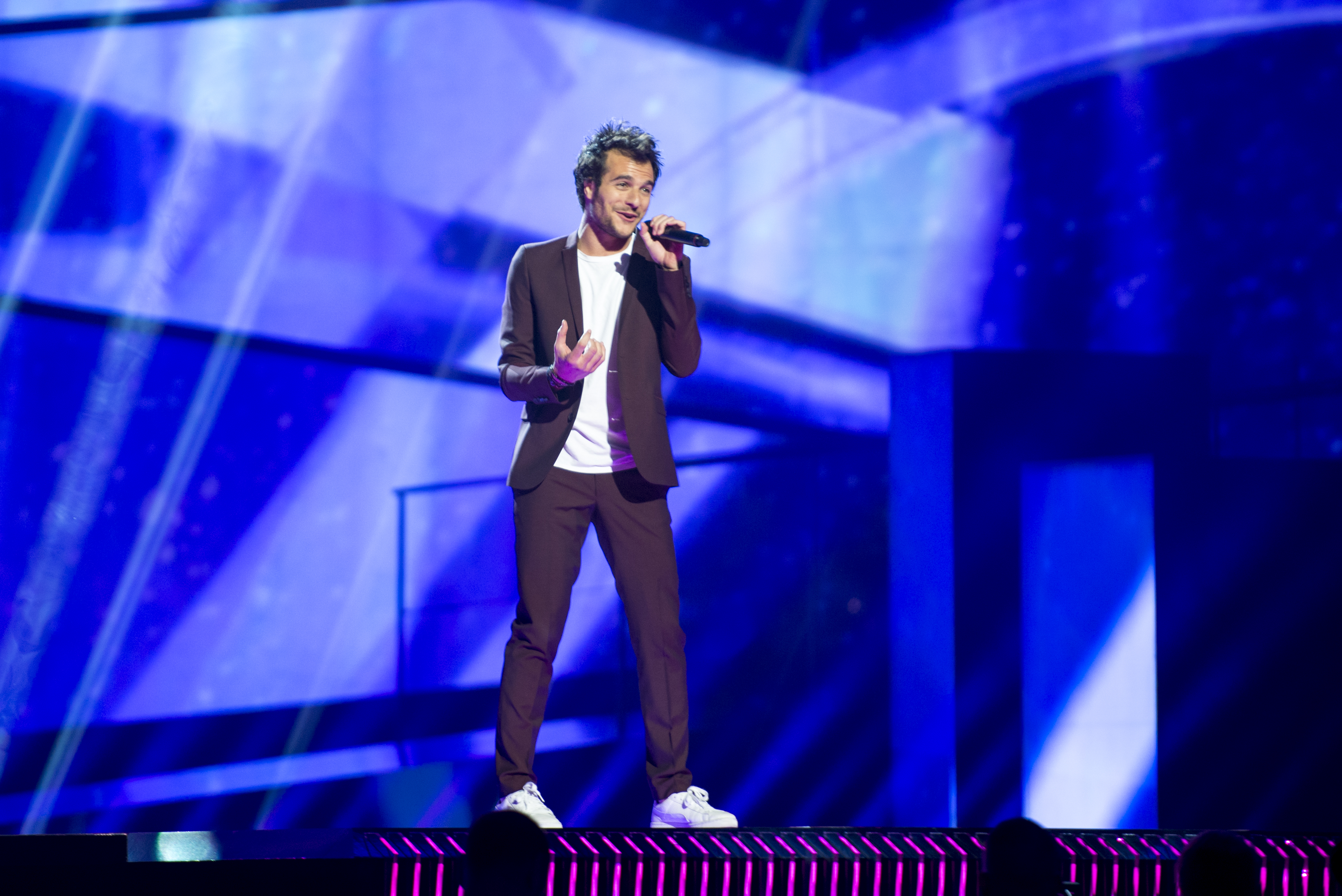
Amir

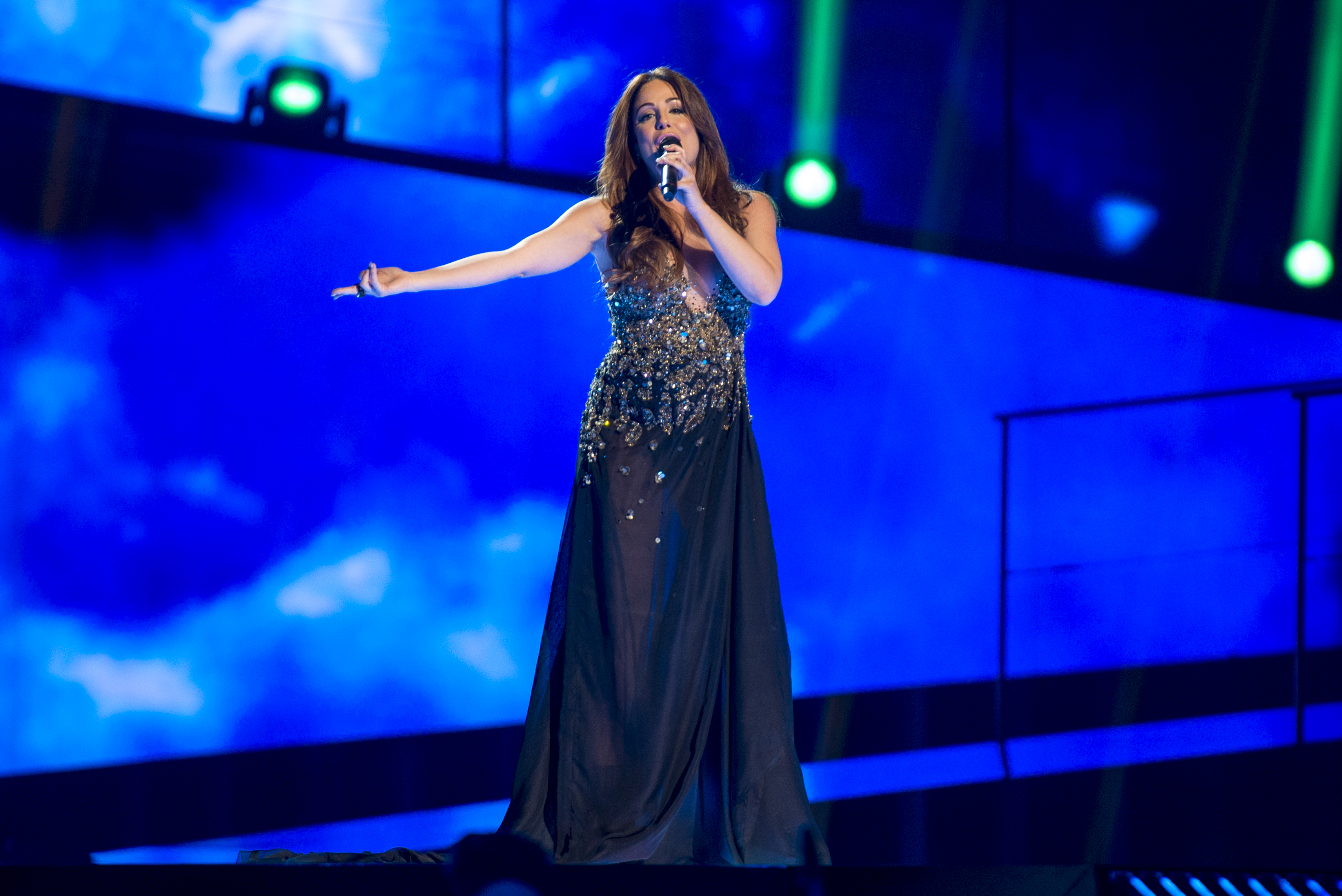
Ira Losco

| Helyezés | Zsűri szavazatok    | Zsűri szavazatok | Nézői szavazatok    | Nézői szavazatok |
| Helyezés | Ország              | Pontszám         | Ország              | Pontszám         |
| -------- | ------------------- | ---------------- | ------------------- | ---------------- |
| 1.       | Málta               | 155              | Oroszország         | 194              |
| 2.       | Oroszország         | 148              | Ausztria            | 133              |
| 3.       | Örményország        | 127              | Magyarország        | 119              |
| 4.       | Csehország          | 120              | Örményország        | 116              |
| 5.       | Hollandia           | 102              | Hollandia           | 95               |
| 6.       | Azerbajdzsán        | 92               | Ciprus              | 93               |
| 7.       | Horvátország        | 80               | Azerbajdzsán        | 93               |
| 8.       | Magyarország        | 78               | Bosznia-Hercegovina | 78               |
| 9.       | Ciprus              | 71               | Málta               | 54               |
| 10.      | Montenegró          | 46               | Horvátország        | 53               |
| 11.      | Ausztria            | 37               | San Marino          | 49               |
| 12.      | Finnország          | 35               | Csehország          | 41               |
| 13.      | Izland              | 27               | Izland              | 24               |
| 14.      | Bosznia-Hercegovina | 26               | Görögország         | 22               |
| 15.      | Moldova             | 24               | Finnország          | 16               |
| 16.      | Görögország         | 22               | Észtország          | 15               |
| 17.      | San Marino          | 19               | Montenegró          | 14               |
| 18.      | Észtország          | 9                | Moldova             | 9                |

### Magyarország zsűri és nézői szavazás eredményei
| Ország              | Zsűri szavazás                       | Zsűri szavazás                       | Zsűri szavazás                       | Zsűri szavazás                       | Zsűri szavazás                       | Zsűri szavazás                       | Zsűri szavazás                       | Nézői szavazás                       | Nézői szavazás                       |
| Ország              | Rakonczai V.                         | Frenreisz K.                         | Lotfi B.                             | Novák P.                             | Wolf K.                              | Helyezés                             | Pontszám                             | Helyezés                             | Pontszám                             |
| ------------------- | ------------------------------------ | ------------------------------------ | ------------------------------------ | ------------------------------------ | ------------------------------------ | ------------------------------------ | ------------------------------------ | ------------------------------------ | ------------------------------------ |
| Finnország          | 9.                                   | 8.                                   | 12.                                  | 4.                                   | 2.                                   | 7.                                   | 4                                    | 10.                                  | 1                                    |
| Görögország         | 12.                                  | 16.                                  | 13.                                  | 13.                                  | 6.                                   | 14.                                  |                                      | 16.                                  |                                      |
| Moldova             | 6.                                   | 12.                                  | 16.                                  | 16.                                  | 7.                                   | 13.                                  |                                      | 15.                                  |                                      |
| Magyarország        | Nem lehet a saját országra szavazni! | Nem lehet a saját országra szavazni! | Nem lehet a saját országra szavazni! | Nem lehet a saját országra szavazni! | Nem lehet a saját országra szavazni! | Nem lehet a saját országra szavazni! | Nem lehet a saját országra szavazni! | Nem lehet a saját országra szavazni! | Nem lehet a saját országra szavazni! |
| Horvátország        | 5.                                   | 9.                                   | 8.                                   | 6.                                   | 11.                                  | 8.                                   | 3                                    | 12.                                  |                                      |
| Hollandia           | 7.                                   | 4.                                   | 7.                                   | 8.                                   | 8.                                   | 5.                                   | 6                                    | 5.                                   | 6                                    |
| Örményország        | 8.                                   | 2.                                   | 9.                                   | 3.                                   | 12.                                  | 6.                                   | 5                                    | 9.                                   | 2                                    |
| San Marino          | 17.                                  | 17.                                  | 17.                                  | 17.                                  | 17.                                  | 17.                                  |                                      | 6.                                   | 5                                    |
| Oroszország         | 4.                                   | 3.                                   | 5.                                   | 2.                                   | 5.                                   | 2.                                   | 10                                   | 2.                                   | 10                                   |
| Csehország          | 3.                                   | 5.                                   | 4.                                   | 7.                                   | 1.                                   | 3.                                   | 8                                    | 8.                                   | 3                                    |
| Ciprus              | 10.                                  | 7.                                   | 6.                                   | 14.                                  | 13.                                  | 9.                                   | 2                                    | 4.                                   | 7                                    |
| Ausztria            | 15.                                  | 13.                                  | 15.                                  | 5.                                   | 9.                                   | 12.                                  |                                      | 3.                                   | 8                                    |
| Észtország          | 11.                                  | 15.                                  | 10.                                  | 12.                                  | 4.                                   | 11.                                  |                                      | 11.                                  |                                      |
| Azerbajdzsán        | 1.                                   | 6.                                   | 1.                                   | 11.                                  | 3.                                   | 4.                                   | 7                                    | 1.                                   | 12                                   |
| Montenegró          | 13.                                  | 14.                                  | 14.                                  | 15.                                  | 16.                                  | 16.                                  |                                      | 17.                                  |                                      |
| Izland              | 14.                                  | 10.                                  | 3.                                   | 10.                                  | 14.                                  | 10                                   | 1                                    | 13                                   |                                      |
| Bosznia-Hercegovina | 16.                                  | 11.                                  | 11.                                  | 9.                                   | 15.                                  | 15.                                  |                                      | 14.                                  |                                      |
| Málta               | 2.                                   | 1.                                   | 2.                                   | 1.                                   | 10.                                  | 1.                                   | 12                                   | 7.                                   | 4                                    |

## Második elődöntő

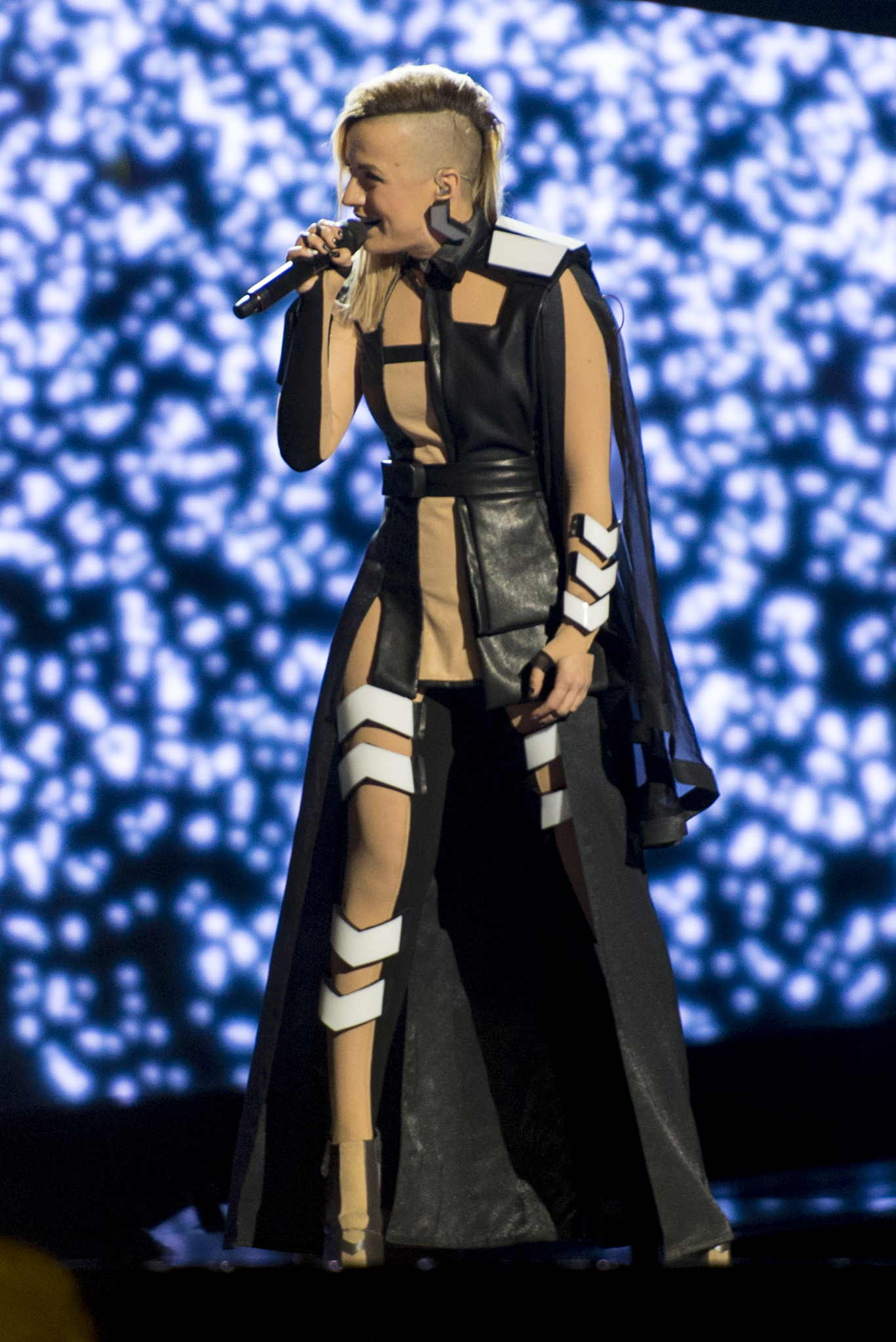
Poli Genova

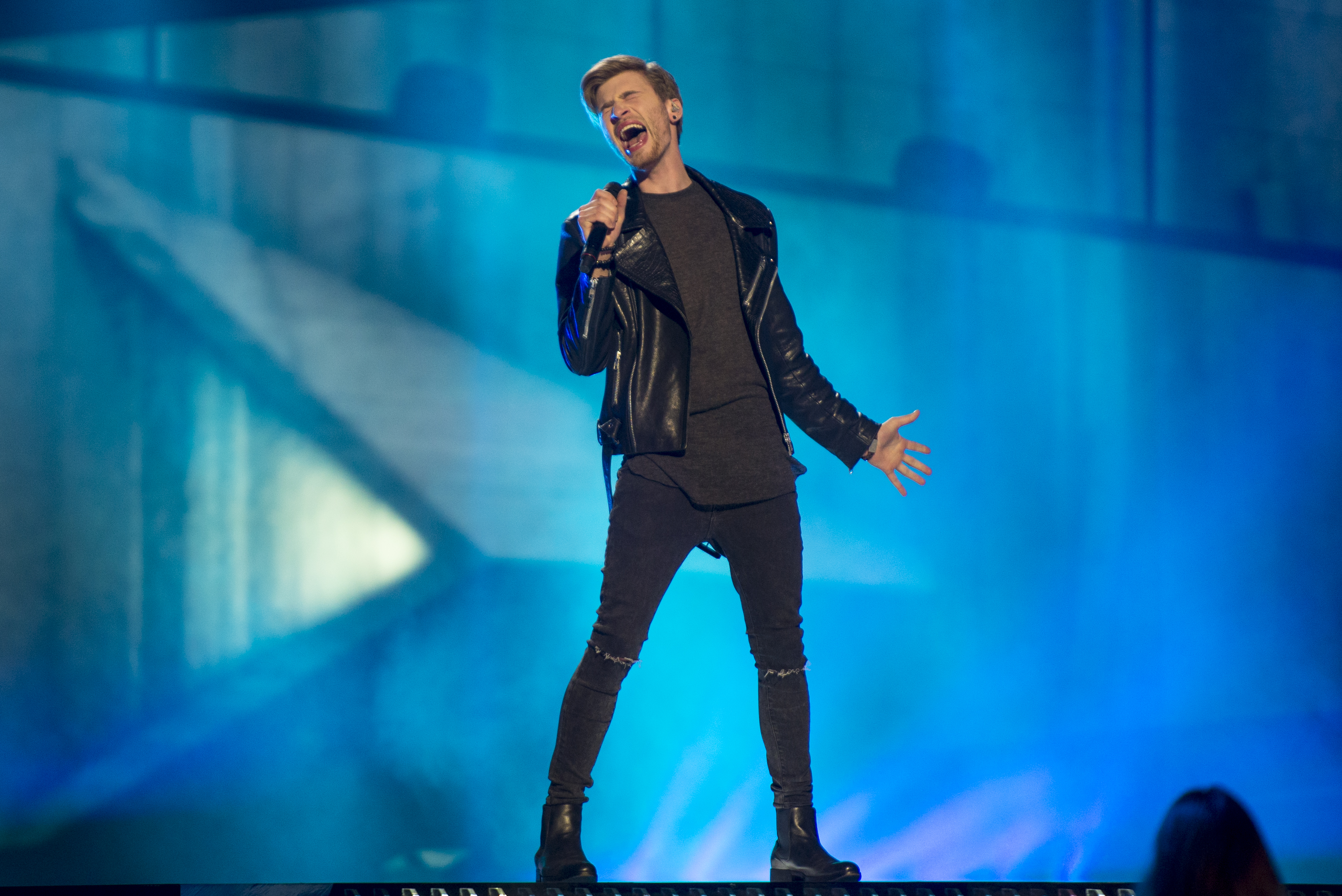
Justs

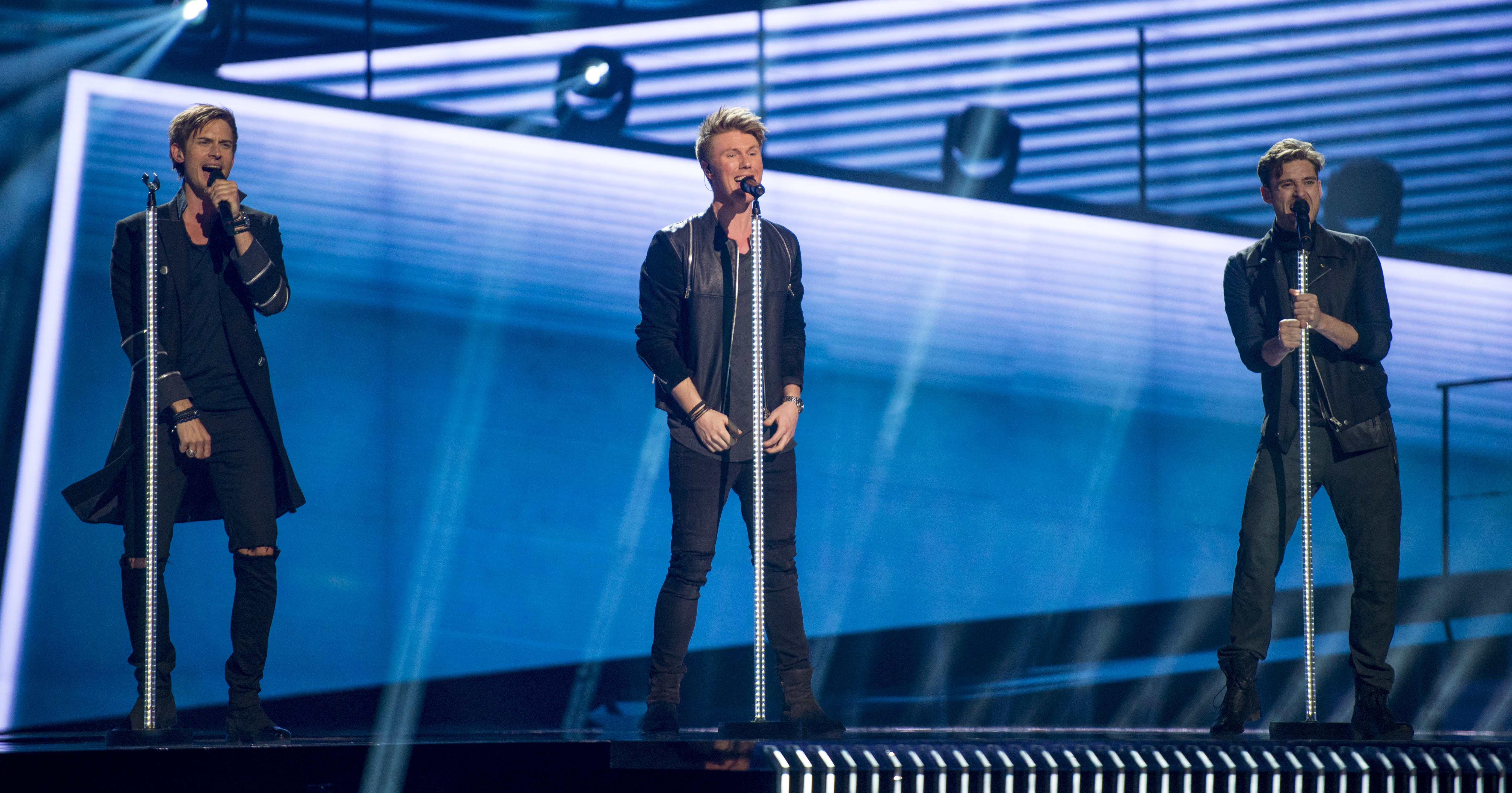
Lighthouse X

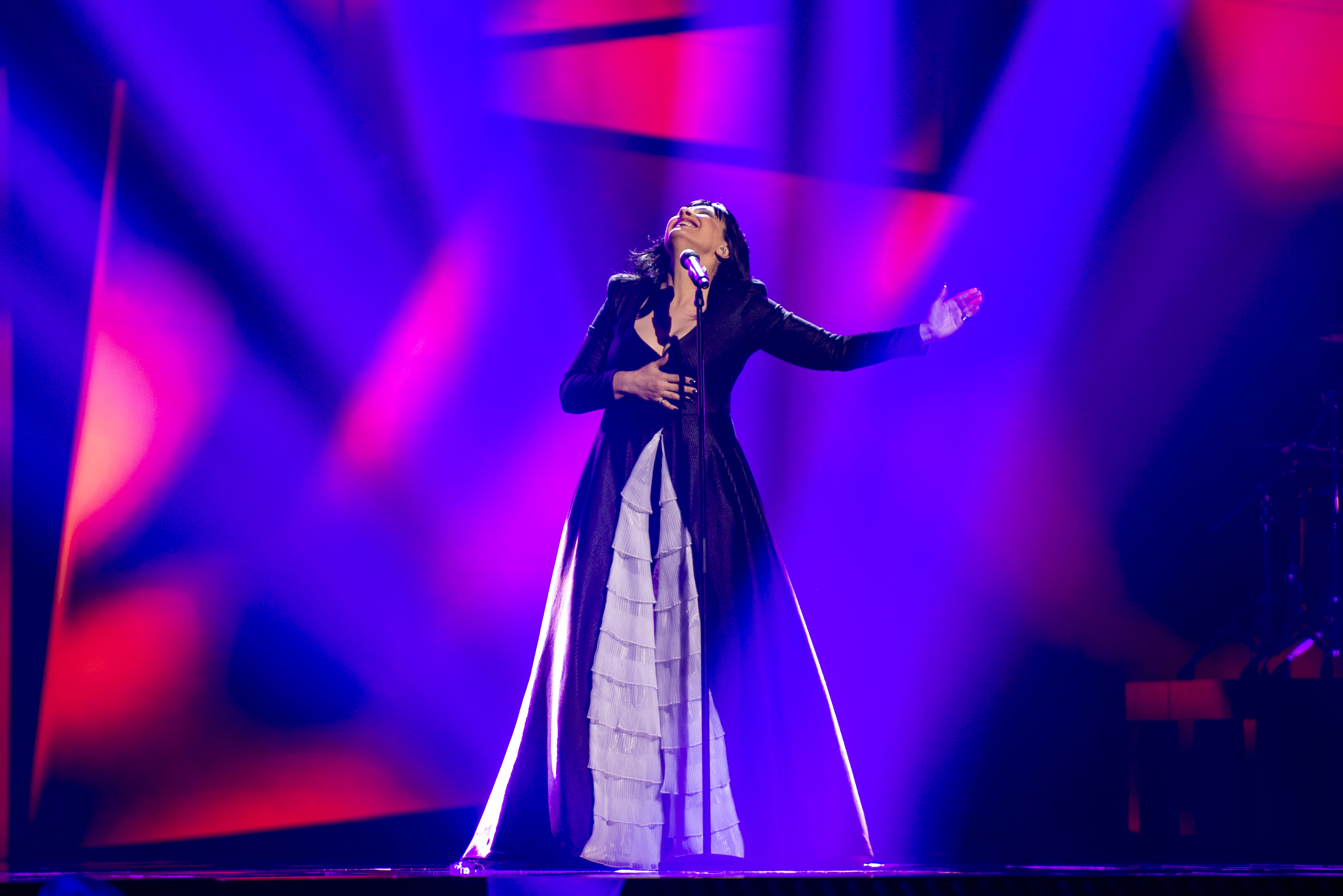
Kaliopi

A második elődöntőt május 12-én rendezték meg tizennyolc ország részvételével. Az egyes országok által kiosztott pontok telefonos szavazás, illetve szakmai zsűrik szavazatai alapján alakultak ki, mely alapján az első tíz helyezett jutott tovább a döntőbe. A részt vevő országokon kívül három automatikusan döntős ország – az  Egyesült Királyság,  Németország és  Olaszország – is szavazott a második elődöntőben, valamint a május 11-én tartott főpróbákon versenydalukat is előadták.
- A versenyre eredetileg nevező Románia a második elődöntő második felében, tizenkettedikként vett volna részt, de 2016. április 22-én a verseny szervezői visszaléptették a TVR közszolgálati televízió sorozatos tartozásai miatt az EBU felé. Az országot Ovidiu Anton képviselte volna a Moment of Silence című dallal.

| #  | Ország           | Előadó                                 | Dal                              | Helyezés | Pontszám |
| -- | ---------------- | -------------------------------------- | -------------------------------- | -------- | -------- |
| 01 | Lettország       | Justs                                  | Heartbeat                        | 8.       | 132      |
| 02 | Lengyelország    | Michał Szpak                           | Color of Your Life               | 6.       | 151      |
| 03 | Svájc            | Rykka                                  | The Last of Our Kind             | 18.      | 28       |
| 04 | Izrael           | Hovi Star                              | Made of Stars                    | 7.       | 147      |
| 05 | Fehéroroszország | Ivan                                   | Help You Fly                     | 12.      | 84       |
| 06 | Szerbia          | Sanja Vučić Zaa                        | Goodbye (Shelter)                | 10.      | 105      |
| 07 | Írország         | Nicky Byrne                            | Sunlight                         | 15.      | 46       |
| 08 | Macedónia        | Kaliopi                                | Dona                             | 11.      | 88       |
| 09 | Litvánia         | Donny Montell                          | I’ve Been Waiting for This Night | 4.       | 222      |
| 10 | Ausztrália       | Dami Im                                | Sound of Silence                 | 1.       | 330      |
| 11 | Szlovénia        | ManuElla                               | Blue and Red                     | 14.      | 57       |
| 12 | Bulgária         | Poli Genova                            | If Love Was a Crime              | 5.       | 220      |
| 13 | Dánia            | Lighthouse X                           | Soldiers of Love                 | 17.      | 34       |
| 14 | Ukrajna          | Jamala                                 | 1944                             | 2.       | 287      |
| 15 | Norvégia         | Agnete                                 | Icebreaker                       | 13.      | 63       |
| 16 | Grúzia           | Nika Kocharov & Young Georgian Lolitaz | Midnight Gold                    | 9.       | 123      |
| 17 | Albánia          | Eneda Tarifa                           | Fairytale                        | 16.      | 45       |
| 18 | Belgium          | Laura Tesoro                           | What’s the Pressure              | 3.       | 274      |

### Ponttáblázat
| Ország           | Össz. | Szavazók   | Szavazók      | Szavazók | Szavazók | Szavazók         | Szavazók | Szavazók | Szavazók  | Szavazók | Szavazók   | Szavazók  | Szavazók | Szavazók | Szavazók | Szavazók | Szavazók | Szavazók | Szavazók | Szavazók    | Szavazók    | Szavazók           |
| Ország           | Össz. | Lettország | Lengyelország | Svájc    | Izrael   | Fehéroroszország | Szerbia  | Írország | Macedónia | Litvánia | Ausztrália | Szlovénia | Bulgária | Dánia    | Ukrajna  | Norvégia | Grúzia   | Albánia  | Belgium  | Németország | Olaszország | Egyesült Királyság |
| ---------------- | ----- | ---------- | ------------- | -------- | -------- | ---------------- | -------- | -------- | --------- | -------- | ---------- | --------- | -------- | -------- | -------- | -------- | -------- | -------- | -------- | ----------- | ----------- | ------------------ |
| Lettország       | 64    |            | 6             | 6        | 7        |                  |          | 4        | 2         | 7        |            | 10        |          | 3        | 6        | 2        | 5        | 1        |          | 5           |             |                    |
| Lengyelország    | 20    |            |               |          |          |                  | 1        |          |           | 3        |            | 3         |          |          | 1        | 4        | 3        | 2        |          |             | 3           |                    |
| Svájc            | 25    |            |               |          | 1        |                  |          | 5        |           |          | 1          | 7         |          | 2        |          |          | 7        |          | 1        | 1           |             |                    |
| Izrael           | 127   | 2          | 8             | 10       |          | 1                | 7        | 7        | 6         | 6        | 10         | 4         | 5        | 5        | 7        | 5        | 6        | 4        | 10       | 12          | 8           | 4                  |
| Fehéroroszország | 32    | 1          | 4             | 1        |          |                  |          | 1        |           |          | 6          | 2         | 6        |          | 5        |          |          |          |          | 2           |             | 3                  |
| Szerbia          | 55    | 5          | 1             | 3        |          | 5                |          |          | 12        |          | 3          |           | 8        |          | 3        |          |          | 8        | 2        |             | 5           |                    |
| Írország         | 15    |            |               |          | 2        |                  |          |          |           |          |            |           |          | 4        | 2        | 3        |          |          |          |             | 2           | 2                  |
| Macedónia        | 34    |            |               |          | 8        |                  | 12       |          |           |          | 2          |           |          |          |          |          |          | 12       |          |             |             |                    |
| Litvánia         | 104   | 12         | 3             | 8        | 4        | 10               | 5        | 3        | 5         |          | 7          | 1         | 3        | 10       | 8        | 8        | 1        |          | 3        | 3           | 1           | 8                  |
| Ausztrália       | 188   | 8          | 10            | 12       | 12       | 8                | 4        | 6        | 4         | 12       |            | 5         | 12       | 12       | 12       | 12       | 8        | 10       | 12       | 7           | 12          | 10                 |
| Szlovénia        | 45    | 3          |               |          |          |                  | 6        | 8        | 7         | 1        | 4          |           | 1        |          |          |          |          | 6        | 7        |             | 6           |                    |
| Bulgária         | 98    | 7          | 5             | 4        | 3        | 4                | 2        | 10       | 8         | 2        | 8          | 6         |          | 7        |          | 10       |          | 7        | 6        | 4           |             | 5                  |
| Dánia            | 10    |            |               |          |          | 3                |          |          |           |          |            |           |          |          |          |          | 4        | 3        |          |             |             |                    |
| Ukrajna          | 132   | 10         | 12            | 5        | 10       | 7                | 10       |          | 10        | 8        |            | 8         | 4        | 1        |          | 6        | 12       | 5        | 5        | 6           | 10          | 6                  |
| Norvégia         | 29    |            |               | 2        |          | 6                |          |          |           | 4        | 5          |           |          | 6        |          |          | 1        |          | 4        |             |             | 1                  |
| Grúzia           | 84    | 6          | 7             |          | 5        | 2                | 3        | 1        | 1         | 10       |            |           | 7        |          | 4        | 1        |          |          | 8        | 10          | 7           | 12                 |
| Albánia          | 10    |            |               |          |          |                  | 8        |          |           |          |            |           | 2        |          |          |          |          |          |          |             |             |                    |
| Belgium          | 139   | 4          | 2             | 7        | 6        | 12               |          | 12       | 3         | 5        | 12         | 12        | 10       | 8        | 10       | 7        | 10       |          |          | 8           | 4           | 7                  |

| Ország           | Össz. | Szavazók   | Szavazók      | Szavazók | Szavazók | Szavazók         | Szavazók | Szavazók | Szavazók  | Szavazók | Szavazók   | Szavazók  | Szavazók | Szavazók | Szavazók | Szavazók | Szavazók | Szavazók | Szavazók | Szavazók    | Szavazók    | Szavazók           |
| Ország           | Össz. | Lettország | Lengyelország | Svájc    | Izrael   | Fehéroroszország | Szerbia  | Írország | Macedónia | Litvánia | Ausztrália | Szlovénia | Bulgária | Dánia    | Ukrajna  | Norvégia | Grúzia   | Albánia  | Belgium  | Németország | Olaszország | Egyesült Királyság |
| ---------------- | ----- | ---------- | ------------- | -------- | -------- | ---------------- | -------- | -------- | --------- | -------- | ---------- | --------- | -------- | -------- | -------- | -------- | -------- | -------- | -------- | ----------- | ----------- | ------------------ |
| Lettország       | 68    |            | 5             |          |          | 5                |          | 7        | 7         | 12       | 5          |           |          | 2        | 3        | 3        | 8        |          | 3        | 3           |             | 5                  |
| Lengyelország    | 131   | 4          |               | 7        | 6        | 6                | 1        | 10       | 1         | 7        |            | 4         | 6        | 6        | 12       | 10       | 7        |          | 12       | 12          | 10          | 10                 |
| Svájc            | 3     |            |               |          |          |                  |          |          |           |          |            |           |          |          |          |          |          | 3        |          |             |             |                    |
| Izrael           | 20    |            |               |          |          | 1                |          | 2        |           |          | 6          |           | 2        |          | 2        | 1        | 1        |          | 1        | 2           |             | 2                  |
| Fehéroroszország | 52    | 7          | 8             |          | 3        |                  | 5        | 2        |           | 6        |            |           | 4        | 1        | 10       |          | 6        |          |          |             | 1           |                    |
| Szerbia          | 50    |            |               | 12       |          |                  |          |          | 10        |          | 2          | 12        | 5        |          |          |          | 2        |          |          | 1           | 6           |                    |
| Írország         | 31    | 1          | 2             | 2        | 1        |                  |          |          |           | 1        | 7          |           |          | 4        |          | 2        |          |          | 4        |             |             | 7                  |
| Macedónia        | 54    |            |               | 4        | 2        |                  | 12       |          |           |          | 4          | 10        | 8        |          |          |          |          | 12       |          |             | 2           |                    |
| Litvánia         | 118   | 10         | 3             |          | 5        | 10               |          | 12       |           |          | 8          |           | 3        | 7        | 6        | 12       | 10       | 4        | 8        | 4           | 4           | 12                 |
| Ausztrália       | 142   | 8          | 10            | 6        | 12       | 7                | 7        | 8        | 4         | 5        |            | 6         | 7        | 8        | 7        | 8        | 4        | 6        | 10       | 10          | 3           | 6                  |
| Szlovénia        | 8     |            |               |          |          |                  | 4        |          | 3         |          |            |           |          |          |          |          |          | 1        |          |             |             |                    |
| Bulgária         | 122   | 3          | 4             | 3        | 10       | 8                | 8        | 5        | 8         | 3        | 10         | 5         |          | 3        | 5        | 6        | 5        | 7        | 7        | 7           | 7           | 8                  |
| Dánia            | 24    | 2          | 1             | 1        | 4        |                  |          | 3        |           |          | 1          |           |          |          |          | 5        |          | 2        | 5        |             |             |                    |
| Ukrajna          | 152   | 12         | 12            | 5        | 7        | 12               | 6        | 4        | 6         | 10       | 3          | 8         | 12       | 5        |          | 4        | 12       | 5        | 6        | 8           | 12          | 3                  |
| Norvégia         | 34    |            |               |          |          | 3                | 3        |          | 2         | 2        |            | 2         | 1        | 10       | 1        |          |          | 10       |          |             |             |                    |
| Grúzia           | 39    | 5          | 7             |          |          | 2                | 2        |          |           | 8        |            | 1         |          |          | 8        |          |          |          |          | 5           |             | 1                  |
| Albánia          | 35    |            |               | 10       |          |                  |          |          | 12        |          |            | 3         |          |          |          |          |          |          | 2        |             | 8           |                    |
| Belgium          | 135   | 6          | 6             | 8        | 8        | 4                | 10       | 6        | 5         | 4        | 12         | 7         | 10       | 12       | 3        | 7        | 4        | 8        |          | 6           | 5           | 4                  |

A sorok és az oszlopok a fellépés sorrendjében vannak rendezve. Az utolsó három oszlopban a második elődöntőben szavazó automatikus döntősök találhatók meg.

### 12 pontos országok
| Darab | Jutalmazott ország | Szavazó ország                                                                    |
| ----- | ------------------ | --------------------------------------------------------------------------------- |
| 9     | Ausztrália         | Belgium, Bulgária, Dánia, Izrael, Olaszország, Litvánia, Norvégia, Svájc, Ukrajna |
| 4     | Belgium            | Ausztrália, Fehéroroszország, Írország, Szlovénia                                 |
| 2     | Macedónia          | Albánia, Szerbia                                                                  |
| 2     | Ukrajna            | Grúzia, Lengyelország                                                             |
| 1     | Grúzia             | Egyesült Királyság                                                                |
| 1     | Izrael             | Németország                                                                       |
| 1     | Litvánia           | Lettország                                                                        |
| 1     | Szerbia            | Macedónia                                                                         |

| Darab | Jutalmazott ország | Szavazó ország                                                             |
| ----- | ------------------ | -------------------------------------------------------------------------- |
| 6     | Ukrajna            | Fehéroroszország, Bulgária, Grúzia, Olaszország, Lettország, Lengyelország |
| 3     | Lengyelország      | Belgium, Németország, Ukrajna                                              |
| 3     | Litvánia           | Írország, Norvégia, Egyesült Királyság                                     |
| 2     | Belgium            | Ausztrália, Dánia                                                          |
| 2     | Macedónia          | Albánia, Szerbia                                                           |
| 2     | Szerbia            | Szlovénia, Svájc                                                           |
| 1     | Albánia            | Macedónia                                                                  |
| 1     | Ausztrália         | Izrael                                                                     |
| 1     | Lettország         | Litvánia                                                                   |

### Zsűri és nézői szavazás külön
| Helyezés | Zsűri szavazatok | Zsűri szavazatok | Nézői szavazatok | Nézői szavazatok |
| Helyezés | Ország           | Pontszám         | Ország           | Pontszám         |
| -------- | ---------------- | ---------------- | ---------------- | ---------------- |
| 1.       | Ausztrália       | 188              | Ukrajna          | 152              |
| 2.       | Belgium          | 139              | Ausztrália       | 142              |
| 3.       | Ukrajna          | 135              | Belgium          | 135              |
| 4.       | Izrael           | 127              | Lengyelország    | 131              |
| 5.       | Litvánia         | 104              | Bulgária         | 122              |
| 6.       | Bulgária         | 98               | Litvánia         | 118              |
| 7.       | Grúzia           | 84               | Lettország       | 68               |
| 8.       | Lettország       | 64               | Macedónia        | 54               |
| 9.       | Szerbia          | 55               | Fehéroroszország | 52               |
| 10.      | Szlovénia        | 49               | Szerbia          | 50               |
| 11.      | Macedónia        | 34               | Grúzia           | 39               |
| 12.      | Fehéroroszország | 32               | Albánia          | 35               |
| 13.      | Norvégia         | 29               | Norvégia         | 34               |
| 14.      | Svájc            | 25               | Írország         | 31               |
| 15.      | Lengyelország    | 20               | Dánia            | 24               |
| 16.      | Írország         | 15               | Izrael           | 20               |
| 17.      | Dánia            | 10               | Szlovénia        | 8                |
| 18.      | Albánia          | 10               | Svájc            | 3                |

## Döntő

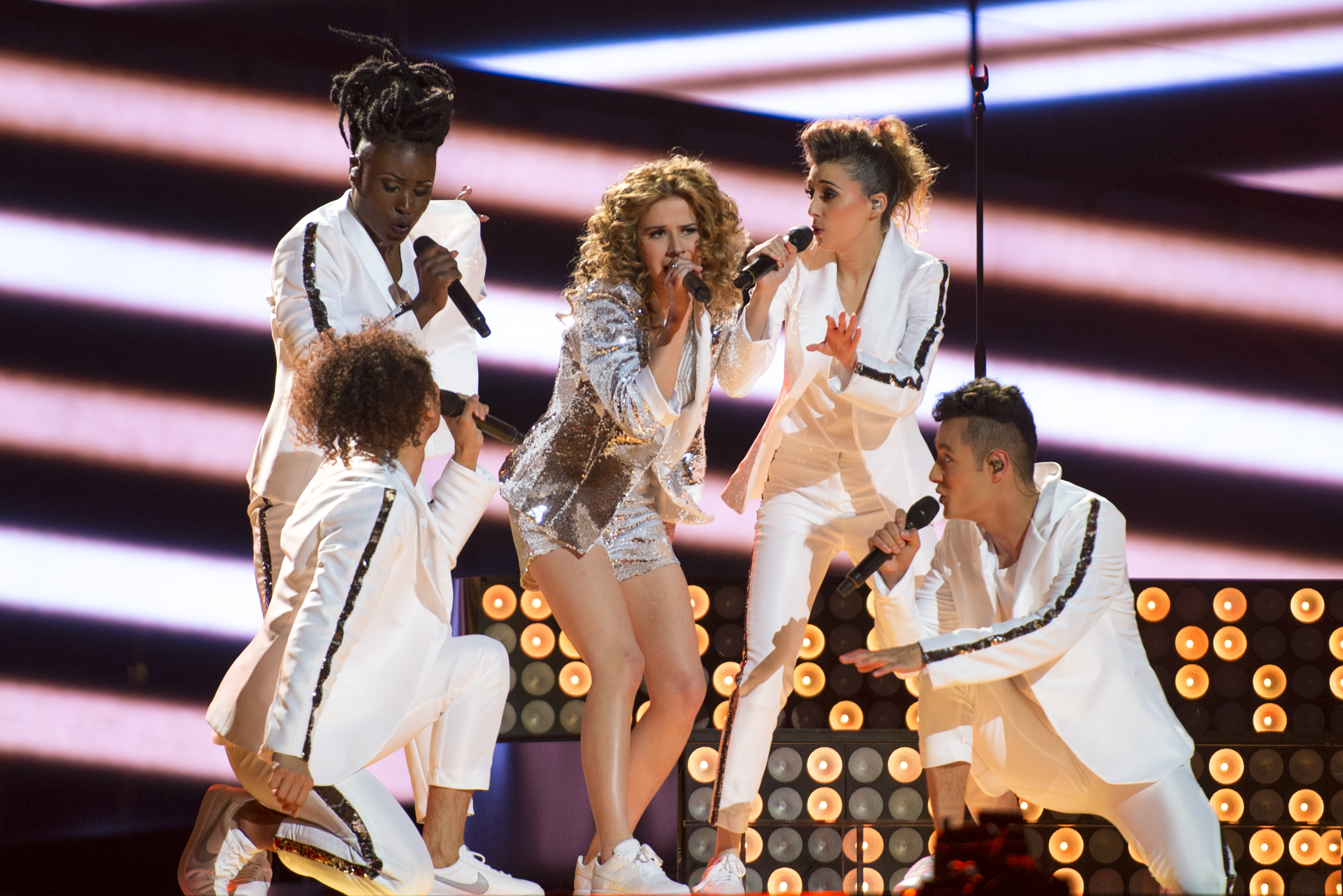
Laura Tesero

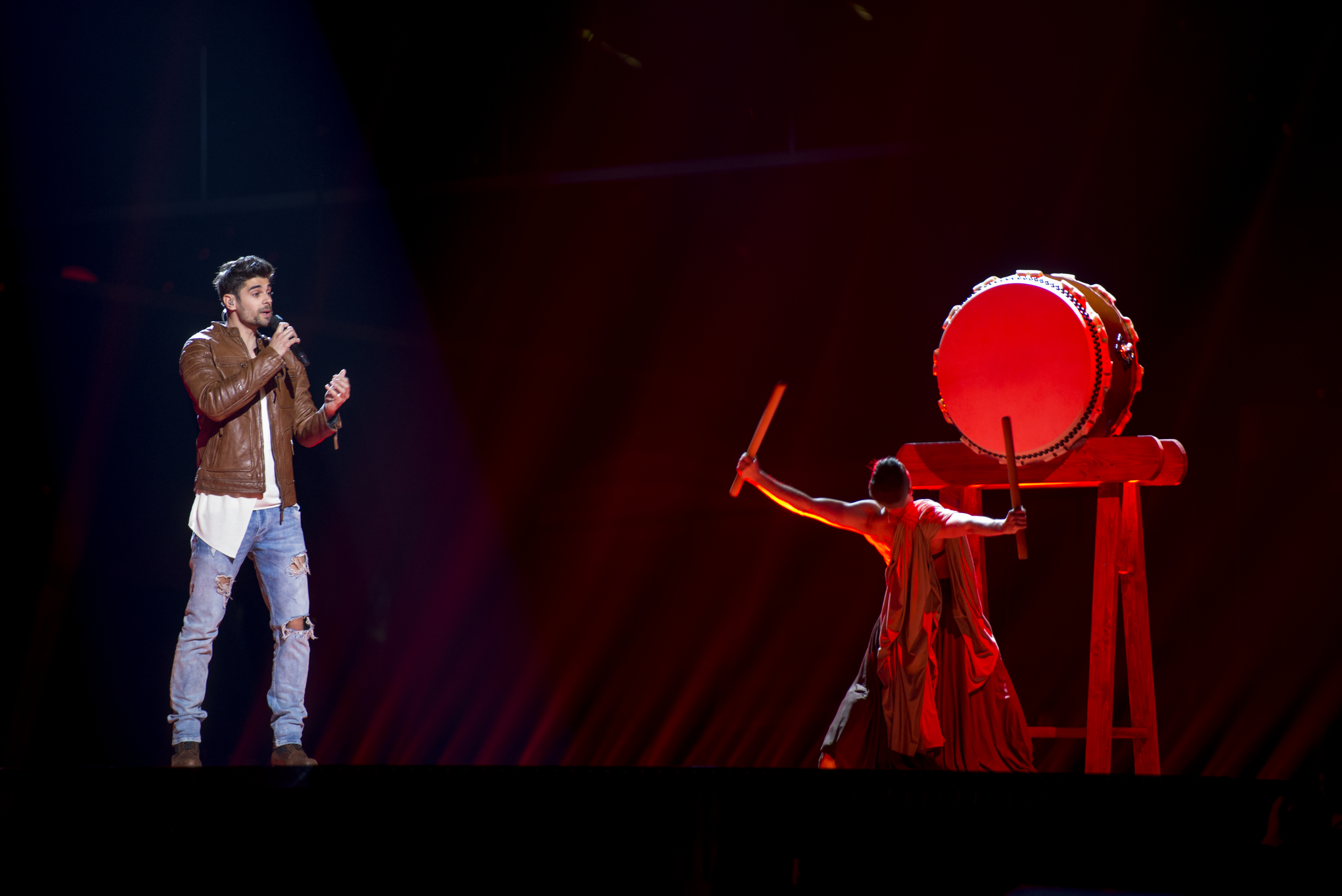
Freddie

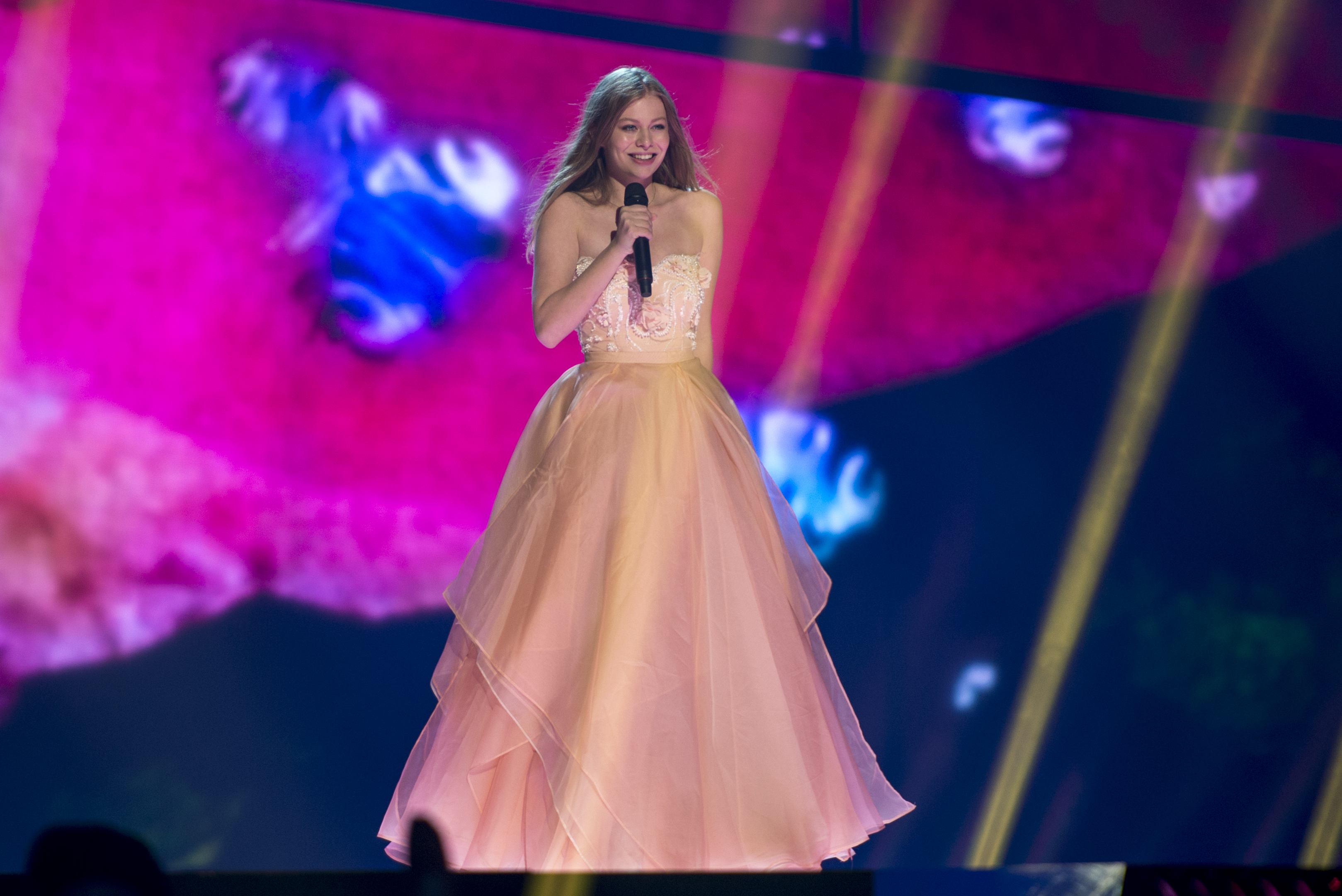
ZOË

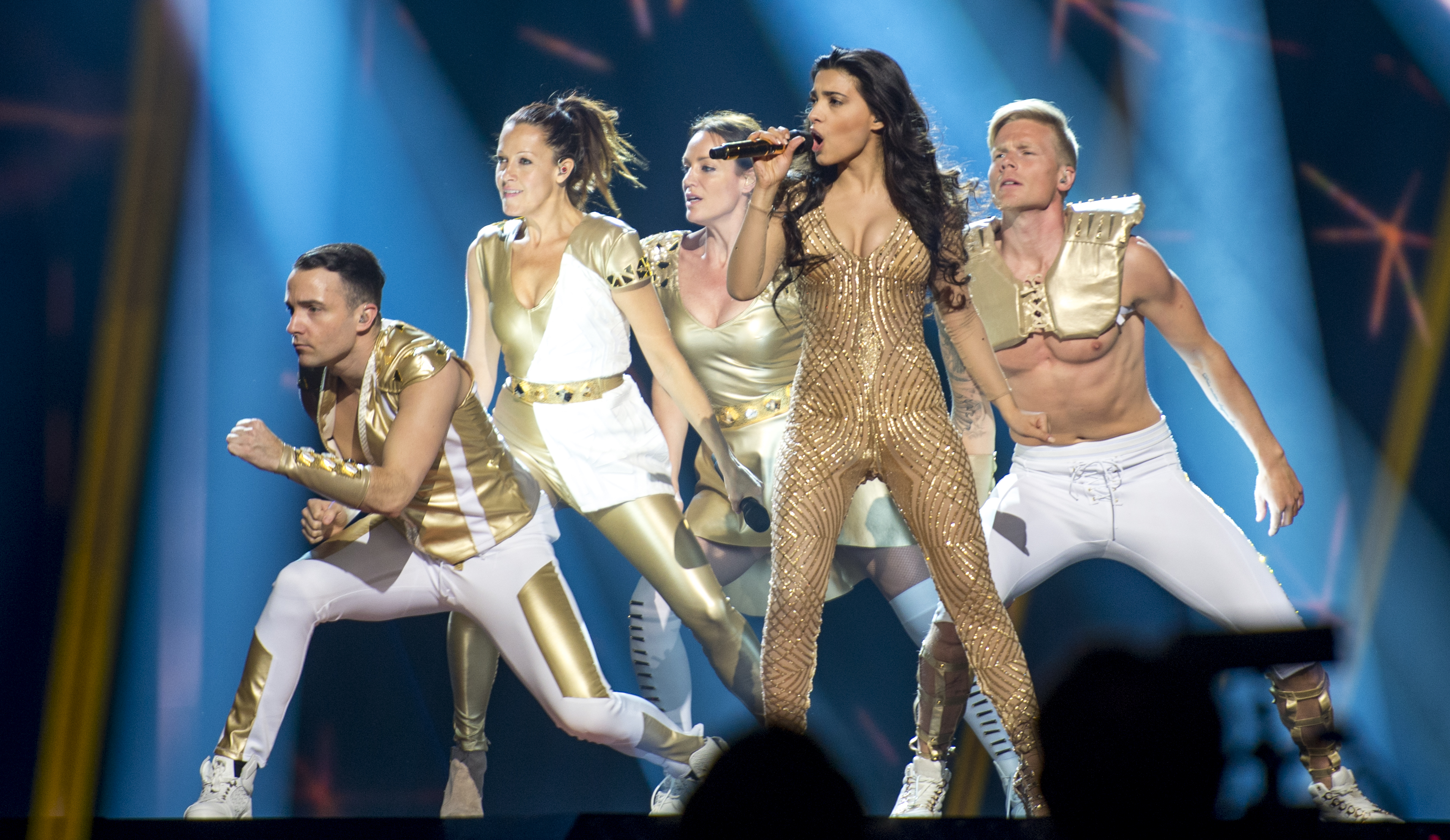
Samra

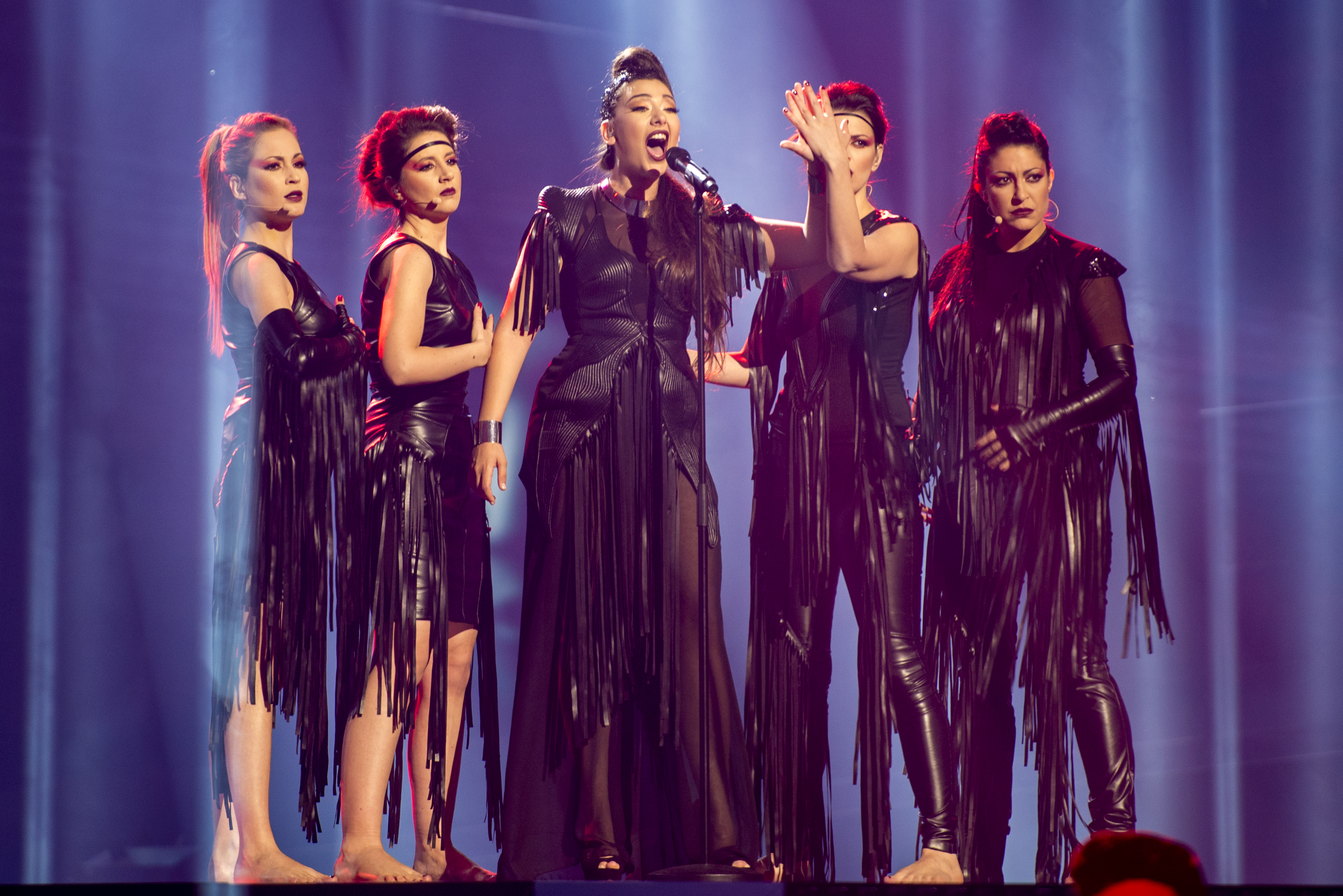
Sanja Vučić

A döntőt május 14-én rendezik meg huszonhat ország részvételével. A mezőnyt a következő országok alkotják:
- Az első elődöntő első tíz helyezettje:  Oroszország,  Örményország,  Málta,  Magyarország,  Hollandia,  Azerbajdzsán,  Ausztria,  Ciprus,  Csehország,  Horvátország
- A második elődöntő első tíz helyezettje:  Ausztrália,  Ukrajna,  Belgium,  Litvánia,  Bulgária,  Lengyelország,  Izrael,  Lettország,  Grúzia,  Szerbia
- A házigazda ország, egyben az előző év győztese:  Svédország
- Az automatikusan döntős „Öt Nagy” ország:  Egyesült Királyság,  Franciaország,  Németország,  Olaszország,  Spanyolország

| #  | Ország             | Előadó                                 | Dal                              | Helyezés | Pontszám |
| -- | ------------------ | -------------------------------------- | -------------------------------- | -------- | -------- |
| 01 | Belgium            | Laura Tesoro                           | What’s the Pressure              | 10.      | 181      |
| 02 | Csehország         | Gabriela Gunčíková                     | I Stand                          | 25.      | 41       |
| 03 | Hollandia          | Douwe Bob                              | Slow Down                        | 11.      | 153      |
| 04 | Azerbajdzsán       | Samra                                  | Miracle                          | 17.      | 117      |
| 05 | Magyarország       | Freddie                                | Pioneer                          | 19.      | 108      |
| 06 | Olaszország        | Francesca Michielin                    | No Degree of Separation          | 16.      | 124      |
| 07 | Izrael             | Hovi Star                              | Made of Stars                    | 14.      | 135      |
| 08 | Bulgária           | Poli Genova                            | If Love Was a Crime              | 4.       | 307      |
| 09 | Svédország         | Frans                                  | If I Were Sorry                  | 5.       | 261      |
| 10 | Németország        | Jamie-Lee                              | Ghost                            | 26.      | 11       |
| 11 | Franciaország      | Amir                                   | J’ai cherché                     | 6.       | 257      |
| 12 | Lengyelország      | Michał Szpak                           | Color of Your Life               | 8.       | 229      |
| 13 | Ausztrália         | Dami Im                                | Sound of Silence                 | 2.       | 511      |
| 14 | Ciprus             | Minus One                              | Alter Ego                        | 21.      | 96       |
| 15 | Szerbia            | Sanja Vučić Zaa                        | Goodbye (Shelter)                | 18.      | 115      |
| 16 | Litvánia           | Donny Montell                          | I’ve Been Waiting for This Night | 9.       | 200      |
| 17 | Horvátország       | Nina Kraljić                           | Lighthouse                       | 23.      | 73       |
| 18 | Oroszország        | Sergey Lazarev                         | You Are the Only One             | 3.       | 491      |
| 19 | Spanyolország      | Barei                                  | Say Yay!                         | 22.      | 77       |
| 20 | Lettország         | Justs                                  | Heartbeat                        | 15.      | 132      |
| 21 | Ukrajna            | Jamala                                 | 1944                             | 1.       | 534      |
| 22 | Málta              | Ira Losco                              | Walk on Water                    | 12.      | 153      |
| 23 | Grúzia             | Nika Kocharov & Young Georgian Lolitaz | Midnight Gold                    | 20.      | 104      |
| 24 | Ausztria           | Zoë                                    | Loin d’ici                       | 13.      | 151      |
| 25 | Egyesült Királyság | Joe & Jake                             | You’re Not Alone                 | 24.      | 62       |
| 26 | Örményország       | Iveta Mukuchyan                        | LoveWave                         | 7.       | 249      |

### Pontbejelentők
A szavazás sorrendjét a döntő napján, 2016. május 14-én jelentették be. A pontbejelentők között, a korábbi évekhez hasonlóan, több korábbi résztvevő is volt: a grúz Nina Sublati (2015), a svájci Sebalter (2014), a holland Trijntje Oosterhuis (2015), a fehérorosz Uzari (2015), a norvég Elisabeth Andreassen (1982 Svédország színeiben, 1985 győztes, 1994, 1996), a görög Constantinos Christoforou (1996, 2002, 2005 Ciprus színeiben), az ukrán (2007), a szlovén Marjetka Vovk (2015) és a montenegrói Danijel Alibabić (2005 Szerbia és Montenegró színeiben).
A szavazás sorrendje a döntőben a következőképpen alakult:
| 1. Ausztria – Kati Bellowitsch 2. Izland – Unnsteinn Manuel Stefánsson 3. Azerbajdzsán – Tural Asadov 4. San Marino – Irol MC 5. Csehország – Daniela Písařovicová 6. Írország – Sinéad Kennedy 7. Grúzia – Nina Sublatti 8. Bosznia-Hercegovina – Ivana Crnogorac 9. Málta – Ben Camille 10. Spanyolország – Jota Abril 11. Finnország – Jussi-Pekka Rantanen 12. Svájc – Sebalter 13. Dánia – Ulla Essendrop 14. Franciaország – Élodie Gossuin | 1. Moldova – Olivia Furtună 2. Örményország – Arman Margarjan 3. Ciprus – Lukász Hamátszosz 4. Bulgária – Anna Angelova 5. Hollandia – Trijntje Oosterhuis 6. Lettország – Toms Grēviņš 7. Izrael – Ofer Nachshon 8. Fehéroroszország – Uzari 9. Németország – Barbara Schöneberger 10. Oroszország – Nyusha 11. Norvégia – Elisabeth Andreassen 12. Ausztrália – Lee Lin Chin 13. Belgium – Umesh Vangaver 14. Egyesült Királyság – Richard Osman | 1. Horvátország – Nevena Rendeli 2. Görögország – Constantinos Christoforou 3. Litvánia – Ugnė Galadauskaitė 4. Szerbia – Dragana Kosjerina 5. Macedónia – Dijana Gogova 6. Albánia – Andri Xhahu 7. Észtország – Daniel Levi 8. Ukrajna – Verka Serduchka 9. Olaszország – Claudia Andreatti 10. Lengyelország – Anna Popek 11. Szlovénia – Marjetka Vovk 12. Magyarország – Tatár Csilla 13. Montenegró – Danijel Alibabić 14. Svédország – Gina Dirawi |

### Ponttáblázat

#### Zsűri szavazás
| Ország             | Össz. | Szavazók | Szavazók   | Szavazók  | Szavazók     | Szavazók     | Szavazók    | Szavazók | Szavazók | Szavazók   | Szavazók    | Szavazók      | Szavazók      | Szavazók   | Szavazók | Szavazók | Szavazók | Szavazók     | Szavazók    | Szavazók      | Szavazók   | Szavazók | Szavazók | Szavazók | Szavazók | Szavazók           | Szavazók     | Szavazók   | Szavazók    | Szavazók | Szavazók   | Szavazók   | Szavazók   | Szavazók | Szavazók            | Szavazók | Szavazók         | Szavazók | Szavazók  | Szavazók  | Szavazók | Szavazók | Szavazók |
| Ország             | Össz. | Belgium  | Csehország | Hollandia | Azerbajdzsán | Magyarország | Olaszország | Izrael   | Bulgária | Svédország | Németország | Franciaország | Lengyelország | Ausztrália | Ciprus   | Szerbia  | Litvánia | Horvátország | Oroszország | Spanyolország | Lettország | Ukrajna  | Málta    | Grúzia   | Ausztria | Egyesült Királyság | Örményország | Finnország | Görögország | Moldova  | San Marino | Észtország | Montenegró | Izland   | Bosznia-Hercegovina | Svájc    | Fehéroroszország | Írország | Macedónia | Szlovénia | Dánia    | Norvégia | Albánia  |
| ------------------ | ----- | -------- | ---------- | --------- | ------------ | ------------ | ----------- | -------- | -------- | ---------- | ----------- | ------------- | ------------- | ---------- | -------- | -------- | -------- | ------------ | ----------- | ------------- | ---------- | -------- | -------- | -------- | -------- | ------------------ | ------------ | ---------- | ----------- | -------- | ---------- | ---------- | ---------- | -------- | ------------------- | -------- | ---------------- | -------- | --------- | --------- | -------- | -------- | -------- |
| Belgium            | 130   |          | 2          | 4         |              |              |             | 6        | 10       |            | 5           |               |               | 12         |          |          | 5        |              |             |               |            | 10       |          | 10       | 5        |                    | 4            |            |             |          |            |            | 3          | 3        |                     | 10       | 4                | 12       | 4         | 8         | 8        | 5        |          |
| Csehország         | 41    | 1        |            |           |              | 2            |             |          |          | 3          |             |               | 4             |            |          |          |          | 10           |             |               |            |          |          |          | 4        |                    | 1            | 3          |             |          |            |            |            | 5        | 6                   |          |                  | 2        |           |           |          |          |          |
| Hollandia          | 114   | 4        | 7          |           |              | 6            | 4           |          | 2        | 5          | 4           | 7             |               | 3          |          | 5        |          |              |             | 3             | 3          |          |          |          |          |                    |              | 10         |             |          | 4          | 6          |            | 12       |                     | 5        |                  | 8        | 2         | 1         | 7        | 6        |          |
| Azerbajdzsán       | 44    |          |            | 1         |              | 7            |             |          |          | 10         |             |               |               |            | 2        |          |          |              | 10          | 2             |            | 7        |          |          |          |                    |              |            | 1           |          |            |            |            |          | 1                   |          | 2                |          | 1         |           |          |          |          |
| Magyarország       | 52    |          | 10         |           | 4            |              |             |          |          |            |             |               |               |            | 4        |          |          | 5            | 1           | 10            |            | 2        |          |          |          |                    |              |            | 3           |          | 2          |            | 7          |          |                     |          |                  |          |           | 3         |          |          | 1        |
| Olaszország        | 90    | 10       |            | 6         |              |              |             |          |          |            | 3           | 12            |               |            | 3        |          |          | 3            |             | 5             |            |          | 8        |          |          |                    |              | 2          |             |          | 10         |            |            |          |                     | 2        |                  | 6        |           |           |          | 12       | 8        |
| Izrael             | 124   | 2        |            | 7         | 3            |              | 8           |          |          |            | 12          |               | 7             | 10         | 5        | 7        | 6        | 7            |             | 1             | 2          | 6        | 1        | 3        |          | 3                  |              | 7          |             |          |            |            |            |          |                     | 8        |                  | 4        | 5         | 2         | 2        | 3        | 3        |
| Bulgária           | 127   | 6        |            |           | 8            |              |             | 7        |          |            |             | 10            | 3             | 8          |          | 4        | 2        |              |             |               | 1          | 1        | 10       |          |          | 5                  | 7            |            |             |          |            |            | 2          |          | 3                   | 1        | 1                | 10       | 10        | 10        | 6        | 8        | 4        |
| Svédország         | 122   |          | 12         | 10        |              | 4            | 2           |          |          |            | 10          | 5             |               |            |          |          |          |              |             |               | 8          | 4        |          | 6        | 8        |                    |              | 12         |             | 6        |            | 12         |            | 6        |                     |          | 8                | 5        |           |           | 4        |          |          |
| Németország        | 1     |          |            |           |              |              |             |          |          |            |             |               |               |            |          |          |          |              |             |               |            |          |          | 1        |          |                    |              |            |             |          |            |            |            |          |                     |          |                  |          |           |           |          |          |          |
| Franciaország      | 148   | 8        | 5          | 5         |              |              | 7           | 8        |          | 8          |             |               | 1             | 6          | 7        |          | 1        | 8            | 7           | 7             |            |          | 6        | 4        | 7        | 6                  | 12           | 1          | 6           |          |            | 1          | 5          | 2        | 7                   |          |                  | 3        |           |           |          |          | 10       |
| Lengyelország      | 7     |          |            |           | 2            |              |             |          |          |            |             |               |               |            |          |          | 3        |              |             |               |            |          |          |          |          |                    |              |            |             |          |            |            | 1          |          |                     |          |                  |          |           |           |          | 1        |          |
| Ausztrália         | 320   | 12       |            | 12        | 7            | 12           | 6           | 10       | 8        | 12         | 6           | 6             | 10            |            | 10       | 6        | 12       | 12           | 2           | 8             | 5          | 5        | 3        | 8        | 12       | 8                  | 5            | 8          | 7           | 10       |            | 10         | 4          | 10       | 10                  | 12       | 6                |          | 8         | 6         | 10       | 10       | 12       |
| Ciprus             | 43    |          |            |           |              |              | 1           |          |          |            |             |               |               |            |          |          |          | 1            | 4           |               |            |          | 5        |          |          | 7                  | 6            |            | 8           | 2        | 5          | 4          |            |          |                     |          |                  |          |           |           |          |          |          |
| Szerbia            | 35    |          |            |           |              |              |             |          | 5        |            |             |               |               |            |          |          |          | 2            |             |               |            |          |          |          |          | 2                  |              |            |             |          |            |            | 6          |          | 8                   |          |                  |          | 7         | 5         |          |          |          |
| Litvánia           | 104   |          | 3          |           | 5            | 3            |             | 1        | 1        | 2          | 1           |               | 2             | 7          |          | 8        |          |              |             |               | 10         | 12       |          | 5        | 1        | 4                  |              | 6          |             | 4        |            | 5          |            |          |                     | 7        | 10               |          |           |           | 5        | 2        |          |
| Horvátország       | 40    |          | 8          |           |              |              |             | 3        |          |            |             |               |               | 1          | 1        |          |          |              |             |               |            |          |          | 2        | 6        | 1                  |              |            |             | 1        |            |            |            | 7        | 4                   |          |                  |          | 6         |           |          |          |          |
| Oroszország        | 130   |          |            |           | 12           |              |             |          | 6        | 6          |             | 1             |               |            | 12       | 1        |          | 6            |             | 4             | 7          |          | 4        |          | 3        |                    | 2            |            | 12          | 7        | 7          |            | 8          | 8        | 5                   |          | 12               |          |           |           |          |          | 7        |
| Spanyolország      | 67    |          |            |           | 1            | 5            | 12          | 4        | 4        | 1          |             | 3             | 5             | 5          |          |          |          |              |             |               |            |          | 2        |          |          |                    | 3            |            |             | 8        |            |            |            |          |                     |          |                  |          |           |           | 1        | 7        | 6        |
| Lettország         | 69    |          | 1          |           |              | 8            |             | 5        |          |            | 2           |               | 6             |            |          |          | 7        |              | 3           |               |            | 8        |          | 7        |          |                    |              |            |             |          |            | 8          |            |          |                     | 3        |                  | 1        | 3         | 7         |          |          |          |
| Ukrajna            | 211   | 3        |            | 3         | 10           |              | 10          | 12       |          |            | 7           |               | 12            | 2          |          | 12       | 8        |              |             |               | 12         |          |          | 12       |          | 10                 |              |            | 2           | 12       | 12         | 7          |            |          | 12                  | 6        | 7                |          | 12        | 12        | 12       | 4        |          |
| Málta              | 137   |          | 6          |           | 6            | 10           | 5           |          | 7        | 7          |             | 4             |               |            | 6        | 10       |          |              | 8           | 6             | 4          |          |          |          | 10       |                    | 8            | 5          | 4           | 3        | 3          | 2          | 12         | 4        |                     |          | 5                |          |           |           |          |          | 2        |
| Grúzia             | 80    | 7        |            |           |              |              | 3           |          | 3        |            | 8           |               | 8             |            |          |          | 10       |              | 5           |               |            | 3        |          |          |          | 12                 | 10           |            | 5           |          | 6          |            |            |          |                     |          |                  |          |           |           |          |          |          |
| Ausztria           | 31    | 5        |            | 8         |              |              |             |          |          |            |             | 8             |               |            |          |          |          |              |             |               |            |          |          |          |          |                    |              | 4          |             |          | 1          |            |            | 1        |                     | 4        |                  |          |           |           |          |          |          |
| Egyesült Királyság | 54    |          | 4          |           |              |              |             |          |          |            |             |               |               | 4          |          | 2        |          |              | 6           |               |            |          | 12       |          |          |                    |              |            |             |          | 8          | 3          |            |          |                     |          |                  | 7        |           |           | 3        |          | 5        |
| Örményország       | 115   |          |            | 2         |              | 1            |             | 2        | 12       | 4          |             | 2             |               |            | 8        | 3        | 4        | 4            | 12          | 12            | 6          |          | 7        |          | 2        |                    |              |            | 10          | 5        |            |            | 10         |          | 2                   |          | 3                |          |           | 4         |          |          |          |

#### Nézői szavazás
| Ország             | Össz. | Szavazók | Szavazók   | Szavazók  | Szavazók     | Szavazók     | Szavazók    | Szavazók | Szavazók | Szavazók   | Szavazók    | Szavazók      | Szavazók      | Szavazók   | Szavazók | Szavazók | Szavazók | Szavazók     | Szavazók    | Szavazók      | Szavazók   | Szavazók | Szavazók | Szavazók | Szavazók | Szavazók           | Szavazók     | Szavazók   | Szavazók    | Szavazók | Szavazók   | Szavazók   | Szavazók   | Szavazók | Szavazók            | Szavazók | Szavazók         | Szavazók | Szavazók  | Szavazók  | Szavazók | Szavazók | Szavazók |
| Ország             | Össz. | Belgium  | Csehország | Hollandia | Azerbajdzsán | Magyarország | Olaszország | Izrael   | Bulgária | Svédország | Németország | Franciaország | Lengyelország | Ausztrália | Ciprus   | Szerbia  | Litvánia | Horvátország | Oroszország | Spanyolország | Lettország | Ukrajna  | Málta    | Grúzia   | Ausztria | Egyesült Királyság | Örményország | Finnország | Görögország | Moldova  | San Marino | Észtország | Montenegró | Izland   | Bosznia-Hercegovina | Svájc    | Fehéroroszország | Írország | Macedónia | Szlovénia | Dánia    | Norvégia | Albánia  |
| ------------------ | ----- | -------- | ---------- | --------- | ------------ | ------------ | ----------- | -------- | -------- | ---------- | ----------- | ------------- | ------------- | ---------- | -------- | -------- | -------- | ------------ | ----------- | ------------- | ---------- | -------- | -------- | -------- | -------- | ------------------ | ------------ | ---------- | ----------- | -------- | ---------- | ---------- | ---------- | -------- | ------------------- | -------- | ---------------- | -------- | --------- | --------- | -------- | -------- | -------- |
| Belgium            | 51    |          |            | 12        |              |              |             | 1        |          |            |             | 4             |               | 12         |          | 5        |          |              |             |               |            |          |          |          |          |                    |              |            |             |          |            |            |            | 3        |                     |          |                  |          | 4         |           | 8        | 2        |          |
| Csehország         | 0     |          |            |           |              |              |             |          |          |            |             |               |               |            |          |          |          |              |             |               |            |          |          |          |          |                    |              |            |             |          |            |            |            |          |                     |          |                  |          |           |           |          |          |          |
| Hollandia          | 39    | 10       |            |           |              | 2            |             |          |          | 2          | 3           |               |               |            |          |          |          |              |             |               |            |          | 3        |          | 6        |                    |              |            |             |          |            |            |            | 6        |                     |          |                  |          |           |           | 7        |          |          |
| Azerbajdzsán       | 73    |          | 6          |           |              |              |             | 2        | 1        |            |             |               |               |            |          |          |          |              | 6           |               | 3          | 10       | 6        | 7        |          |                    |              |            |             | 8        |            |            | 7          | 1        | 8                   |          | 8                |          |           |           |          |          |          |
| Magyarország       | 56    |          | 3          |           | 7            |              |             |          |          |            |             |               | 6             |            | 4        | 10       | 2        | 3            |             |               |            |          | 5        | 2        |          |                    | 3            |            | 2           |          | 1          |            | 3          |          | 1                   |          | 3                |          |           |           |          |          | 1        |
| Olaszország        | 34    |          |            |           |              |              |             |          |          |            | 1           |               |               |            |          |          |          |              |             | 3             |            |          | 7        |          |          |                    |              |            |             |          |            |            | 4          |          |                     | 7        |                  |          | 1         | 1         |          |          | 10       |
| Izrael             | 11    |          |            |           | 6            |              |             |          | 2        |            |             | 3             |               |            |          |          |          |              |             |               |            |          |          |          |          |                    |              |            |             |          |            |            |            |          |                     |          |                  |          |           |           |          |          |          |
| Bulgária           | 180   | 5        | 5          | 1         | 8            | 4            | 7           | 7        |          | 4          | 4           | 5             | 3             | 10         | 12       | 8        |          | 1            |             | 12            | 1          | 2        | 8        | 3        | 5        | 8                  |              | 4          | 7           | 2        | 3          |            | 5          |          | 2                   |          | 4                | 5        | 10        | 2         |          | 5        | 8        |
| Svédország         | 139   | 1        | 2          | 2         |              | 7            |             |          | 3        |            | 8           | 2             | 10            |            | 1        | 1        | 7        | 7            | 2           | 1             | 7          | 1        |          |          | 7        | 1                  | 2            | 10         |             |          | 4          | 10         |            | 12       |                     |          | 2                | 2        |           | 5         | 12       | 7        | 3        |
| Németország        | 10    |          |            |           |              |              |             |          |          |            |             |               |               |            |          |          |          |              |             |               |            |          |          |          | 2        |                    |              |            |             |          |            |            |            |          |                     | 8        |                  |          |           |           |          |          |          |
| Franciaország      | 109   | 8        |            | 4         | 4            | 1            | 5           | 12       |          | 3          |             |               |               | 7          | 6        |          | 3        | 2            | 3           | 10            |            |          | 2        |          | 1        |                    | 7            | 3          | 4           | 6        |            | 2          | 1          | 5        | 4                   | 3        |                  |          |           |           | 2        | 1        |          |
| Lengyelország      | 222   | 12       | 7          | 10        | 3            | 8            | 10          | 4        | 6        | 10         | 10          | 7             |               |            | 2        |          | 6        | 4            | 5           | 5             | 5          | 8        |          | 4        | 12       | 10                 | 1            | 5          | 3           |          | 7          | 1          |            | 10       |                     | 5        | 6                | 10       | 2         | 4         | 5        | 10       | 5        |
| Ausztrália         | 191   | 4        | 1          | 5         | 2            | 3            |             | 5        | 5        | 12         | 5           |               | 7             |            | 5        | 6        | 5        | 5            | 4           | 4             | 6          | 4        | 12       | 1        | 3        | 6                  |              | 7          | 5           | 5        | 5          | 4          |            | 8        | 3                   | 1        | 1                | 6        | 3         | 3         | 10       | 8        | 12       |
| Ciprus             | 53    |          |            |           |              | 5            | 6           |          | 7        |            |             |               | 1             |            |          | 3        |          |              | 7           |               |            |          |          |          |          | 2                  | 6            | 1          | 12          |          |            | 3          |            |          |                     |          |                  |          |           |           |          |          |          |
| Szerbia            | 80    |          |            |           |              |              | 4           |          |          |            |             |               |               |            |          |          |          | 12           |             |               |            |          |          |          | 4        |                    |              |            |             |          |            |            | 12         |          | 12                  | 12       |                  |          | 12        | 12        |          |          |          |
| Litvánia           | 96    |          |            |           |              |              | 2           |          |          | 6          |             |               |               | 1          | 3        |          |          |              |             |               | 8          | 3        |          | 5        |          | 12                 |              |            |             | 3        | 8          | 5          | 2          | 4        |                     |          |                  | 12       |           |           | 6        | 12       | 4        |
| Horvátország       | 33    |          |            |           |              |              |             |          |          |            |             |               |               |            |          | 4        |          |              |             |               |            |          |          |          |          |                    |              |            |             |          |            |            | 6          |          | 10                  |          |                  |          | 5         | 8         |          |          |          |
| Oroszország        | 361   | 6        | 10         | 3         | 12           | 10           | 8           | 10       | 12       | 8          | 12          | 6             | 8             | 5          | 10       | 12       | 8        | 8            |             | 8             | 12         | 12       | 10       | 8        | 8        | 7                  | 12           | 8          | 10          | 12       | 10         | 12         | 10         | 7        | 6                   | 6        | 12               | 8        | 8         | 10        | 4        | 6        | 7        |
| Spanyolország      | 10    |          |            |           |              |              |             |          |          | 1          |             | 1             |               | 2          |          |          |          |              |             |               |            |          |          |          |          | 4                  |              |            |             |          |            |            |            |          |                     | 2        |                  |          |           |           |          |          |          |
| Lettország         | 63    |          |            |           |              |              |             |          |          |            |             |               | 5             |            |          |          | 12       |              | 1           |               |            | 5        |          | 6        |          | 3                  |              | 2          |             | 1        | 6          | 7          |            |          |                     |          | 5                | 7        |           |           |          | 3        |          |
| Ukrajna            | 323   | 2        | 12         | 7         | 10           | 12           | 12          | 8        | 10       | 7          | 6           | 10            | 12            | 8          | 7        | 7        | 10       | 10           | 10          | 7             | 10         |          | 4        | 10       | 10       | 5                  | 10           | 12         | 6           | 10       | 12         | 8          | 8          |          | 7                   | 4        | 10               | 4        | 6         | 7         | 3        | 4        | 6        |
| Málta              | 16    |          |            |           | 5            |              |             |          |          |            |             |               |               | 6          |          |          |          |              |             |               |            |          |          |          |          |                    | 5            |            |             |          |            |            |            |          |                     |          |                  |          |           |           |          |          |          |
| Grúzia             | 24    |          |            |           | 1            |              | 3           |          |          |            |             |               |               |            |          |          | 4        |              |             |               | 2          | 6        |          |          |          |                    | 8            |            |             |          |            |            |            |          |                     |          |                  |          |           |           |          |          |          |
| Ausztria           | 120   | 3        | 4          | 6         |              | 6            |             | 3        | 4        | 5          | 7           | 8             | 4             | 3          |          |          | 1        | 6            | 8           | 2             | 4          |          |          |          |          |                    | 4            | 6          | 1           | 4        |            | 6          |            | 2        | 5                   | 10       |                  | 1        |           | 6         | 1        |          |          |
| Egyesült Királyság | 8     |          |            |           |              |              |             |          |          |            |             |               |               | 4          |          |          |          |              |             |               |            |          | 1        |          |          |                    |              |            |             |          |            |            |            |          |                     |          |                  | 3        |           |           |          |          |          |
| Örményország       | 134   | 7        | 8          | 8         |              |              | 1           | 6        | 8        |            | 2           | 12            | 2             |            | 8        | 2        |          |              | 12          | 6             |            | 7        |          | 12       |          |                    |              |            | 8           | 7        | 2          |            |            |          |                     |          | 7                |          | 7         |           |          |          | 2        |

A sorok és az oszlopok a fellépés sorrendjében vannak rendezve. Az oszlopokban előbb a döntősök, majd az elődöntőkben kiesettek találhatók a fellépés sorrendjében.

### 12 pontos országok
| Darab | Jutalmazott ország | Szavazó ország |
| ----- | ------------------ | --- |
| 11    | Ukrajna            | Bosznia-Hercegovina, Dánia, Macedónia, Grúzia, Izrael, Lettország, Moldova, Lengyelország, San Marino, Szerbia, Szlovénia |
| 9     | Ausztrália         | Albánia, Ausztria, Belgium, Horvátország, Magyarország, Litvánia, Hollandia, Svédország, Svájc                            |
| 4     | Oroszország        | Azerbajdzsán, Fehéroroszország, Ciprus, Görögország                                                                       |
| 3     | Örményország       | Bulgária, Oroszország, Spanyolország                                                                                      |
| 3     | Svédország         | Csehország, Észtország, Finnország                                                                                        |
| 2     | Belgium            | Ausztrália, Írország |
| 2     | Olaszország        | Franciaország, Norvégia                                                                                                   |
| 1     | Franciaország      | Örményország |
| 1     | Grúzia             | Egyesült Királyság |
| 1     | Izrael             | Németország |
| 1     | Litvánia           | Ukrajna |
| 1     | Málta              | Montenegró |
| 1     | Hollandia          | Izland |
| 1     | Spanyolország      | Olaszország |
| 1     | Egyesült Királyság | Málta |

| Darab | Jutalmazott ország | Szavazó ország |
| ----- | ------------------ | --- |
| 10    | Oroszország        | Örményország, Azerbajdzsán, Fehéroroszország, Bulgária, Észtország, Németország, Lettország, Moldova, Szerbia, Ukrajna |
| 6     | Szerbia            | Bosznia-Hercegovina, Macedónia, Horvátország, Montenegró, Szlovénia, Svájc                                             |
| 6     | Ukrajna            | Csehország, Finnország, Magyarország, Olaszország, Lengyelország, San Marino                                           |
| 3     | Örményország       | Franciaország, Grúzia, Oroszország                                                                                     |
| 3     | Ausztrália         | Albánia, Málta, Svédország                                                                                             |
| 3     | Litvánia           | Írország, Norvégia, Egyesült Királyság                                                                                 |
| 2     | Belgium            | Ausztrália, Hollandia                                                                                                  |
| 2     | Bulgária           | Ciprus, Spanyolország                                                                                                  |
| 2     | Lengyelország      | Ausztria, Belgium |
| 2     | Svédország         | Dánia, Izland |
| 1     | Ciprus             | Görögország |
| 1     | Franciaország      | Izrael |
| 1     | Lettország         | Litvánia |

### Zsűri és nézői szavazás külön
| Helyezés | Zsűri szavazatok   | Zsűri szavazatok | Nézői szavazatok   | Nézői szavazatok |
| Helyezés | Ország             | Pontszám         | Ország             | Pontszám         |
| -------- | ------------------ | ---------------- | ------------------ | ---------------- |
| 1.       | Ausztrália         | 320              | Oroszország        | 361              |
| 2.       | Ukrajna            | 211              | Ukrajna            | 323              |
| 3.       | Franciaország      | 148              | Lengyelország      | 222              |
| 4.       | Málta              | 137              | Ausztrália         | 191              |
| 5.       | Oroszország        | 130              | Bulgária           | 180              |
| 6.       | Belgium            | 130              | Svédország         | 139              |
| 7.       | Bulgária           | 127              | Örményország       | 134              |
| 8.       | Izrael             | 124              | Ausztria           | 120              |
| 9.       | Svédország         | 122              | Franciaország      | 109              |
| 10.      | Örményország       | 115              | Litvánia           | 96               |
| 11.      | Hollandia          | 114              | Szerbia            | 80               |
| 12.      | Litvánia           | 104              | Azerbajdzsán       | 73               |
| 13.      | Olaszország        | 90               | Lettország         | 63               |
| 14.      | Grúzia             | 80               | Magyarország       | 56               |
| 15.      | Lettország         | 69               | Ciprus             | 53               |
| 16.      | Spanyolország      | 67               | Belgium            | 51               |
| 17.      | Egyesült Királyság | 54               | Hollandia          | 39               |
| 18.      | Magyarország       | 52               | Olaszország        | 34               |
| 19.      | Azerbajdzsán       | 44               | Horvátország       | 33               |
| 20.      | Ciprus             | 43               | Grúzia             | 24               |
| 21.      | Csehország         | 41               | Málta              | 16               |
| 22.      | Horvátország       | 40               | Izrael             | 11               |
| 23.      | Szerbia            | 35               | Spanyolország      | 10               |
| 24.      | Ausztria           | 31               | Németország        | 10               |
| 25.      | Lengyelország      | 7                | Egyesült Királyság | 8                |
| 26.      | Németország        | 1                | Csehország         | 0                |

### Magyarország zsűri és nézői szavazás eredményei
| Ország             | Zsűri szavazás                       | Zsűri szavazás                       | Zsűri szavazás                       | Zsűri szavazás                       | Zsűri szavazás                       | Zsűri szavazás                       | Zsűri szavazás                       | Nézői szavazás                       | Nézői szavazás                       |                                      |
| Ország             | Rakonczai V.                         | Frenreisz K.                         | Lotfi B.                             | Novák P.                             | Wolf K.                              | Helyezés                             | Pontszám                             | Helyezés                             | Pontszám                             |                                      |
| ------------------ | ------------------------------------ | ------------------------------------ | ------------------------------------ | ------------------------------------ | ------------------------------------ | ------------------------------------ | ------------------------------------ | ------------------------------------ | ------------------------------------ | ------------------------------------ |
| Belgium            | 20.                                  | 12.                                  | 5.                                   | 24.                                  | 4.                                   | 14.                                  |                                      | 14.                                  |                                      |                                      |
| Csehország         | 7.                                   | 17                                   | 6.                                   | 21.                                  | 1.                                   | 9.                                   | 2                                    | 18.                                  |                                      |                                      |
| Hollandia          | 6.                                   | 5.                                   | 7.                                   | 16.                                  | 8.                                   | 5.                                   | 6                                    | 9.                                   | 2                                    |                                      |
| Azerbajdzsán       | 5.                                   | 13.                                  | 1.                                   | 18.                                  | 5.                                   | 4.                                   | 7                                    | 16.                                  |                                      |                                      |
| Magyarország       | Nem lehet a saját országra szavazni! | Nem lehet a saját országra szavazni! | Nem lehet a saját országra szavazni! | Nem lehet a saját országra szavazni! | Nem lehet a saját országra szavazni! | Nem lehet a saját országra szavazni! | Nem lehet a saját országra szavazni! | Nem lehet a saját országra szavazni! | Nem lehet a saját országra szavazni! | Nem lehet a saját országra szavazni! |
| Olaszország        | 15.                                  | 20.                                  | 17.                                  | 23.                                  | 15.                                  | 21.                                  |                                      | 19.                                  |                                      |                                      |
| Izrael             | 25.                                  | 18.                                  | 3.                                   | 11.                                  | 9.                                   | 16.                                  |                                      | 17.                                  |                                      |                                      |
| Bulgária           | 23.                                  | 14.                                  | 16.                                  | 20.                                  | 20.                                  | 22.                                  |                                      | 7.                                   | 4                                    |                                      |
| Svédország         | 8.                                   | 21.                                  | 4.                                   | 12.                                  | 3.                                   | 7.                                   | 4                                    | 4.                                   | 7                                    |                                      |
| Németország        | 10.                                  | 24.                                  | 9.                                   | 19.                                  | 10.                                  | 17.                                  |                                      | 13.                                  |                                      |                                      |
| Franciaország      | 14.                                  | 19.                                  | 10.                                  | 22.                                  | 19.                                  | 20.                                  |                                      | 10.                                  | 1                                    |                                      |
| Lengyelország      | 24.                                  | 23.                                  | 24.                                  | 25.                                  | 18.                                  | 25.                                  |                                      | 3.                                   | 8                                    |                                      |
| Ausztrália         | 4.                                   | 8.                                   | 2.                                   | 1.                                   | 2.                                   | 1.                                   | 12                                   | 8.                                   | 3                                    |                                      |
| Ciprus             | 13.                                  | 11.                                  | 11.                                  | 13.                                  | 17.                                  | 15.                                  |                                      | 6.                                   | 5                                    |                                      |
| Szerbia            | 19.                                  | 22.                                  | 23.                                  | 17.                                  | 25.                                  | 24.                                  |                                      | 24.                                  |                                      |                                      |
| Litvánia           | 1.                                   | 16.                                  | 8.                                   | 10.                                  | 16.                                  | 8.                                   | 3                                    | 23.                                  |                                      |                                      |
| Horvátország       | 17.                                  | 7.                                   | 12.                                  | 14.                                  | 24.                                  | 18.                                  |                                      | 21.                                  |                                      |                                      |
| Oroszország        | 12.                                  | 10.                                  | 21.                                  | 8.                                   | 14.                                  | 13.                                  |                                      | 2.                                   | 10                                   |                                      |
| Spanyolország      | 9.                                   | 1.                                   | 14.                                  | 9.                                   | 13.                                  | 6.                                   | 5                                    | 15.                                  |                                      |                                      |
| Lettország         | 2.                                   | 9.                                   | 13.                                  | 7.                                   | 6.                                   | 3.                                   | 8                                    | 11.                                  |                                      |                                      |
| Ukrajna            | 18.                                  | 4.                                   | 15                                   | 6.                                   | 21.                                  | 12.                                  |                                      | 1.                                   | 12                                   |                                      |
| Málta              | 3.                                   | 2.                                   | 20.                                  | 3.                                   | 7.                                   | 2.                                   | 10                                   | 20.                                  |                                      |                                      |
| Grúzia             | 16.                                  | 15.                                  | 18.                                  | 4.                                   | 11.                                  | 11.                                  |                                      | 22.                                  |                                      |                                      |
| Ausztria           | 22.                                  | 25.                                  | 25.                                  | 2.                                   | 23.                                  | 23.                                  |                                      | 5.                                   | 6                                    |                                      |
| Egyesült Királyság | 21.                                  | 6.                                   | 19.                                  | 15.                                  | 22.                                  | 19.                                  |                                      | 25.                                  |                                      |                                      |
| Örményország       | 11.                                  | 3.                                   | 22.                                  | 5.                                   | 12.                                  | 10.                                  | 1                                    | 12.                                  |                                      |                                      |

## Egyéb díjak

### Marcel Bezençon-díj
| Kategória       | Ország      | Előadó         | Dal                  | Zeneszerzők                                                         |
| --------------- | ----------- | -------------- | -------------------- | ------------------------------------------------------------------- |
| Művészeti díj   | Ukrajna     | Jamala         | 1944                 | Jamala                                                              |
| Zeneszerzői díj | Ausztrália  | Dami Im        | Sound of Silence     | Anthony Egizii, David Musumeci                                      |
| Sajtódíj        | Oroszország | Sergey Lazarev | You Are the Only One | Philipp Kirkorov, Dimitris Kontopoulos, John Ballard, Ralph Charlie |

### OGAE
| Hely | Ország        | Előadó              | Dal                     | Pontszám |
| ---- | ------------- | ------------------- | ----------------------- | -------- |
| 1.   | Franciaország | Amir                | J’ai cherché            | 425      |
| 2.   | Oroszország   | Sergey Lazarev      | You Are the Only One    | 392      |
| 3.   | Ausztrália    | Dami Im             | Sound of Silence        | 280      |
| 4.   | Bulgária      | Poli Genova         | If Love Was a Crime     | 175      |
| 5.   | Olaszország   | Francesca Michielin | No Degree of Separation | 170      |

### Barbara Dex-díj
| Hely | Ország              | Előadó                                | Pontszám |
| ---- | ------------------- | ------------------------------------- | -------- |
| 1.   | Horvátország        | Nina Kraljić                          | 770      |
| 2.   | Németország         | Jamie Lee                             | 335      |
| 3.   | Svájc               | Rykka                                 | 201      |
| 4.   | Bulgária            | Poli Genova                           | 140      |
| 5.   | Bosznia-Hercegovina | Dalal & Deen feat. Ana Rucner és Jala | 127      |

## Nemzetközi közvetítések

### Kommentátorok
Az elődöntőket és a döntőt az interneten élőben közvetítette a verseny weboldala, az eurovision.tv, valamint hivatalos YouTube-csatornája is.
| Ország                    | Kommentátor                                                                                | Közvetítés                                                              | Közvetítés                                                              | Közvetítés                                                              |
| Ország                    | Kommentátor                                                                                | Első elődöntő                                                           | Második elődöntő                                                        | Döntő                                                                   |
| ------------------------- | ------------------------------------------------------------------------------------------ | ----------------------------------------------------------------------- | ----------------------------------------------------------------------- | ----------------------------------------------------------------------- |
| Albánia                   | Andri Xhahu                                                                                | TVSH, TVSH 2, RTSH HD, RTSH Muzikë, Radio Tirana                        | TVSH, TVSH 2, RTSH HD, RTSH Muzikë, Radio Tirana                        | TVSH, TVSH 2, RTSH HD, RTSH Muzikë, Radio Tirana                        |
| Amerikai Egyesült Államok | Carson Kressley és Michelle Collins                                                        | Nem volt közvetítés                                                     | Nem volt közvetítés                                                     | Logo TV                                                                 |
| Ausztrália                | Julia Zemiro és Sam Pang                                                                   | SBS, SBS Radio 4                                                        | SBS, SBS Radio 4                                                        | SBS, SBS Radio 4                                                        |
| Ausztria                  | Andi Knoll                                                                                 | ORF eins                                                                | ORF eins                                                                | ORF eins                                                                |
| Ausztria                  | Jelnyelvi tolmácsok                                                                        | Nem volt közvetítés                                                     | Nem volt közvetítés                                                     | ORF2                                                                    |
| Azerbajdzsán              | Azər Süleymanlı                                                                            | İTV                                                                     | İTV                                                                     | İTV                                                                     |
| Belgium                   | Peter Van de Veire (hollandul)                                                             | Eén                                                                     | Eén                                                                     | Eén                                                                     |
| Belgium                   | Jean-Louis Lahaye és Maureen Louys (franciául)                                             | La Une                                                                  | La Une                                                                  | La Une                                                                  |
| Bosznia-Hercegovina       | Dejan Kukrić                                                                               | BHT 1, BHT HD, BH Radio 1                                               | BHT 1, BHT HD, BH Radio 1                                               | BHT 1, BHT HD, BH Radio 1                                               |
| Bulgária                  | Elena Roszberg és Georgi Kusvaliev                                                         | BNT 1, BNT HD                                                           | BNT 1, BNT HD                                                           | BNT 1, BNT HD                                                           |
| Ciprus                    | Melína Karageorgíu                                                                         | RIK 1, RIK Sat, RIK HD, Tríto Prógramma                                 | RIK 1, RIK Sat, RIK HD, Tríto Prógramma                                 | RIK 1, RIK Sat, RIK HD, Tríto Prógramma                                 |
| Csehország                | Libor Bouček                                                                               | ČT2                                                                     | ČT2                                                                     | ČT1                                                                     |
| Dánia                     | Ole Tøpholm                                                                                | DR1                                                                     | DR1                                                                     | DR1                                                                     |
| Dánia                     | Jelnyelvi tolmácsok                                                                        | DR Ramasjang                                                            | DR Ramasjang                                                            | DR Ramasjang                                                            |
| Egyesült Királyság        | Mel Giedroyc és Scott Mills (elődöntők); Graham Norton (döntő)                             | BBC Four                                                                | BBC Four                                                                | BBC One                                                                 |
| Egyesült Királyság        | Ken Bruce                                                                                  | Nem volt közvetítés                                                     | Nem volt közvetítés                                                     | BBC Radio 2                                                             |
| Macedónia                 | Karolina Petkovska                                                                         | MRT 1                                                                   | MRT 1                                                                   | MRT 1                                                                   |
| Észtország                | Marko Reikop (észtül)                                                                      | ETV                                                                     | ETV                                                                     | ETV                                                                     |
| Észtország                | Mart Juur és Andrus Kivirähk (észtül)                                                      | Raadio 2                                                                | Nem volt közvetítés                                                     | Raadio 2                                                                |
| Észtország                | Alekszandr Hobotov (oroszul)                                                               | ETV+                                                                    | ETV+                                                                    | ETV+                                                                    |
| Fehéroroszország          | Jevhenyij Perlin                                                                           | Belarusz-1, Belarusz-24                                                 | Belarusz-1, Belarusz-24                                                 | Belarusz-1, Belarusz-24                                                 |
| Finnország                | Mikko Silvennoinen (finnül)                                                                | Yle TV2, TV Finland                                                     | Yle TV2, TV Finland                                                     | Yle TV2, TV Finland                                                     |
| Finnország                | Eva Frantz és Johan Lindroos (svédül)                                                      | Yle TV2, TV Finland                                                     | Yle TV2, TV Finland                                                     | Yle TV2, TV Finland                                                     |
| Finnország                | Sanna Pirkkalainen és Jorma Hietamäki (finnül)                                             | Yle Radio Suomi                                                         | Yle Radio Suomi                                                         | Yle Radio Suomi                                                         |
| Finnország                | Eva Frantz és Johan Lindroos (svédül)                                                      | Yle Radio Vega                                                          | Yle Radio Vega                                                          | Yle Radio Vega                                                          |
| Franciaország             | Marianne James (elődöntők és döntő); Jarry (elődöntők); Stéphane Bern (döntő)              | France 4                                                                | France 4                                                                | France 2                                                                |
| Görögország               | María Kozáku és Jórgosz Kapudzídisz                                                        | ERT1, ERT HD, ERT World, ERA 2                                          | ERT1, ERT HD, ERT World, ERA 2                                          | ERT1, ERT HD, ERT World, ERA 2                                          |
| Grúzia                    | Tuta Csheidze                                                                              | Grúz Közszolgálati Televízió                                            | Grúz Közszolgálati Televízió                                            | Grúz Közszolgálati Televízió                                            |
| Hollandia                 | Jan Smit és Cornald Maas                                                                   | NPO 1, BVN                                                              | NPO 1, BVN                                                              | NPO 1, BVN                                                              |
| Horvátország              | Duško Ćurlić                                                                               | HRT 1                                                                   | HRT 1                                                                   | HRT 1                                                                   |
| Horvátország              | Zlatan Turkalj Turki                                                                       | HR 2                                                                    | HR 2                                                                    | HR 2                                                                    |
| Írország                  | Marty Whelan                                                                               | RTÉ2                                                                    | RTÉ2                                                                    | RTÉ One                                                                 |
| Írország                  | Neil Doherty és Zbyszek Zalinski                                                           | Nem volt közvetítés                                                     | RTÉ Radio 1                                                             | RTÉ Radio 1                                                             |
| Izland                    | Gísli Marteinn Baldursson                                                                  | RÚV                                                                     | RÚV                                                                     | RÚV                                                                     |
| Izrael                    | Héber feliratozás                                                                          | Channel 1 (első elődöntő felvételről, második elődöntő és döntő élőben) | Channel 1 (első elődöntő felvételről, második elődöntő és döntő élőben) | Channel 1 (első elődöntő felvételről, második elődöntő és döntő élőben) |
| Izrael                    | Arab feliratozás                                                                           | Nem volt közvetítés                                                     | Channel 33                                                              | Channel 33                                                              |
| Izrael                    | Kobi Menora, Or Vaxman és Nancy Brandes (héberül)                                          | Nem volt közvetítés                                                     | 88 FM                                                                   | 88 FM                                                                   |
| Kazahsztán                | Diana Snegina és Kaldıbek Jaysanbay                                                        | Xabar                                                                   | Xabar                                                                   | Xabar                                                                   |
| Kína                      | Kubert Leung és Vu Csoutong                                                                | Hunan TV                                                                | Hunan TV                                                                | Hunan TV                                                                |
| Koszovó                   | N/A                                                                                        | RTK                                                                     | RTK                                                                     | RTK                                                                     |
| Lengyelország             | Artur Orzech                                                                               | TVP1, TVP Polonia (élőben), TVP Rozrywka, TVP HD (felvételről)          | TVP1, TVP Polonia (élőben), TVP Rozrywka, TVP HD (felvételről)          | TVP1, TVP Polonia (élőben), TVP Rozrywka, TVP HD (felvételről)          |
| Lettország                | Valters Frīdenbergs (elődöntők és döntő) és Toms Grēviņš (döntő)                           | LTV1                                                                    | LTV1                                                                    | LTV1                                                                    |
| Litvánia                  | Darius Užkuraitis                                                                          | LRT televizija, LRT HD, LRT Radijas                                     | LRT televizija, LRT HD, LRT Radijas                                     | LRT televizija, LRT HD, LRT Radijas                                     |
| Litvánia                  | Jelnyelvi tolmácsok                                                                        | LRT Kultūra                                                             | LRT Kultūra                                                             | LRT Kultūra                                                             |
| Magyarország              | Gundel Takács Gábor                                                                        | Duna (élőben), M2 Petőfi (felvételről)                                  | Duna (élőben), M2 Petőfi (felvételről)                                  | Duna (élőben), M2 Petőfi (felvételről)                                  |
| Málta                     | Arthur Caruana                                                                             | TVM                                                                     | TVM                                                                     | TVM                                                                     |
| Moldova                   | Gloria Gorceag                                                                             | Moldova 1, Radio Moldova, Radio Moldova Muzical, Radio Moldova Tineret  | Moldova 1, Radio Moldova, Radio Moldova Muzical, Radio Moldova Tineret  | Moldova 1, Radio Moldova, Radio Moldova Muzical, Radio Moldova Tineret  |
| Montenegró                | Dražen Bauković és Tijana Mišković                                                         | TVCG 1, TVCG SAT                                                        | TVCG 1, TVCG SAT                                                        | TVCG 1, TVCG SAT                                                        |
| Németország               | Peter Urban                                                                                | EinsFestival, Phoenix                                                   | EinsFestival, Phoenix                                                   | Das Erste                                                               |
| Norvégia                  | Olav Viksmo Slettan                                                                        | NRK1                                                                    | NRK1                                                                    | NRK1                                                                    |
| Norvégia                  | Jelnyelvi tolmácsok                                                                        | NRK1 Tegnspråk                                                          | NRK1 Tegnspråk                                                          | NRK1 Tegnspråk                                                          |
| Norvégia                  | Ronny Brede Aase, Silje Reiten Nordnes és Markus Ekrem Neby                                | Nem volt közvetítés                                                     | Nem volt közvetítés                                                     | NRK3                                                                    |
| Olaszország               | Filippo Solibello és Marco Ardemagni (elődöntők), Flavio Insinna és Federico Russo (döntő) | Rai 4                                                                   | Rai 4                                                                   | Rai 1                                                                   |
| Olaszország               | Filippo Solibello és Marco Ardemagni                                                       | Rai Radio 2                                                             | Rai Radio 2                                                             | Rai Radio 2                                                             |
| Oroszország               | Dmitrij Gubernyijev és Ernestas Mackevičius                                                | Rosszija 1, Rosszija HD                                                 | Rosszija 1, Rosszija HD                                                 | Rosszija 1, Rosszija HD                                                 |
| Örményország              | Avet Barseghyan                                                                            | H1                                                                      | H1                                                                      | H1                                                                      |
| Portugália                | Hélder Reis                                                                                | RTP1, RTP Internacional                                                 | RTP1, RTP Internacional                                                 | RTP1, RTP Internacional                                                 |
| San Marino                | Lia Fiorio és Gigi Restivo                                                                 | SMtv San Marino, Radio San Marino                                       | SMtv San Marino, Radio San Marino                                       | SMtv San Marino, Radio San Marino                                       |
| Spanyolország             | José María Íñigo és Julia Varela                                                           | La 2                                                                    | La 2                                                                    | La 1                                                                    |
| Svájc                     | Jean-Marc Richard és Nicolas Tanner (franciául)                                            | Nem volt közvetítés                                                     | RTS Deux                                                                | RTS Deux                                                                |
| Svájc                     | Sven Epiney (elődöntők és döntő), Peter Schneider és Gabriel Vetter (döntő) (németül)      | SRF zwei                                                                | SRF zwei                                                                | SRF 1                                                                   |
| Svájc                     | Peter Schneider és Gabriel Vetter (németül)                                                | Nem volt közvetítés                                                     | Nem volt közvetítés                                                     | Radio SRF 3                                                             |
| Svájc                     | Clarissa Tami (második elődöntő és döntő), Michele Carobbio (döntő) (olaszul)              | Nem volt közvetítés                                                     | RSI La 2                                                                | RSI La 1                                                                |
| Svédország                | Lotta Bromé                                                                                | SVT1                                                                    | SVT1                                                                    | SVT1                                                                    |
| Svédország                | Jelnyelvi tolmácsok                                                                        | SVT24                                                                   | SVT24                                                                   | SVT24                                                                   |
| Svédország                | Carolina Norén és Björn Kjellman                                                           | SR P4                                                                   | SR P4                                                                   | SR P4                                                                   |
| Szerbia                   | Dragan Ilić (első elődöntő), Duška Vučinić (második elődöntő)                              | RTS1, RTS HD, RTS SAT                                                   | RTS1, RTS HD, RTS SAT                                                   | RTS1, RTS HD, RTS SAT                                                   |
| Szlovénia                 | Andrej Hofer                                                                               | TV Slovenija 2                                                          | TV Slovenija 2                                                          | TV Slovenija 1                                                          |
| Szlovénia                 | Andrej Hofer                                                                               | Radio Maribor                                                           | Radio Maribor, Radio Val 202                                            | Radio Maribor, Radio Val 202                                            |
| Új-Zéland                 | Kommentár nélkül                                                                           | Nem volt közvetítés                                                     | Nem volt közvetítés                                                     | BBC UKTV                                                                |
| Ukrajna                   | Tyimur Mirosnicsenko                                                                       | Persij Nacionalnij                                                      | Persij Nacionalnij                                                      | Persij Nacionalnij                                                      |
| Ukrajna                   | Olena Zelincsenko                                                                          | NRCU                                                                    | NRCU                                                                    | NRCU                                                                    |

Megjegyzés: Az egyes országok televíziócsatornái illetve rádiói alapesetben élőben közvetítették a dalfesztivált. Ez néhány esetben eltérhetett, mely a fenti táblázatban is fel van tüntetve.

## Nézettség
Az Eurovíziós Dalfesztivál összes felvezető műsorát és nemzetközi adását Magyarországon a Duna nemzeti főadó közvetítette. Mivel a közmédia a közszolgálati feladatai alapján a teljes társadalom számára kínál tartalmakat, a nézettségi és elérési adatokat a teljes népességre vonatkozóan teszi közzé. A Nielsen mérése alapján ez a 4 éves és annál idősebbek köre, habár a műsorszámok megtekintése a 12 éven aluliak számára nem volt ajánlott.
| Adás             | Sugárzás                   | Sugárzás | Sugárzás | Sugárzás | Teljes lakosság (4+) | Teljes lakosság (4+) | Teljes lakosság (4+) | Forrás  |
| Adás             | Adásnap                    | Kezdés   | Vége     | Hossz    | AMR                  | Arány (SHR%)         | Heti helyezés        | Forrás  |
| ---------------- | -------------------------- | -------- | -------- | -------- | -------------------- | -------------------- | -------------------- | ------- |
| Elővízió         | 2016. május 10., kedd      | 20:29:48 | 20:56:17 | 0:26:30  | 342 802              | 7,9                  |                      | [ 147 ] |
| Első elődöntő    | 2016. május 10., kedd      | 20:59:46 | 23:06:41 | 2:06:56  | 415 098              | 12,2                 |                      | [ 147 ] |
| Válogatás        | 2016. május 12., csütörtök | 20:32:53 | 20:52:37 | 0:19:45  | 229 889              | 5,2                  |                      | [ 148 ] |
| Második elődöntő | 2016. május 12., csütörtök | 20:59:47 | 23:06:05 | 2:06:19  | 232 017              | 6,7                  |                      | [ 148 ] |
| Elővízió         | 2016. május 14., szombat   | ~20:30   |          |          |                      |                      |                      | [ 149 ] |
| Döntő            | 2016. május 14., szombat   | 20:59:48 | 0:47:15  | 3:47:27  | 639 427              | 21,2                 |                      | [ 149 ] |

## Hivatalos album
A Eurovision Song Contest: Stockholm 2016 (magyarul: Eurovíziós Dalfesztivál: Stockholm 2016) a 2016-os Eurovíziós Dalfesztivál dalainak válogatáslemeze, melyet az Európai Műsorsugárzók Uniója jelentetett meg 2016. április 22-én. Az album tartalmazza mind a 42 részt vevő ország dalát, beleértve Romániát is, melyet később kizártak a versenyből és azokat az elődöntős országokat is, akik nem jutottak tovább a döntőbe.
| CD 1  | CD 1                                    | CD 1                                   | CD 1  | CD 1 | CD 1 | CD 1 | CD 1 | CD 1 | CD 1 |
|       | Cím                                     | Előadó                                 | Hossz |      |      |      |      |      |      |
| ----- | --------------------------------------- | -------------------------------------- | ----- | ---- | ---- | ---- | ---- | ---- | ---- |
| 1.    | „Fairytale” (Albánia)                   | Eneda Tarifa                           | 3:00  |      |      |      |      |      |      |
| 2.    | „LoveWave” (Örményország)               | Iveta Mukuchyan                        | 2:58  |      |      |      |      |      |      |
| 3.    | „Loin d’ici” (Ausztria)                 | Zoë                                    | 3:00  |      |      |      |      |      |      |
| 4.    | „Sound of Silence” (Ausztrália)         | Dami Im                                | 3:03  |      |      |      |      |      |      |
| 5.    | „Miracle” (Azerbajdzsán)                | Samra                                  | 3:00  |      |      |      |      |      |      |
| 6.    | „Ljubav je” (Bosznia-Hercegovina)       | Dalal & Deen feat. Ana Rucner és Jala  | 3:00  |      |      |      |      |      |      |
| 7.    | „What’s the Pressure” (Belgium)         | Laura Tesoro                           | 2:52  |      |      |      |      |      |      |
| 8.    | „If Love Was a Crime” (Bulgária)        | Poli Genova                            | 2:59  |      |      |      |      |      |      |
| 9.    | „Help You Fly” (Fehéroroszország)       | Ivan                                   | 3:02  |      |      |      |      |      |      |
| 10.   | „The Last of Our Kind” (Svájc)          | Rykka                                  | 3:00  |      |      |      |      |      |      |
| 11.   | „Alter Ego” (Ciprus)                    | Minus One                              | 3:00  |      |      |      |      |      |      |
| 12.   | „I Stand” (Csehország)                  | Gabriela Gunčíková                     | 3:00  |      |      |      |      |      |      |
| 13.   | „Ghost” (Németország)                   | Jamie-Lee                              | 2:55  |      |      |      |      |      |      |
| 14.   | „Soldiers of Love” (Dánia)              | Lighthouse X                           | 3:00  |      |      |      |      |      |      |
| 15.   | „Play” (Észtország)                     | Jüri Pootsmann                         | 3:00  |      |      |      |      |      |      |
| 16.   | „Say Yay!” (Spanyolország)              | Barei                                  | 2:57  |      |      |      |      |      |      |
| 17.   | „Sing It Away” (Finnország)             | Sandhja                                | 2:59  |      |      |      |      |      |      |
| 18.   | „J’ai cherché” (Franciaország)          | Amir                                   | 3:00  |      |      |      |      |      |      |
| 19.   | „You’re Not Alone” (Egyesült Királyság) | Joe & Jake                             | 2:50  |      |      |      |      |      |      |
| 20.   | „Midnight Gold” (Grúzia)                | Nika Kocharov & Young Georgian Lolitaz | 2:56  |      |      |      |      |      |      |
| 21.   | „Utopian Land” (Görögország)            | Argo                                   | 2:55  |      |      |      |      |      |      |
| 22.   | „Lighthouse” (Horvátország)             | Nina Kraljić                           | 3:00  |      |      |      |      |      |      |
| 65:26 |                                         |                                        |       |      |      |      |      |      |      |

| CD 2  | CD 2                                          | CD 2                | CD 2  | CD 2 | CD 2 | CD 2 | CD 2 | CD 2 | CD 2 |
|       | Cím                                           | Előadó              | Hossz |      |      |      |      |      |      |
| ----- | --------------------------------------------- | ------------------- | ----- | ---- | ---- | ---- | ---- | ---- | ---- |
| 1.    | „Pioneer” (Magyarország)                      | Freddie             | 2:59  |      |      |      |      |      |      |
| 2.    | „Sunlight” (Írország)                         | Nicky Byrne         | 2:59  |      |      |      |      |      |      |
| 3.    | „Made of Stars” (Izrael)                      | Hovi Star           | 3:01  |      |      |      |      |      |      |
| 4.    | „Hear Them Calling” (Izland)                  | Greta Salóme        | 2:57  |      |      |      |      |      |      |
| 5.    | „No Degree of Separation” (Olaszország)       | Francesca Michielin | 3:08  |      |      |      |      |      |      |
| 6.    | „I’ve Been Waiting for This Night” (Litvánia) | Donny Montell       | 3:03  |      |      |      |      |      |      |
| 7.    | „Heartbeat” (Lettország)                      | Justs               | 2:57  |      |      |      |      |      |      |
| 8.    | „Falling Stars” (Moldova)                     | Lidia Isac          | 2:57  |      |      |      |      |      |      |
| 9.    | „The Real Thing” (Montenegró)                 | Highway             | 3:01  |      |      |      |      |      |      |
| 10.   | „Dona” (Macedónia)                            | Kaliopi             | 3:01  |      |      |      |      |      |      |
| 11.   | „Walk on Water” (Málta)                       | Ira Losco           | 3:03  |      |      |      |      |      |      |
| 12.   | „Slow Down” (Hollandia)                       | Douwe Bob           | 2:45  |      |      |      |      |      |      |
| 13.   | „Icebreaker” (Norvégia)                       | Agnete Johnsen      | 2:54  |      |      |      |      |      |      |
| 14.   | „Color of Your Life” (Lengyelország)          | Michał Szpak        | 3:00  |      |      |      |      |      |      |
| 15.   | „Moment of Silence” (Románia)                 | Ovidiu Anton        | 2:59  |      |      |      |      |      |      |
| 16.   | „Goodbye (Shelter)” (Szerbia)                 | Sanja Vučić ZAA     | 3:03  |      |      |      |      |      |      |
| 17.   | „You Are the Only One” (Oroszország)          | Sergey Lazarev      | 3:06  |      |      |      |      |      |      |
| 18.   | „If I Were Sorry” (Svédország)                | Frans               | 3:04  |      |      |      |      |      |      |
| 19.   | „Blue and Red” (Szlovénia)                    | ManuElla            | 2:57  |      |      |      |      |      |      |
| 20.   | „I Didn’t Know” (San Marino)                  | Serhat              | 3:01  |      |      |      |      |      |      |
| 21.   | „1944” (Ukrajna)                              | Jamala              | 3:01  |      |      |      |      |      |      |
| 62:56 |                                               |                     |       |      |      |      |      |      |      |

## Térkép

A döntő résztvevői
Az elődöntőkben kiesett országok
Országok, melyek korábban részt vettek, de ebben az évben nem